# Musée des Beaux-Arts d’Agen
Das Musée des Beaux-Arts d'Agen ist eines der Museen der Stadt Agen im Département Lot-et-Garonne in Frankreich.

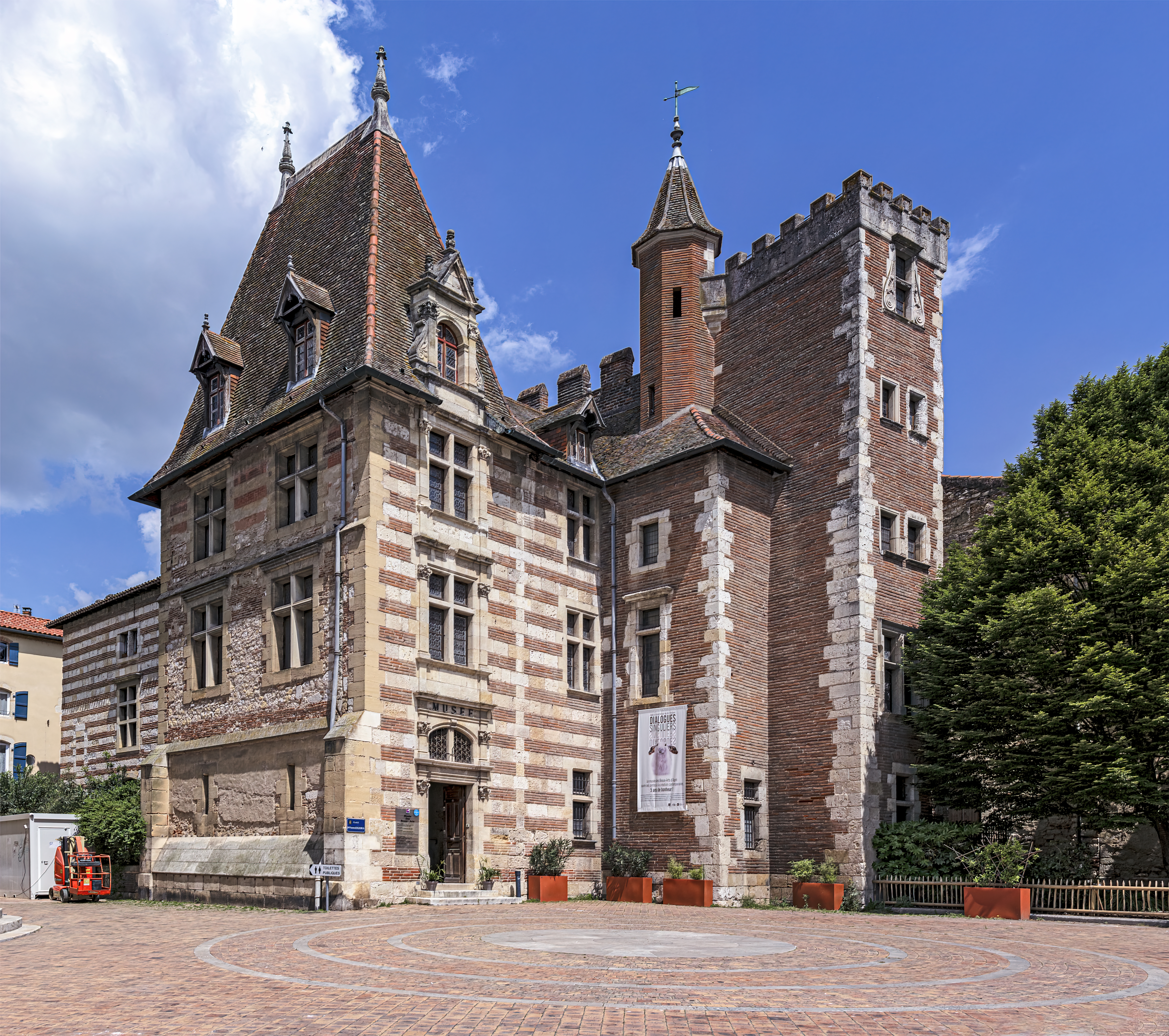

## Geschichte

Saal 15 - Französische und spanische Malerei

Die Société académique d’Agen wurde 1776 gegründet und eröffnete das Museum 1836.
Im Jahr 1863 schlägt die Société académique d’Agen vor, der Stadt Agen die Sammlung anzubieten, da sie aufgrund der finanziellen Lage nicht ausgestellt werden konnte. Die vorgeschlagene Vereinbarung der Stadtverwaltung sah vor, dass der Konservator des Museums durch die Société bestimmt wurde.
Das Museum wurde 1876 gegründet und befindet sich im historischen Herzen der Stadt. Es ist in vier hôtels particuliers der Renaissance mit offenen Innenhöfen untergebracht. Die Sammlung zeugt von großem Reichtum und zeigt überblicksweise ein Ensemble der Malerei, der Skulptur, der Möbel, europäischer Faiencen vom Mittelalter bis ins 19. Jahrhundert. Die Sammlung des Museum bietet ein weites Panorama der Kunstgeschichte von der Prähistorie bis ins 20. Jahrhundert.
Das Museum befand sich vom 3. September 2012 bis zum 18. Mai 2013 im Umbau.

## Sammlung
Die Sammlung verteilt sich auf vier Gebäude und verschiedene Ebenen.

### Saal 2
Das Mittelalter im Département Lot-et-Garonne. Romanische und gotische Skulpturen, Goldschmiedekunst, ein Grab mit Gisant, Gobelins.

### Saal 3
Gallo-römische Antiken: Vénus du Mas d’Agenais, Togatus, Schmuckobjekte.

Saal 2-4
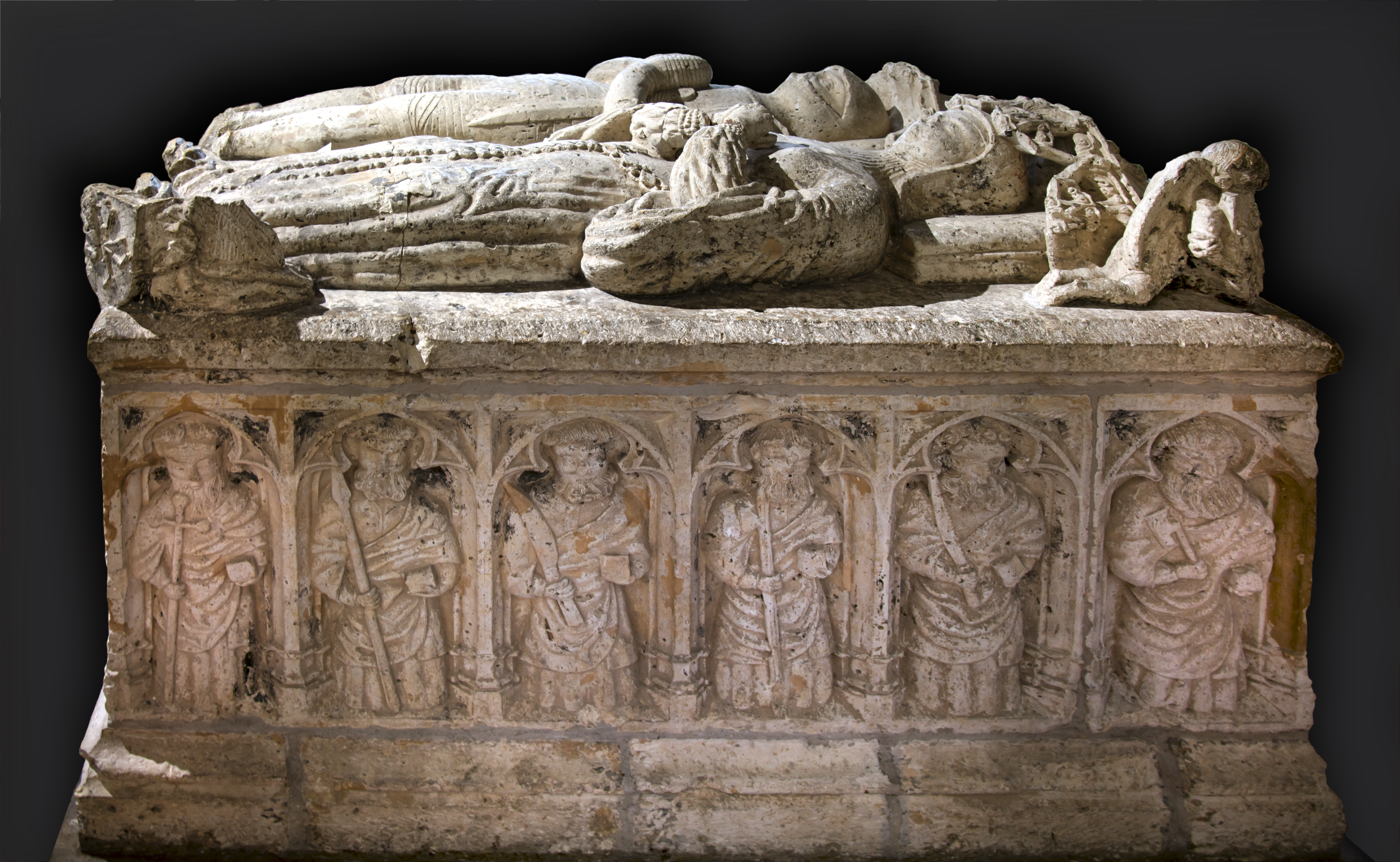
Grab von Etienne de Durfort und seiner Frau, ~1540, Château de Lafox
Pietà von Aubiac[4]
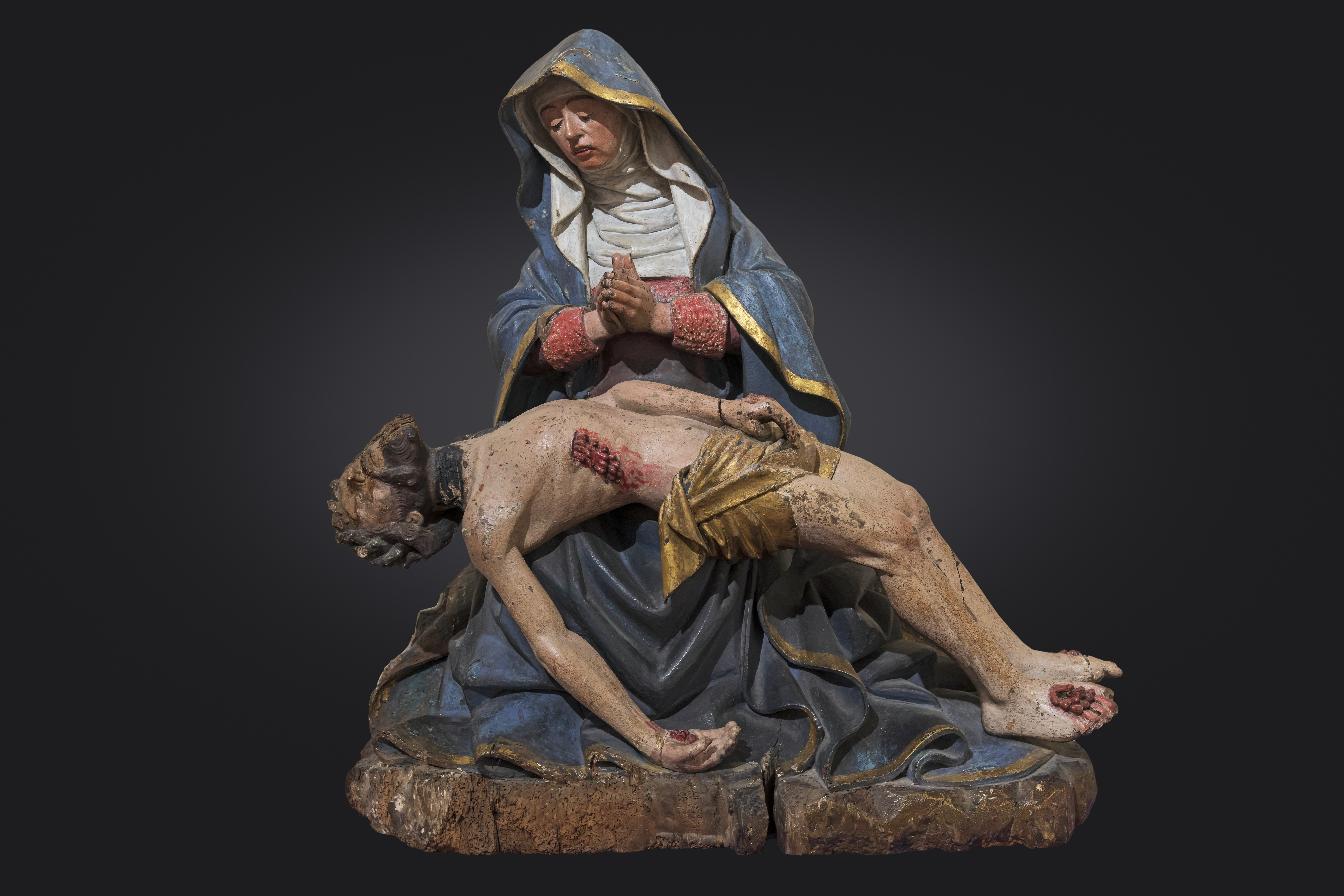
Pietà
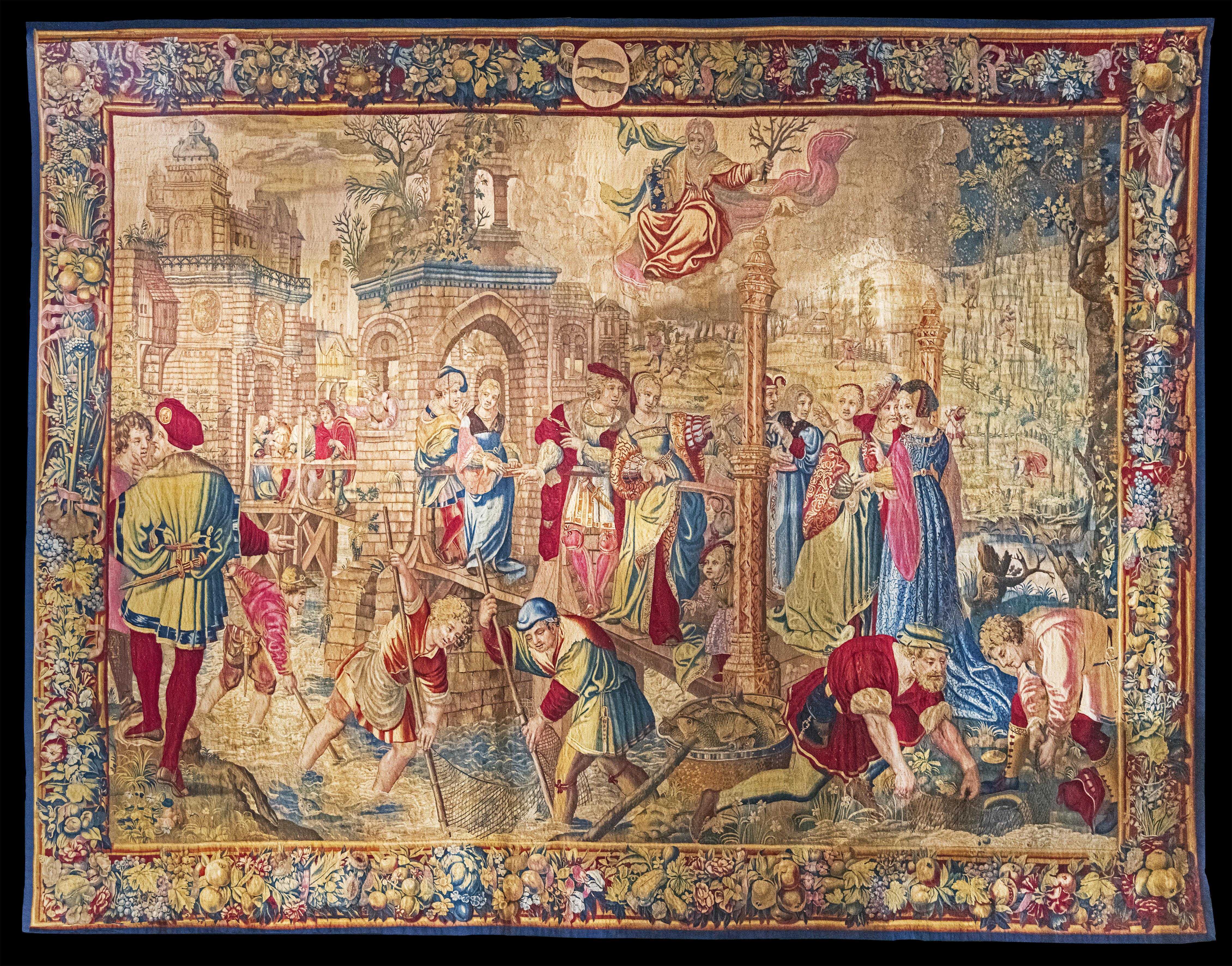
Der Frühling, Gobelin-Manufaktur
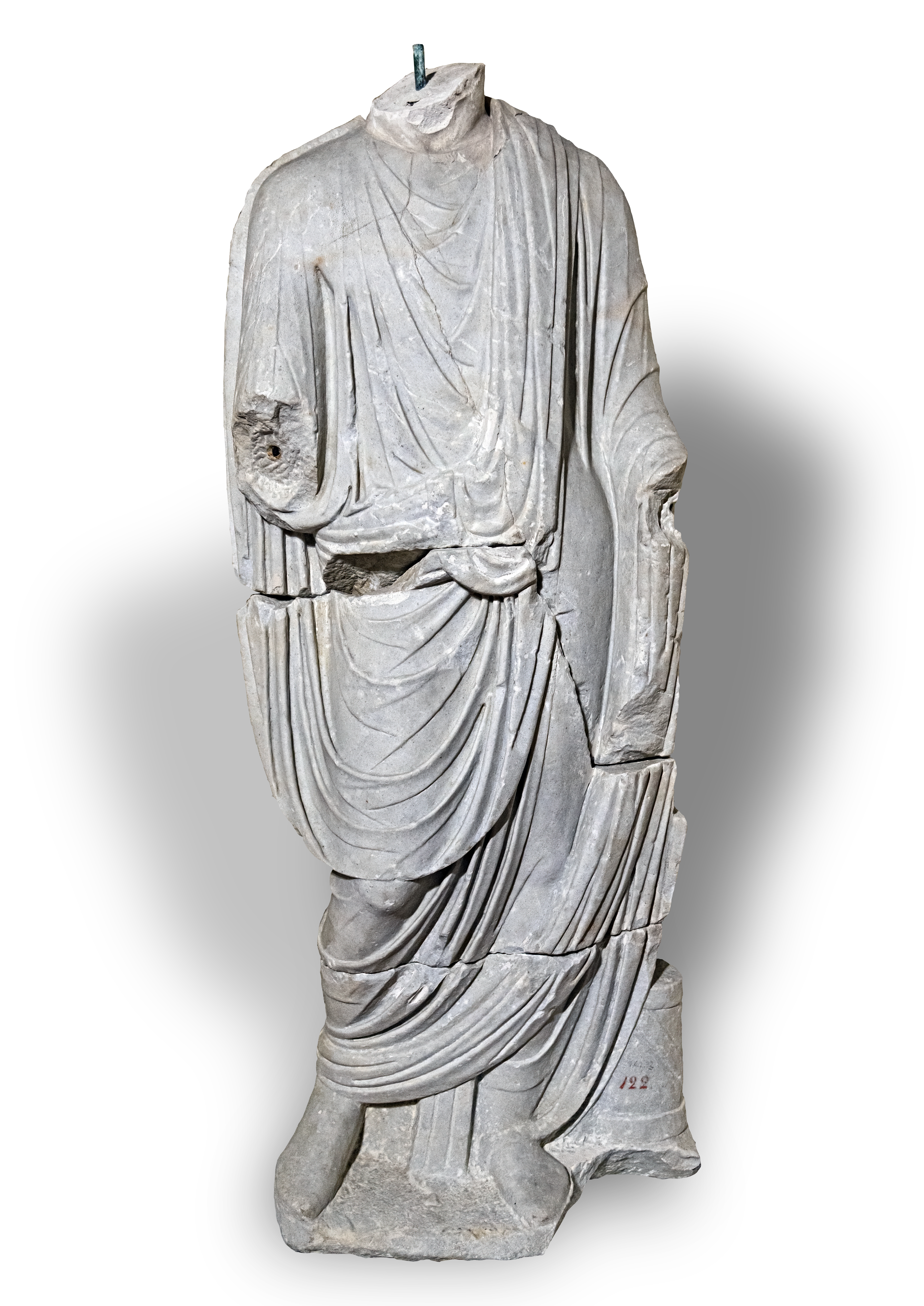
Togatus (Togatragender Mann), weißer Marmor
Vénus du Mas d’Agenais
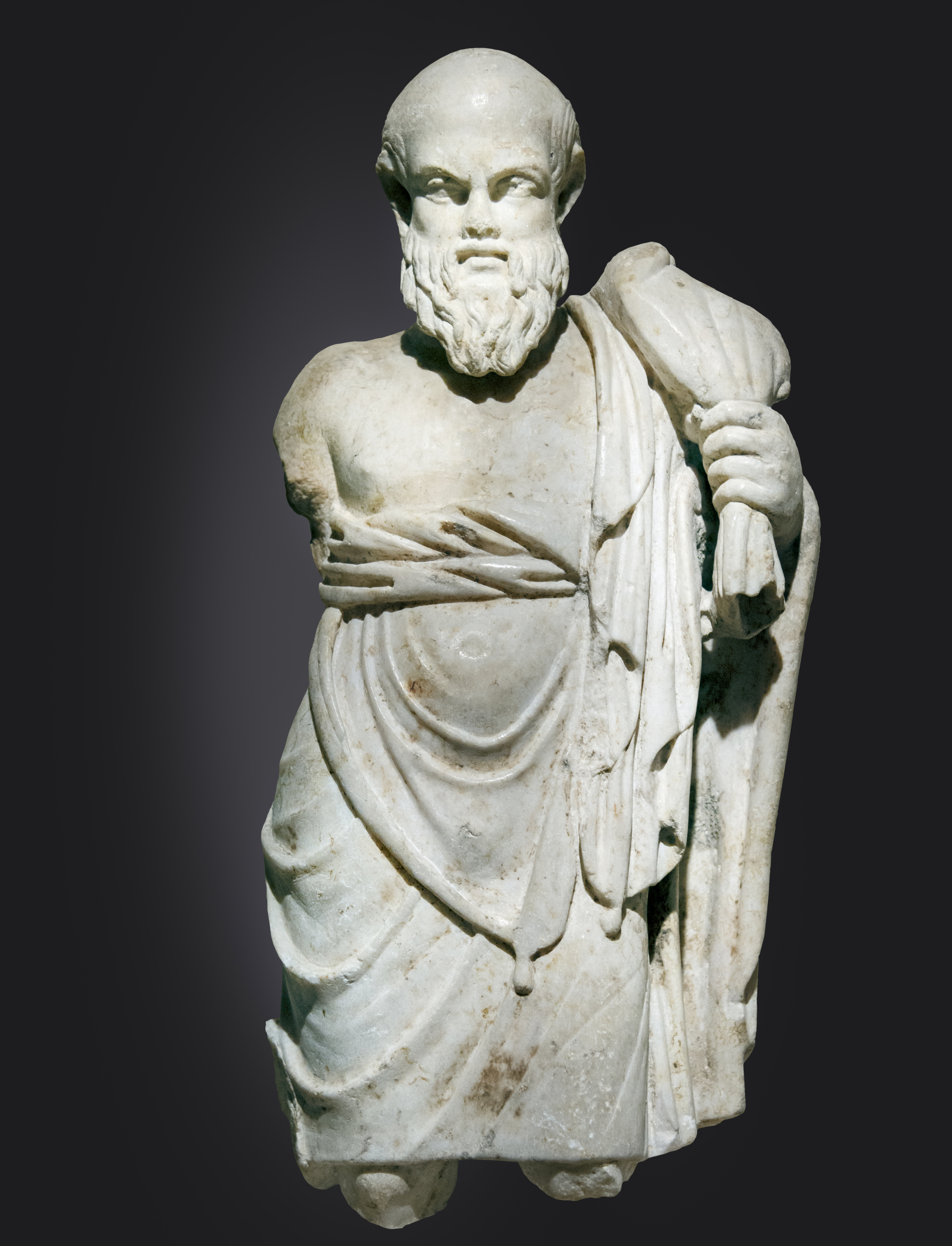
Silenos mit Schlauch, 2. Jahrhundert

### Saal 5: Gallo-römische Kunst
Gallo-römische Grabobjekte, Ein gallischer Gefangene

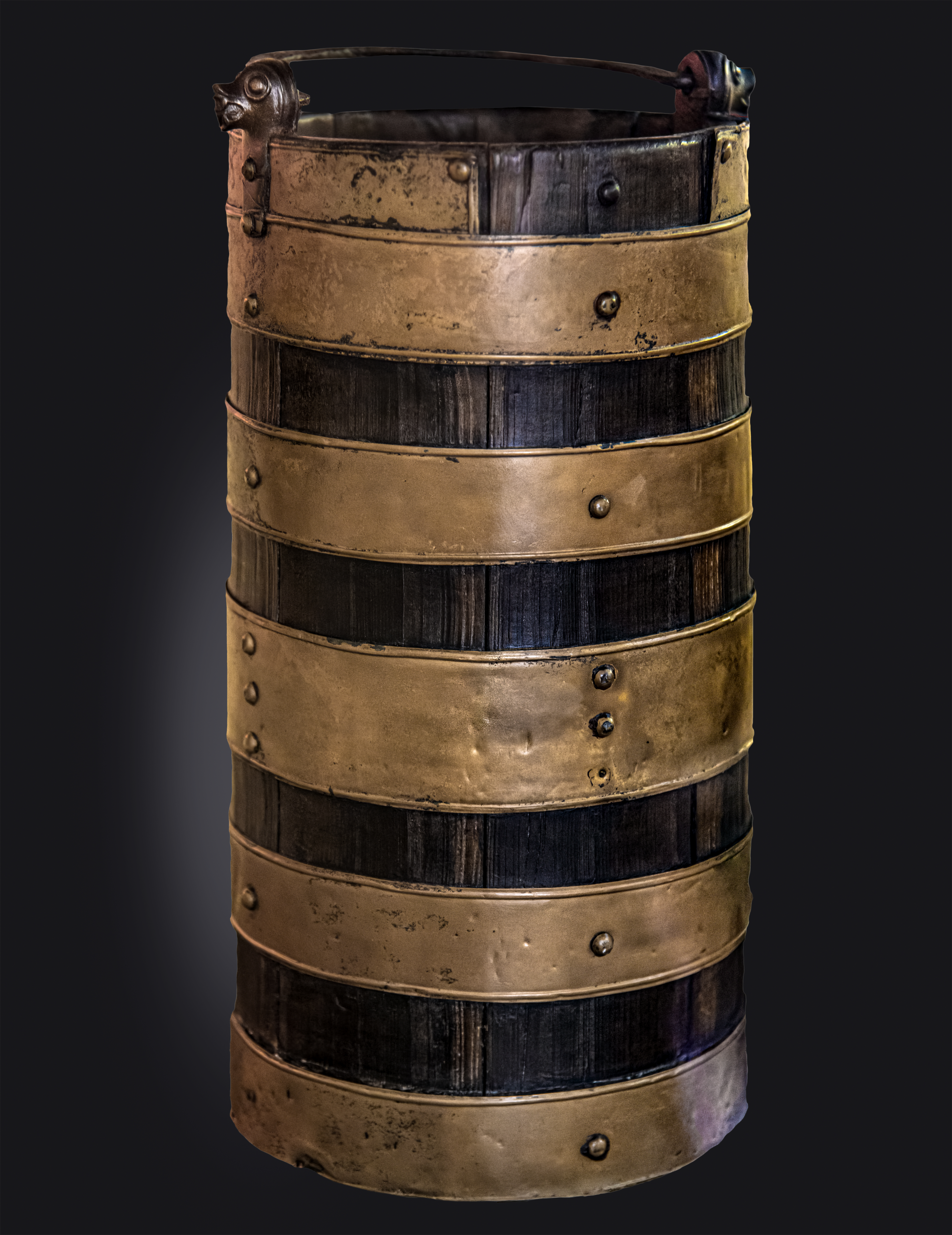
Großer gallischer Eimer - erstes Jahrhundert v. Chr.
Altar dem als Gott verehrten Augustus gewidmet
Altar des 2. Jahrhunderts, wurde während des Baus der Kanalbrücke Agen entdeckt
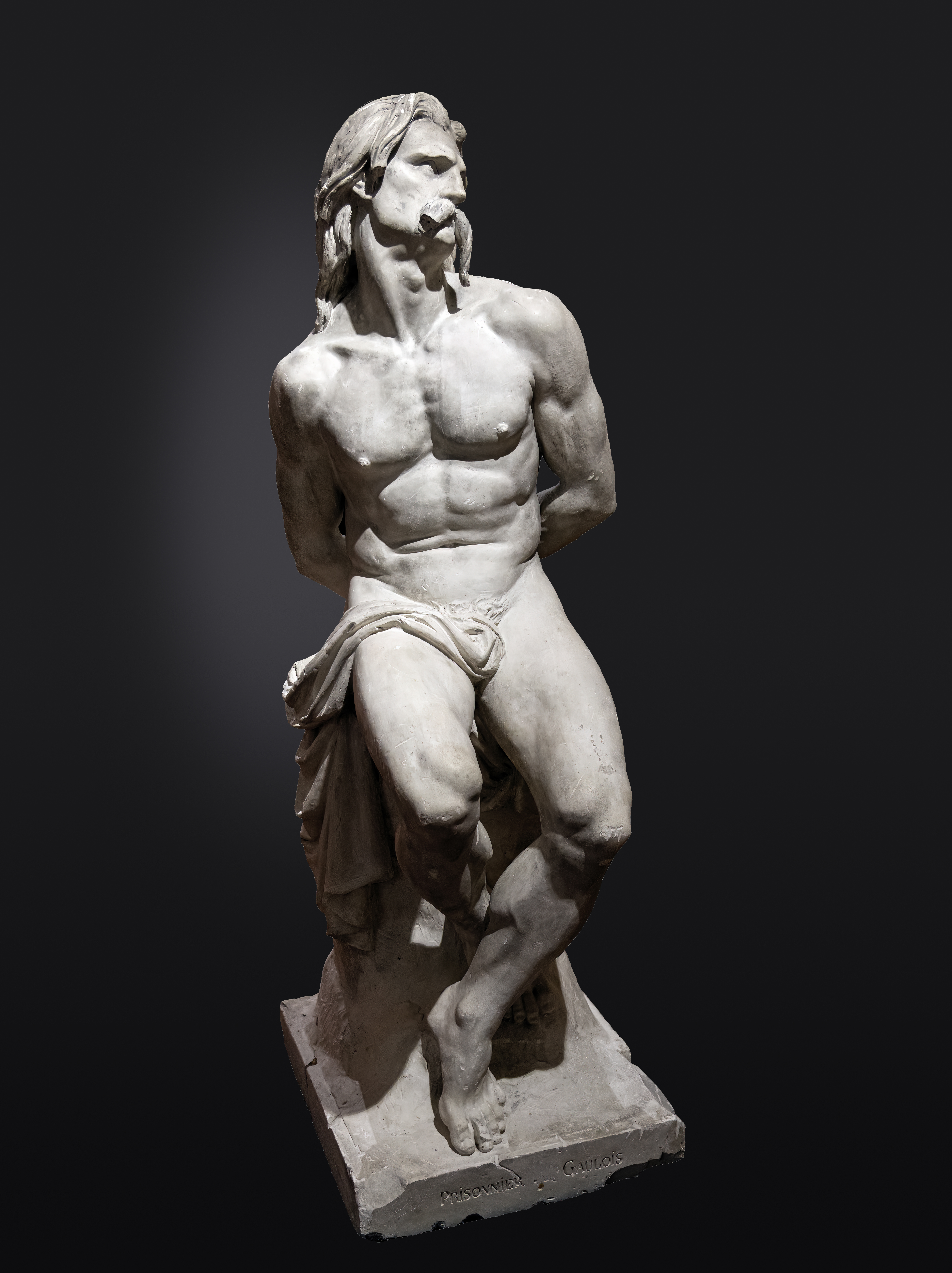
Der gallische Gefangene, Augustin Fumadelles

### Spanische Malerei
Das Museum ist besonders mit spanischen Werken des 18. Jahrhunderts und des 19. Jahrhunderts ausgestattet. Darunter befinden sich fünf Gemälde von Francisco Goya, die vom Graf von Chaudordy (1826–1899), Botschafter von Frankreich in Spanien in die Sammlung kamen. Unter anderem befindet sich ein Selbstporträt Goyas von 1783 in dem Erbe. Andere Gemälde von Goya, die aus dieser Schenkung stammten, sind: Aussegnungsmesse, eine fantastische Szene mit dem Titel Launen (Caprices), eine Skizze des Reiterporträts von Ferdinand VII. und Der Ballon. Von Eugenio Lucas Villaamil, (Die Prozession); von Eugenio Lucas Velázquez Le garrot nach einer Druckgraphik von Goya; von Mariano Salvador Maella Porträt von Karl III. von Spanien und Venus überreicht Juno ihren Gürtel.

Peinture espagnole
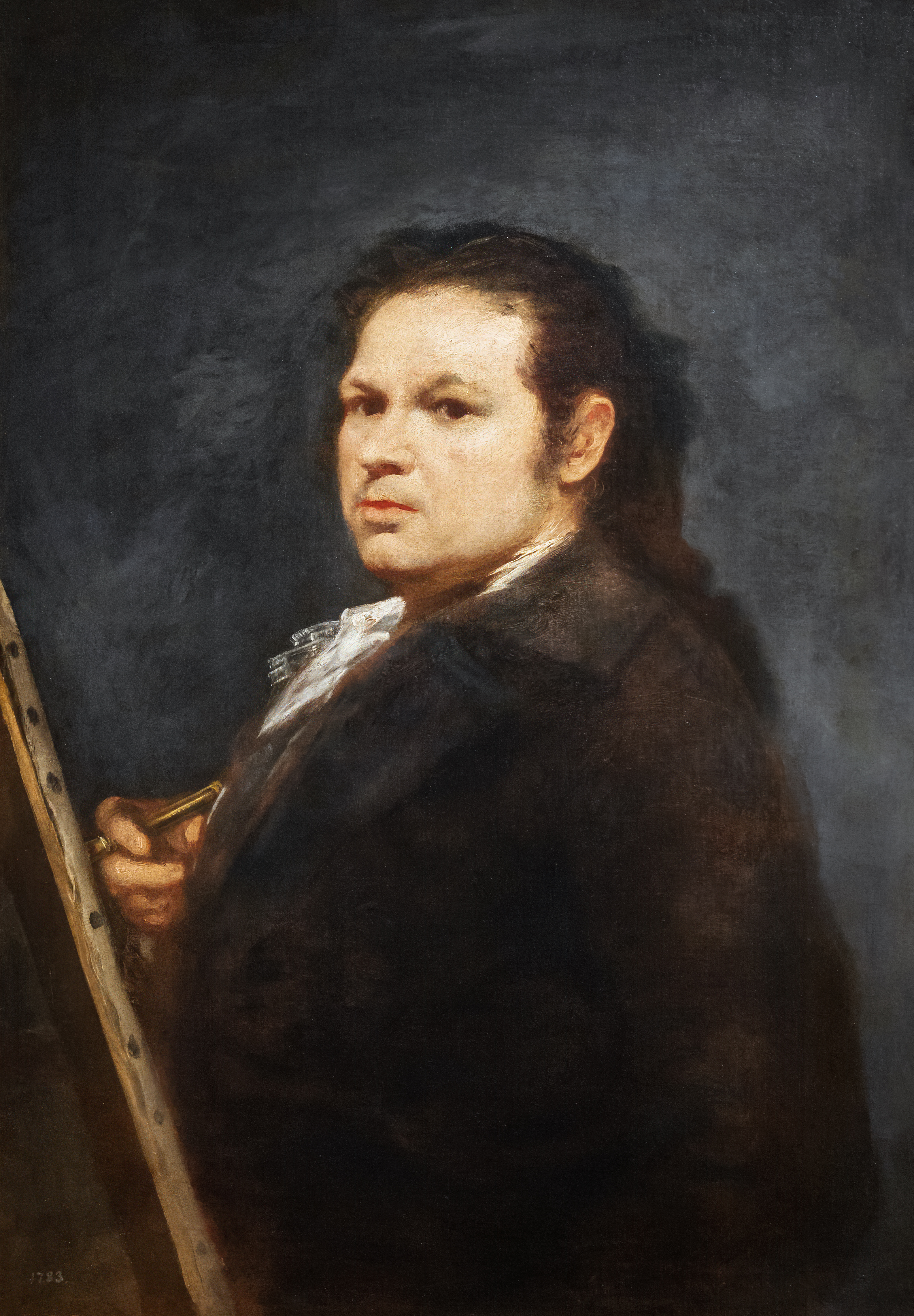
Selbstporträt von Francisco Goya, 1783.
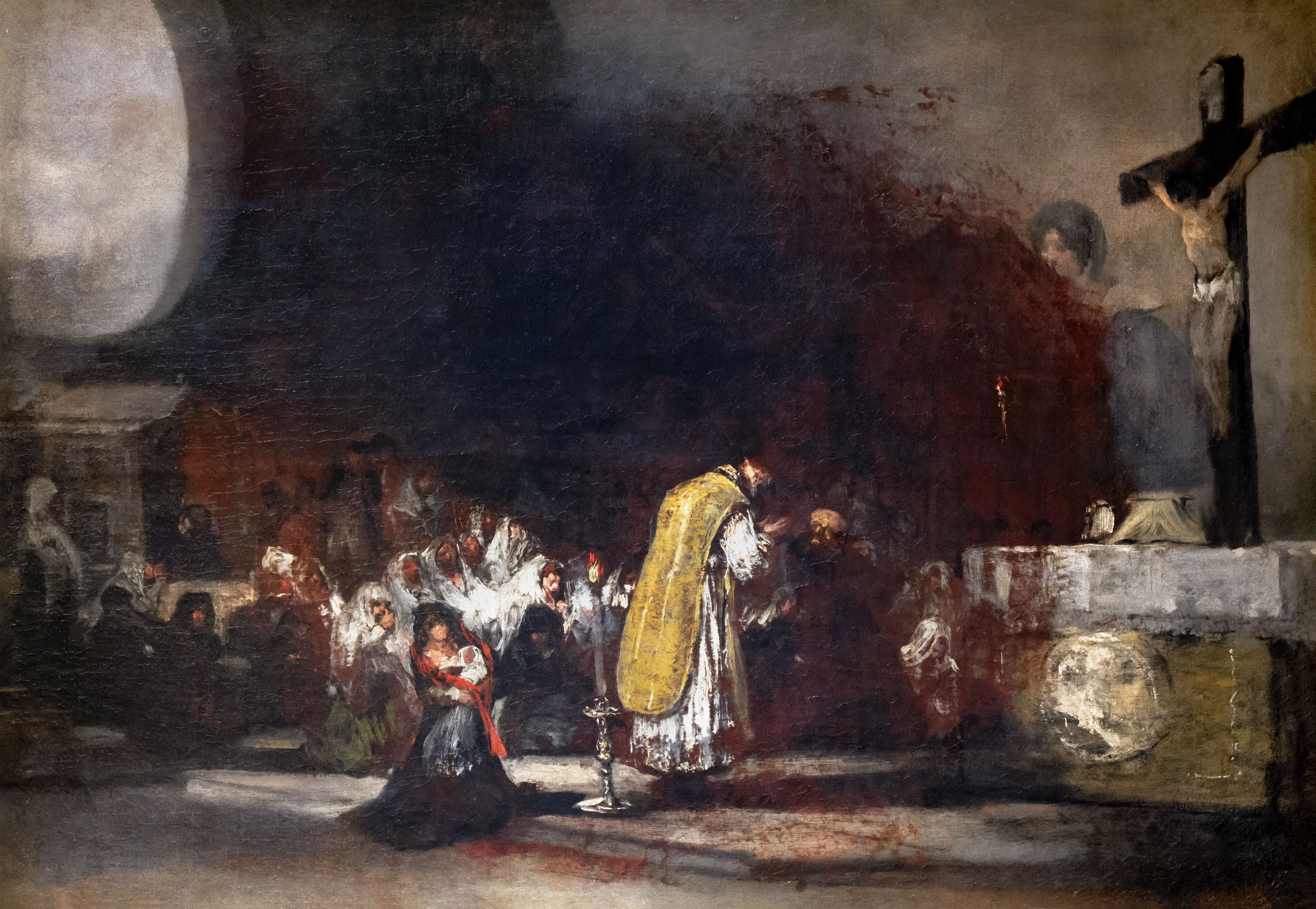
Aussegnungsmesse Francisco de Goya
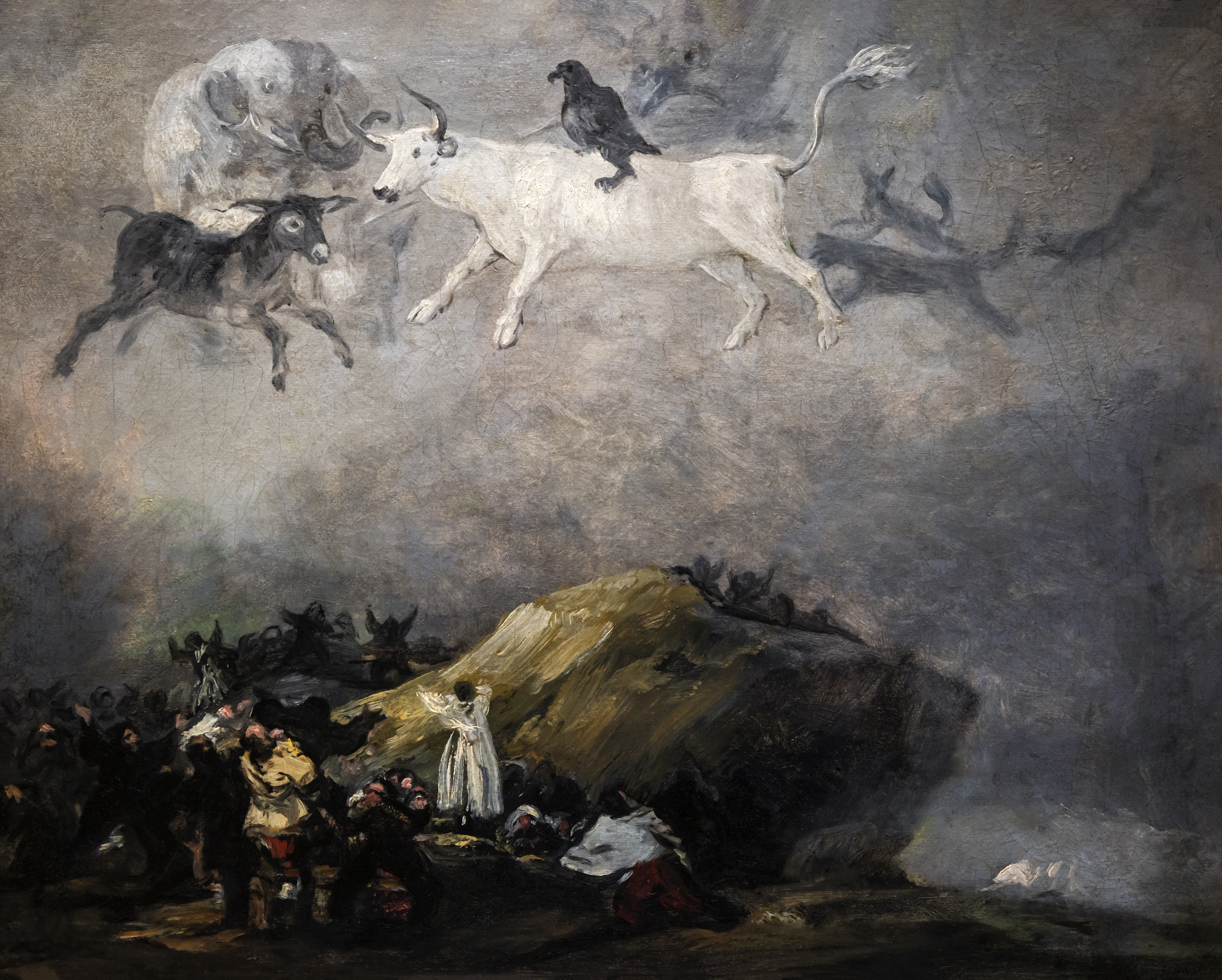
Caprices Francisco de Goya
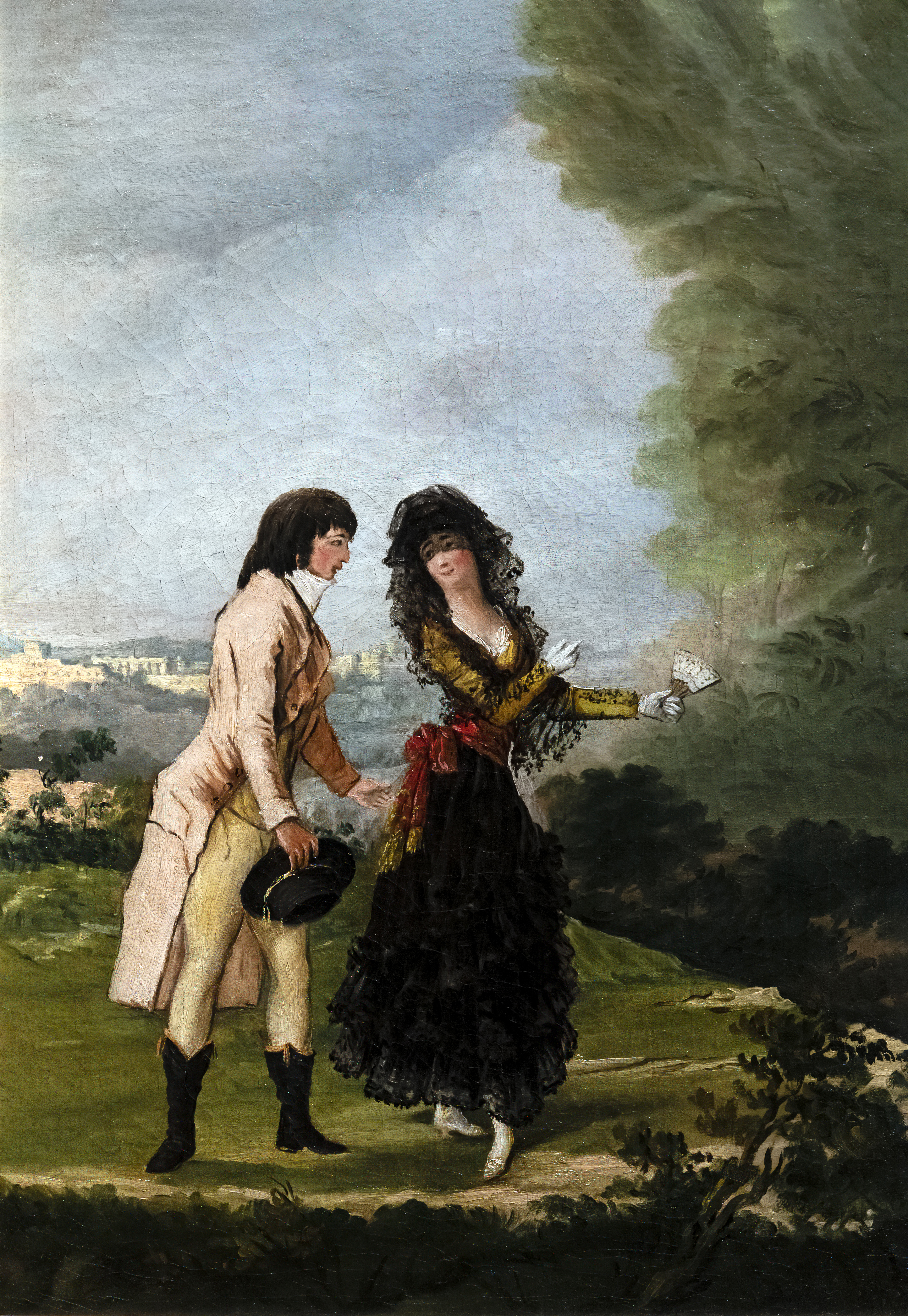
Galantes Gespräch Francisco de Goya
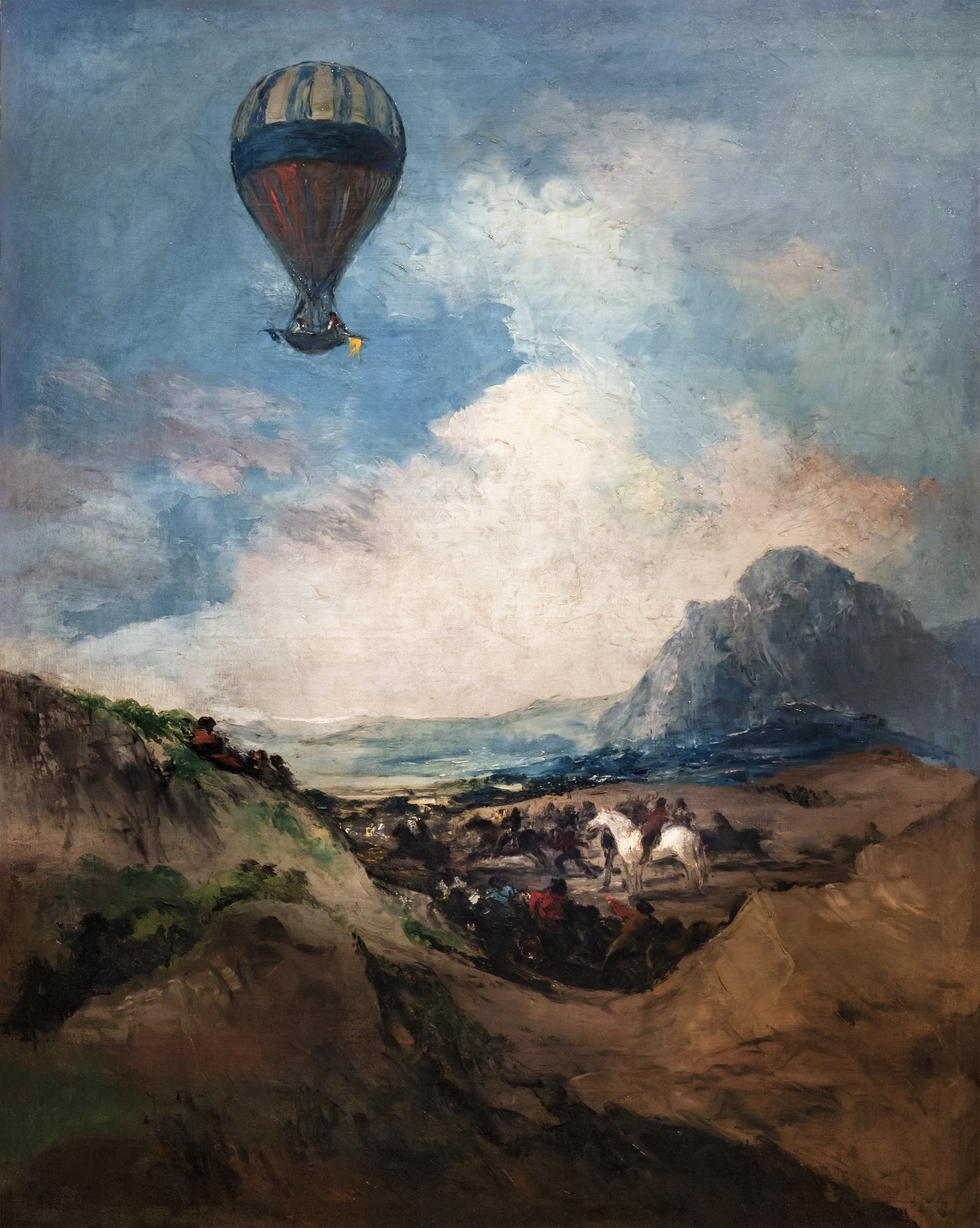
Der Ballon Francisco de Goya
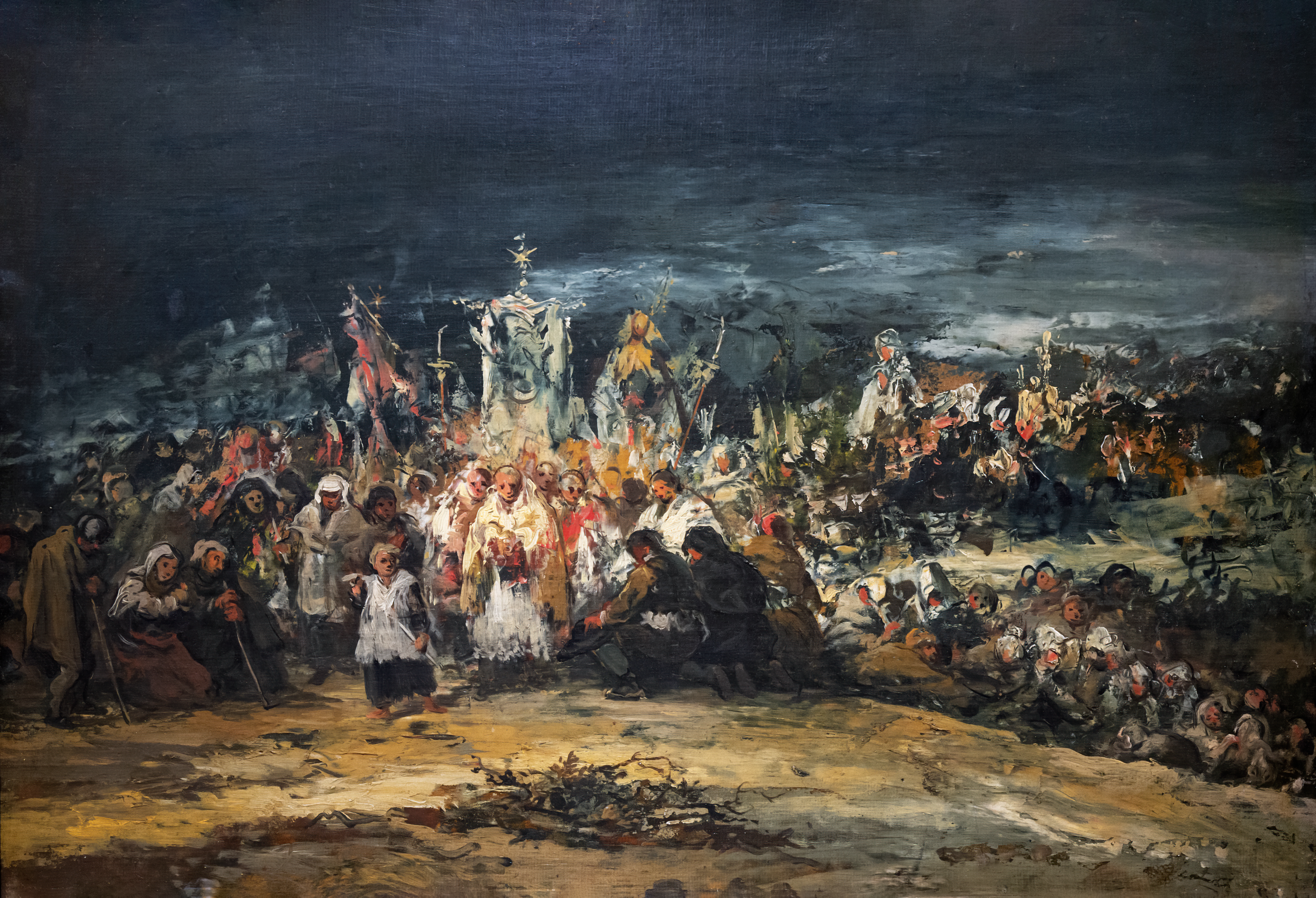
Die Prozession Eugenio Lucas Villaamil
Le garrot Eugenio Lucas Velázquez
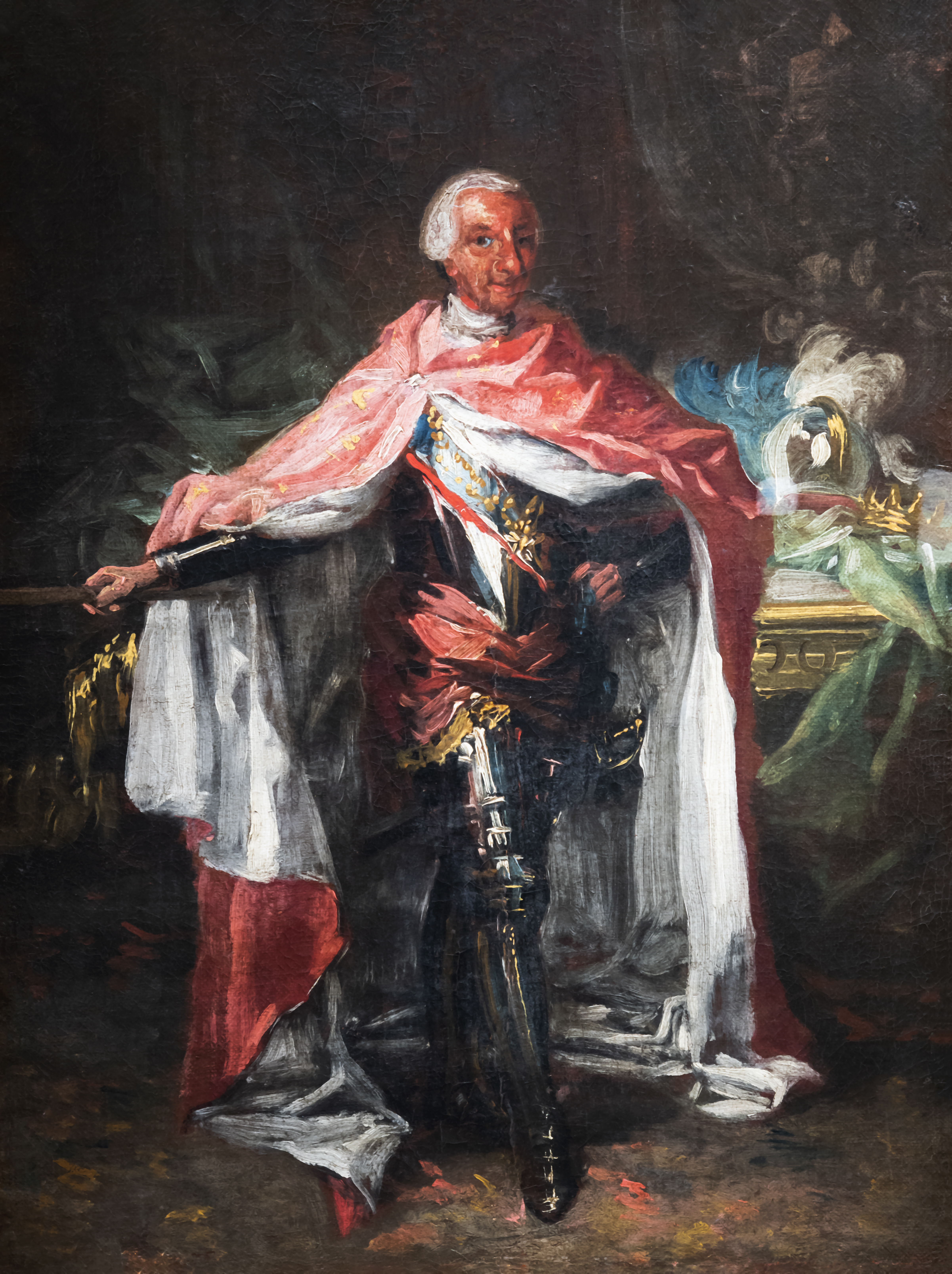
Studie von Karl III. von Spanien, Mariano Salvador Maella
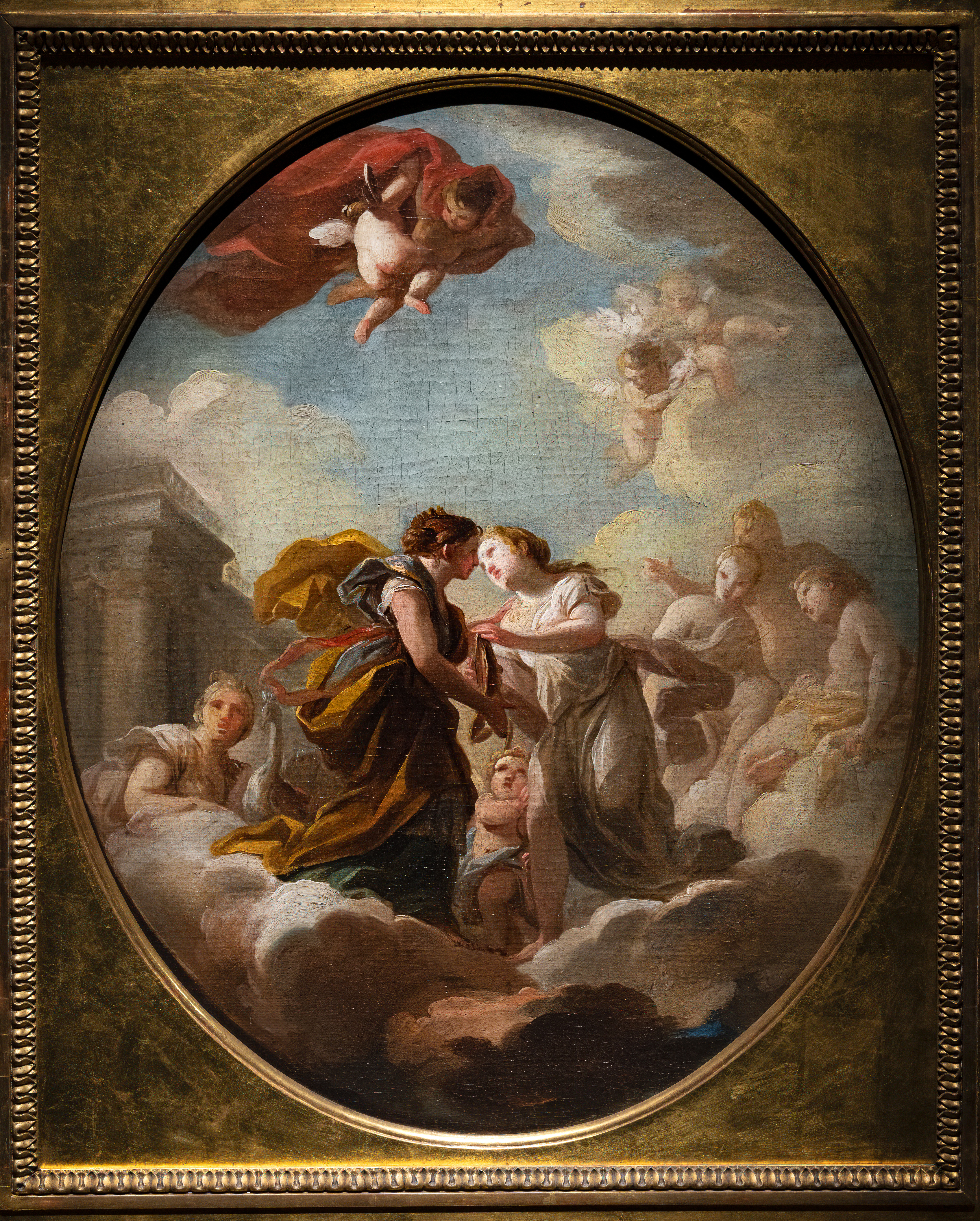
Venus überreicht Juno ihren Gürtel, Mariano Salvador Maella

### 16. Jahrhundert
Ein Gemälde von Tintoretto sowie drei Männerporträts von Corneille de Lyon und zwei aus der Schule von Clouet.

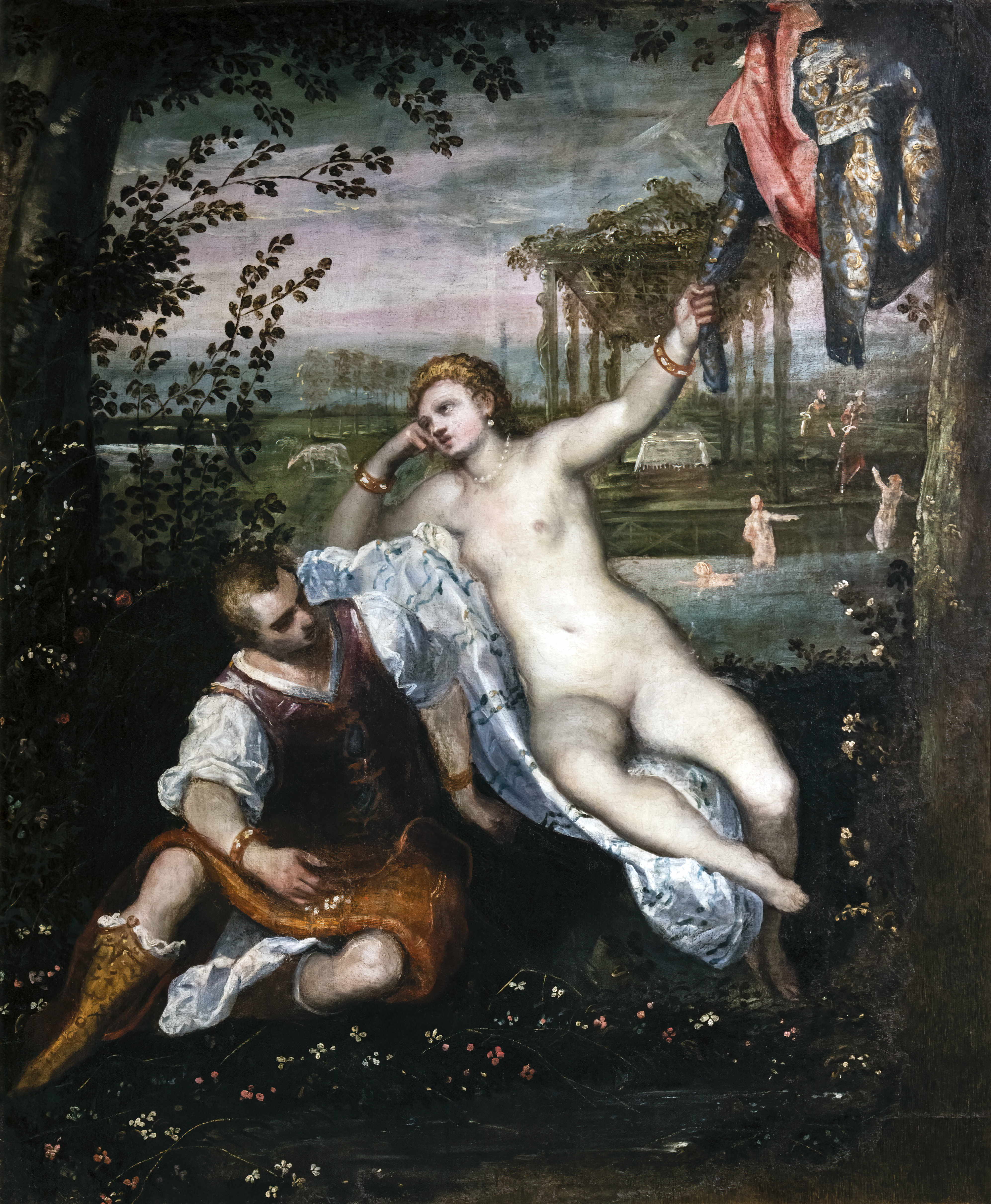
Rinaldo und Armida - Tintoretto, um 1580–1590
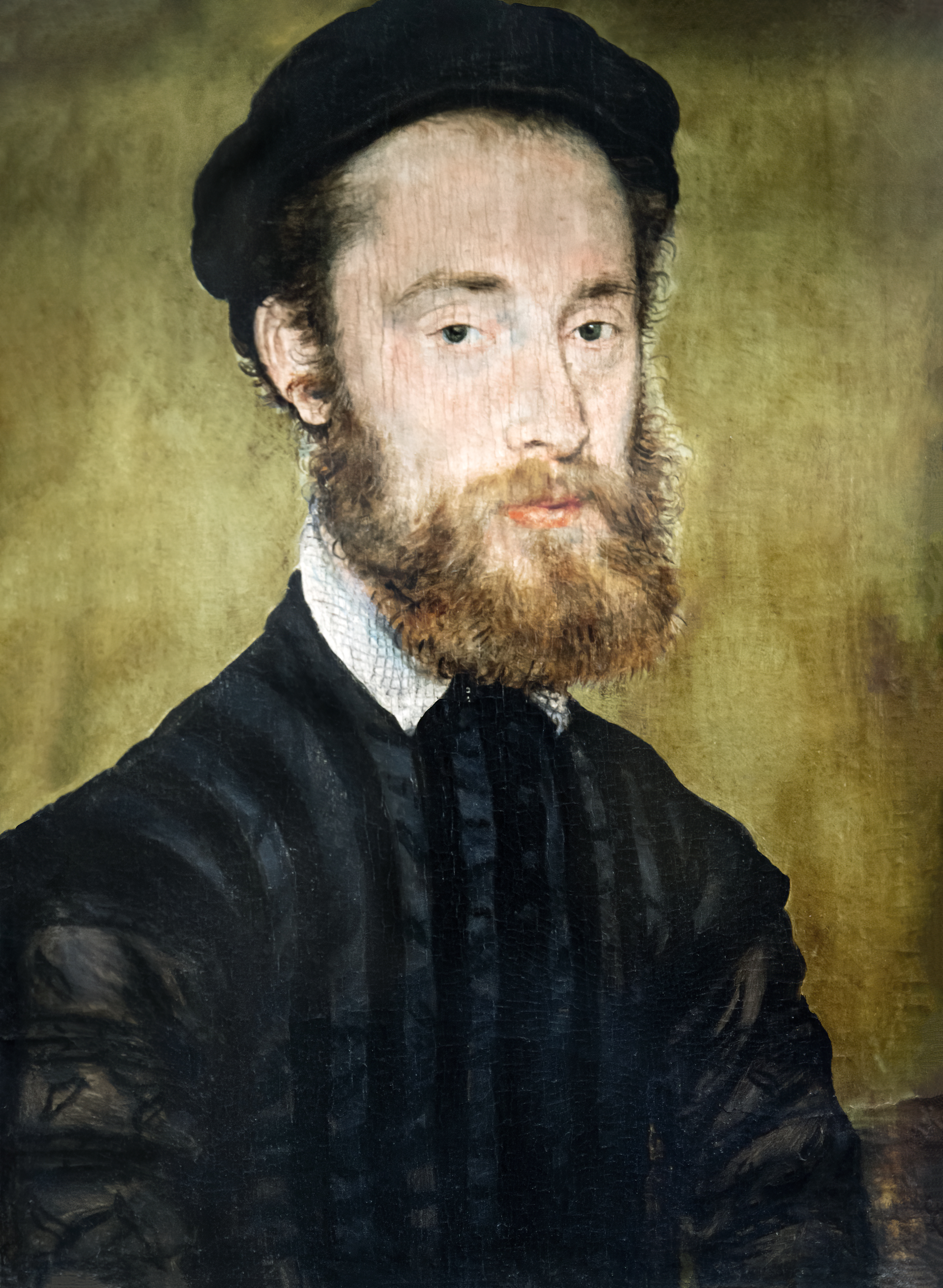
Porträt eines Mannes, Öl auf Holz, um 1560
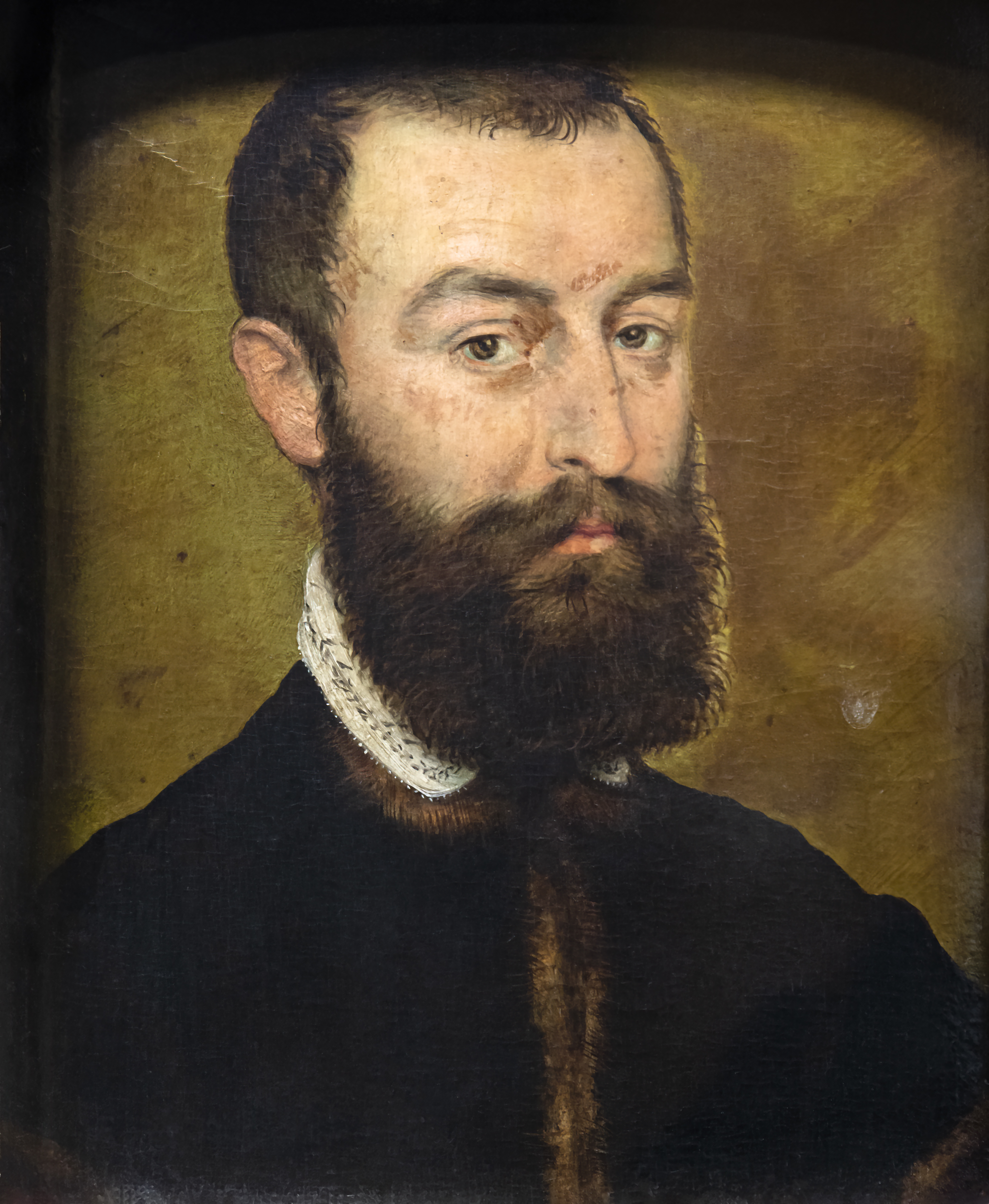
Porträt eines Mannes, Öl auf Holz (Don Monbrison 1879)
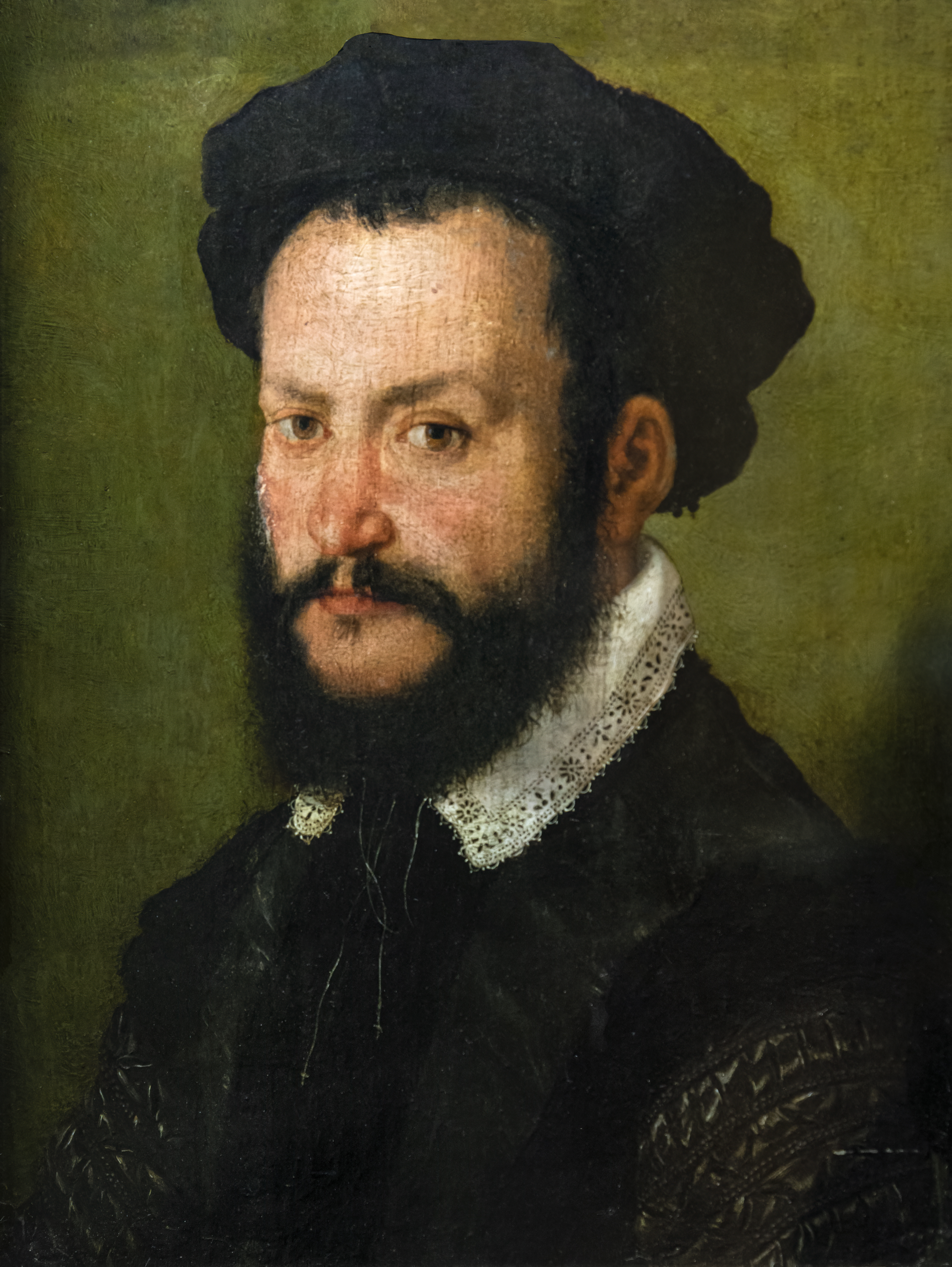
Porträt eines Mannes, Öl auf Holz
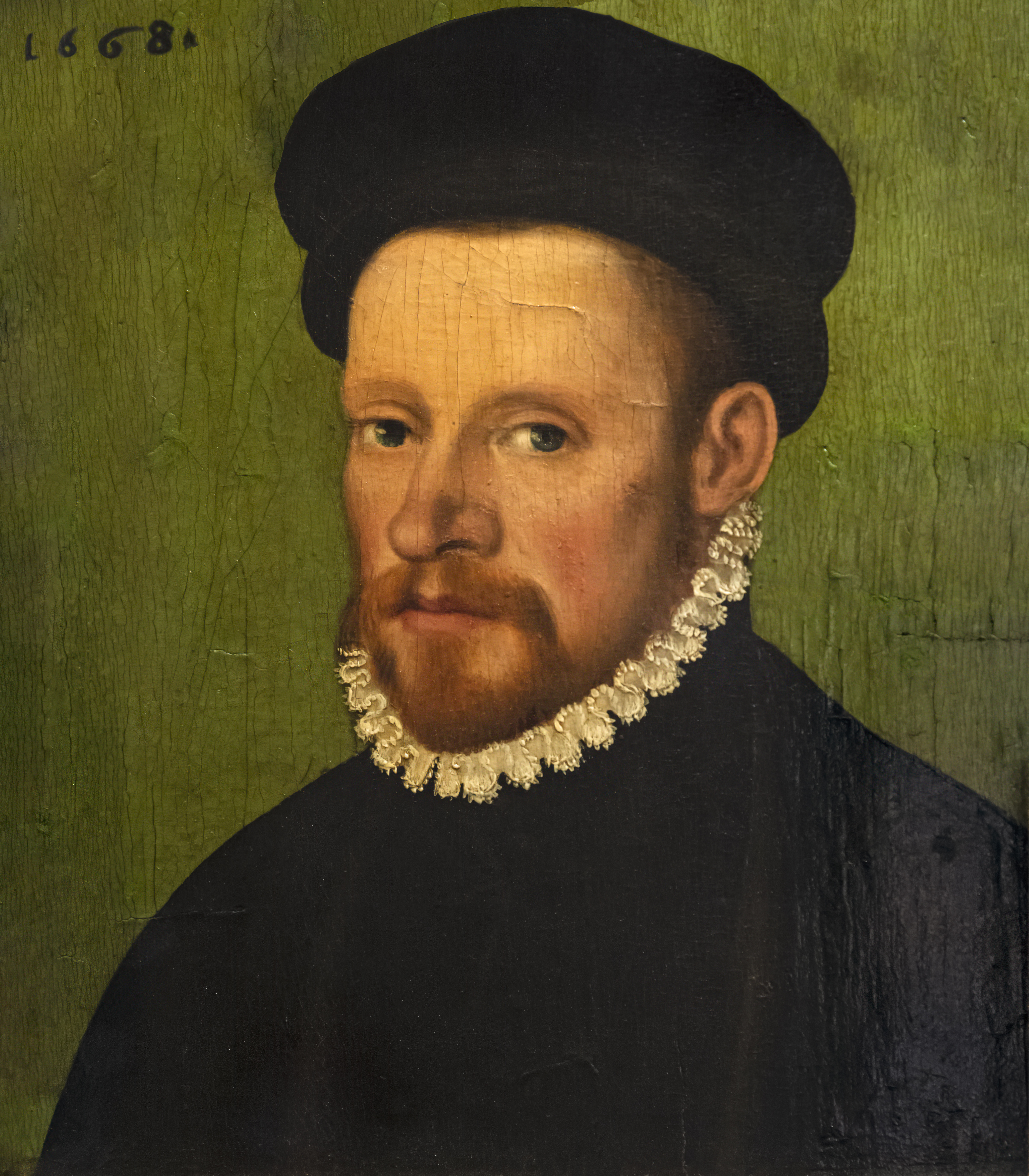
Porträt eines Mannes mit Mütze, Étienne de Martellange
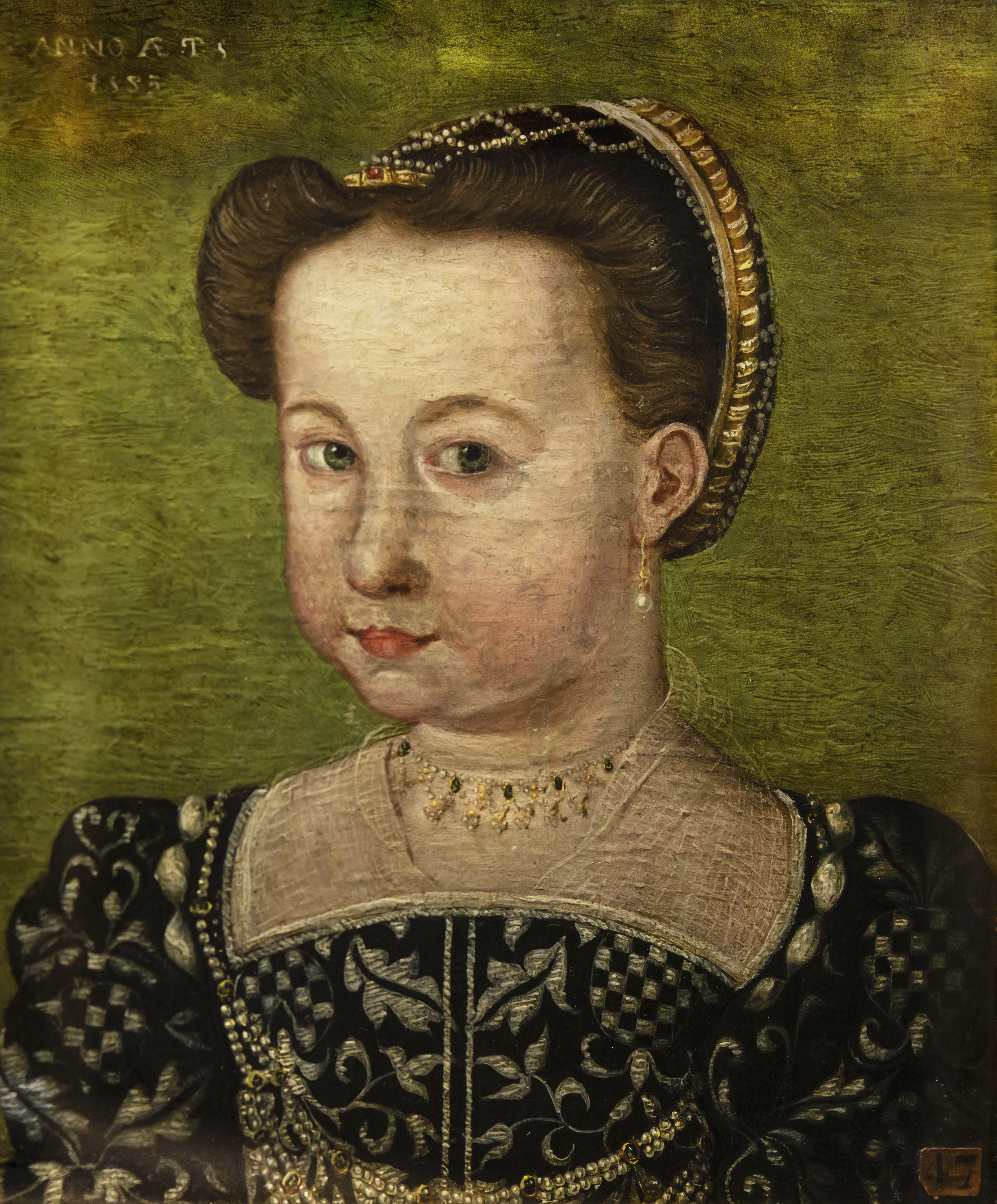
Porträt eines jungen Mädchens, Öl auf Holz, 1583
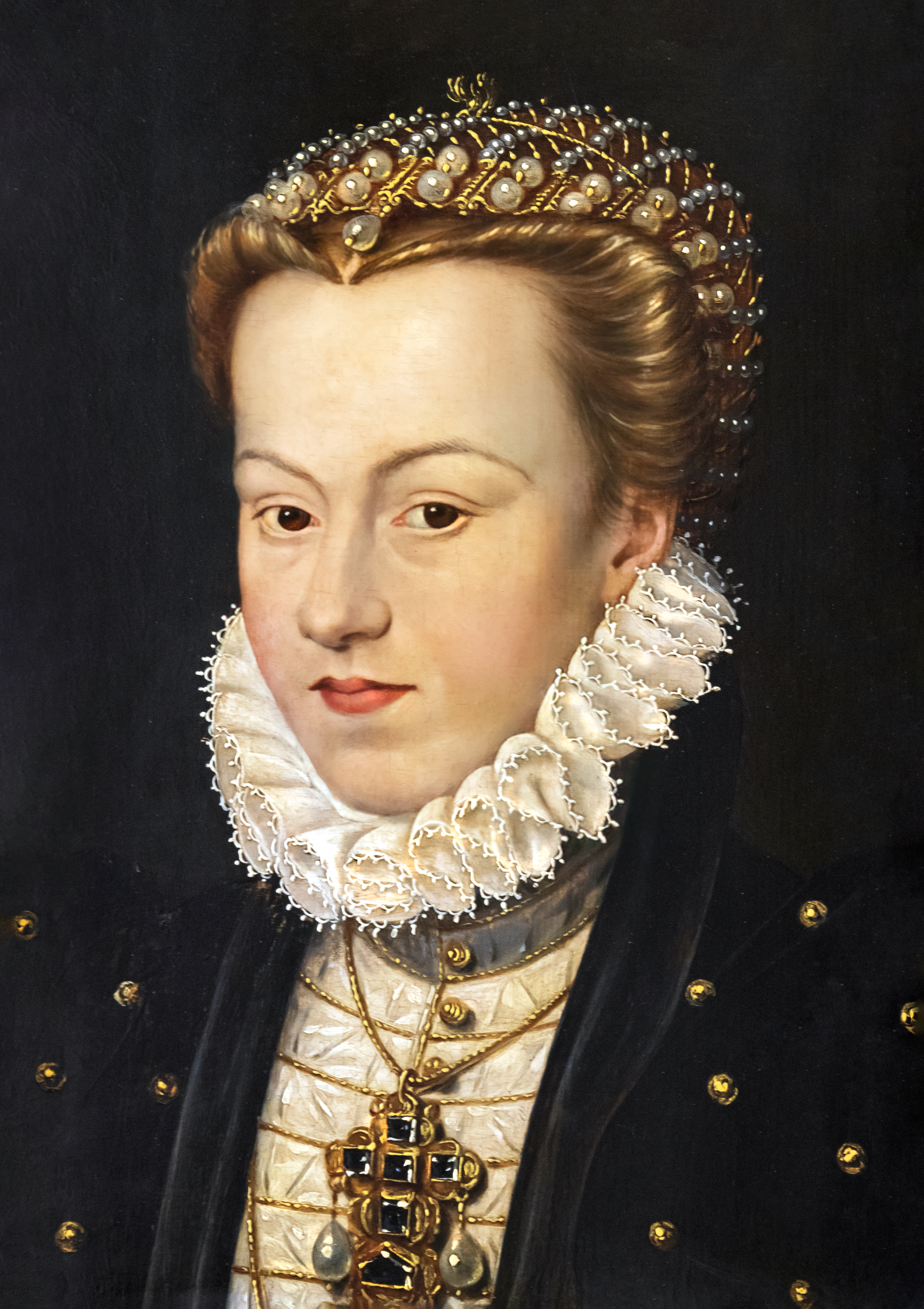
Porträt von Elisabeth von Österreich, François Clouet
Porträt von Karl IX., François Clouet
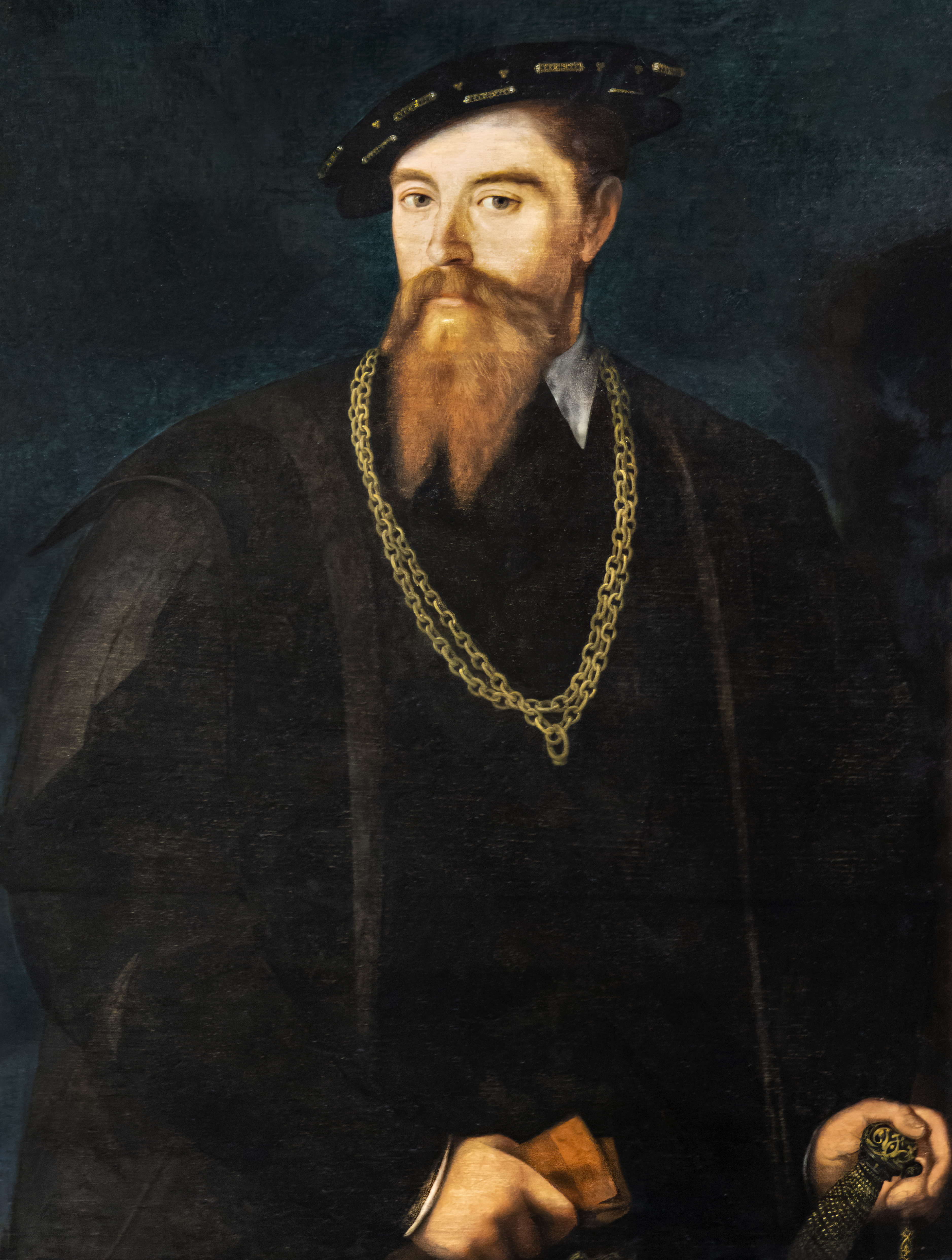
Porträt eines Edelmannes, Hans Muelich
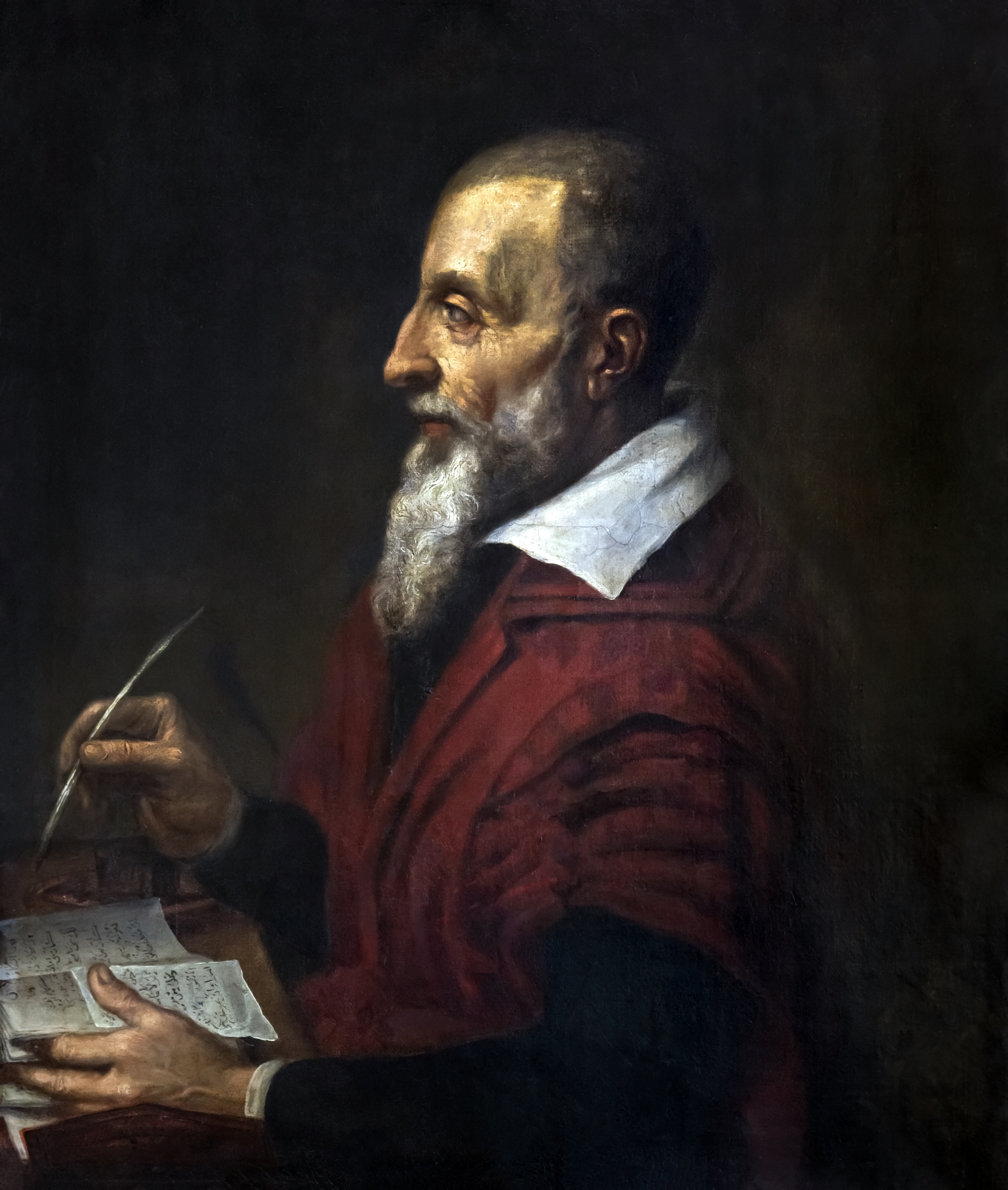
Porträt von Joseph Justus Scaliger, Depot des Louvre

### 17. Jahrhundert
Das Ensemble der flämischen, holländischen und deutschen Werke besteht aus: Jacob Ferdinand Voet (Diane-Gabrielle de Thianges-Mancini, duchesse de Never); David Teniers dem Jüngeren (Die Versuchung des heiligen Antonius in der Wüste); Maerten Boelema de Stomme (Stillleben mit Krug und Garnele); Pieter van Noordt (Stillleben mit Fischen); Bartholomeus Assteyn (Stillleben mit Pfirsich und Trauben); Egbert van der Poel (Ein Feuer); Hans Rottenhammer (Das Urteil des Paris); Pieter Boel (Junger liegender Hirsch); Isaac Luttichuys (Porträt eines Kindes); Anthonis van Dyck (Porträt des Architekten Inigo Jones).
Die französischen Werke: Jean Lemaire (Dedalus formt eine Kuh aus Holz für die Königin Pasiphae), Pierre Dupuis (Stillleben mit Aprikosenästen und Pflaumen) - Philippe de Champaigne (Jungfrau mit dem schlafenden Kind und Porträt vermutlich von Étienne Delafons); Pierre Gobert (Françoise-Marie de Bourbon genannt Mademoiselle de Blois, Armande-Félice de Mazarin Marquise de Mailly); Porträts von lokalen Würdenträgern, deren Maler unbekannt bleibt (Porträt von Bertrand de Javan) 1665.
Die italienischen und spanischen Werke: Bernardo Strozzi (Der Geograph), Giovanni Battista Lama (Loth und seine Töchter und Salomon verehrt Idole, gekauft in 2008), Francisco Antolinez y Sarabia (Christus und die Frau aus Kanaan).

Malerei des 17. Jahrhunderts
Porträt von Diane-Gabrielle de Thianges-Mancini, Jacob Ferdinand Voet
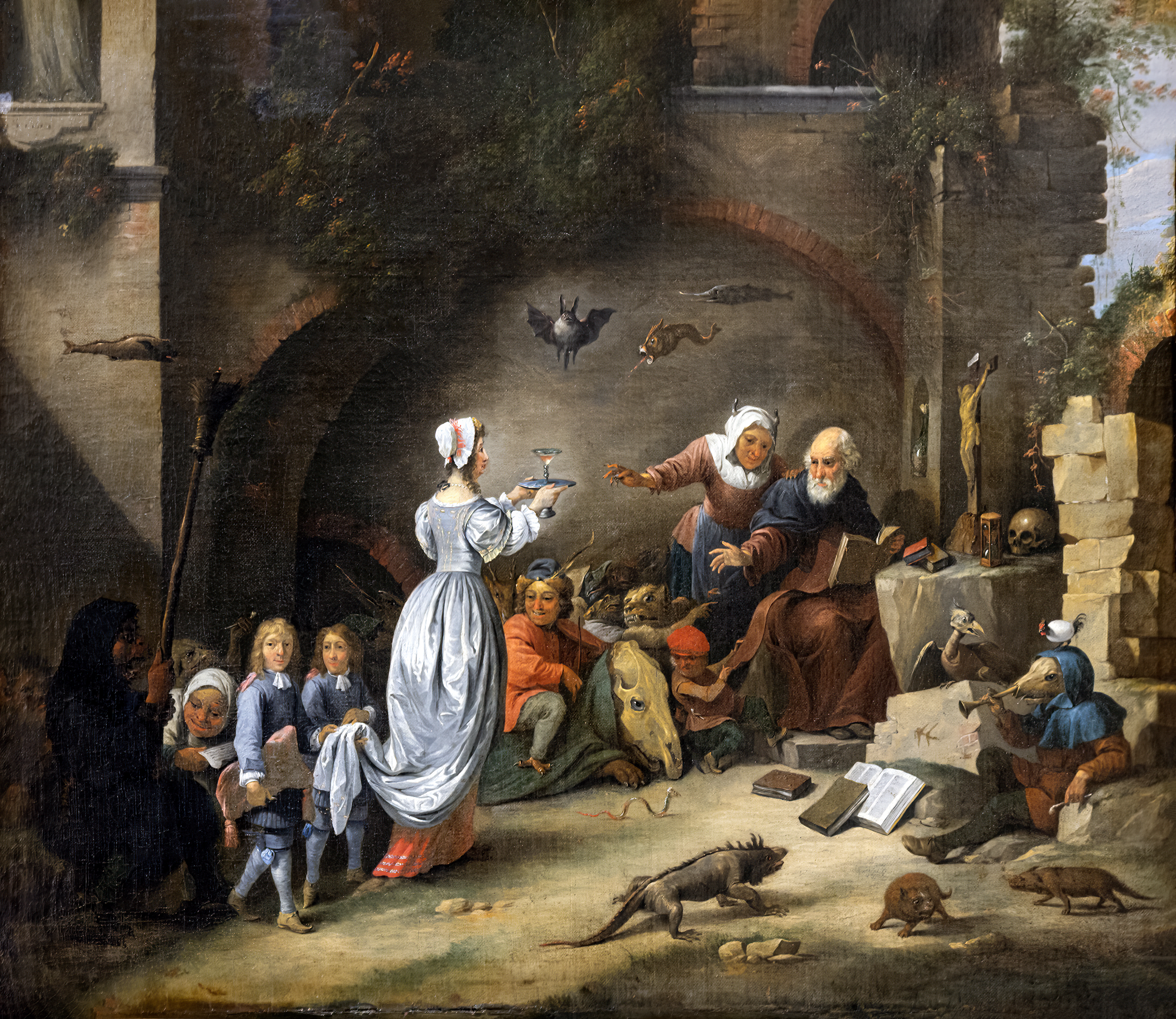
Die Versuchung des Heiligen Antonius in der Wüste - David Teniers der Jüngere
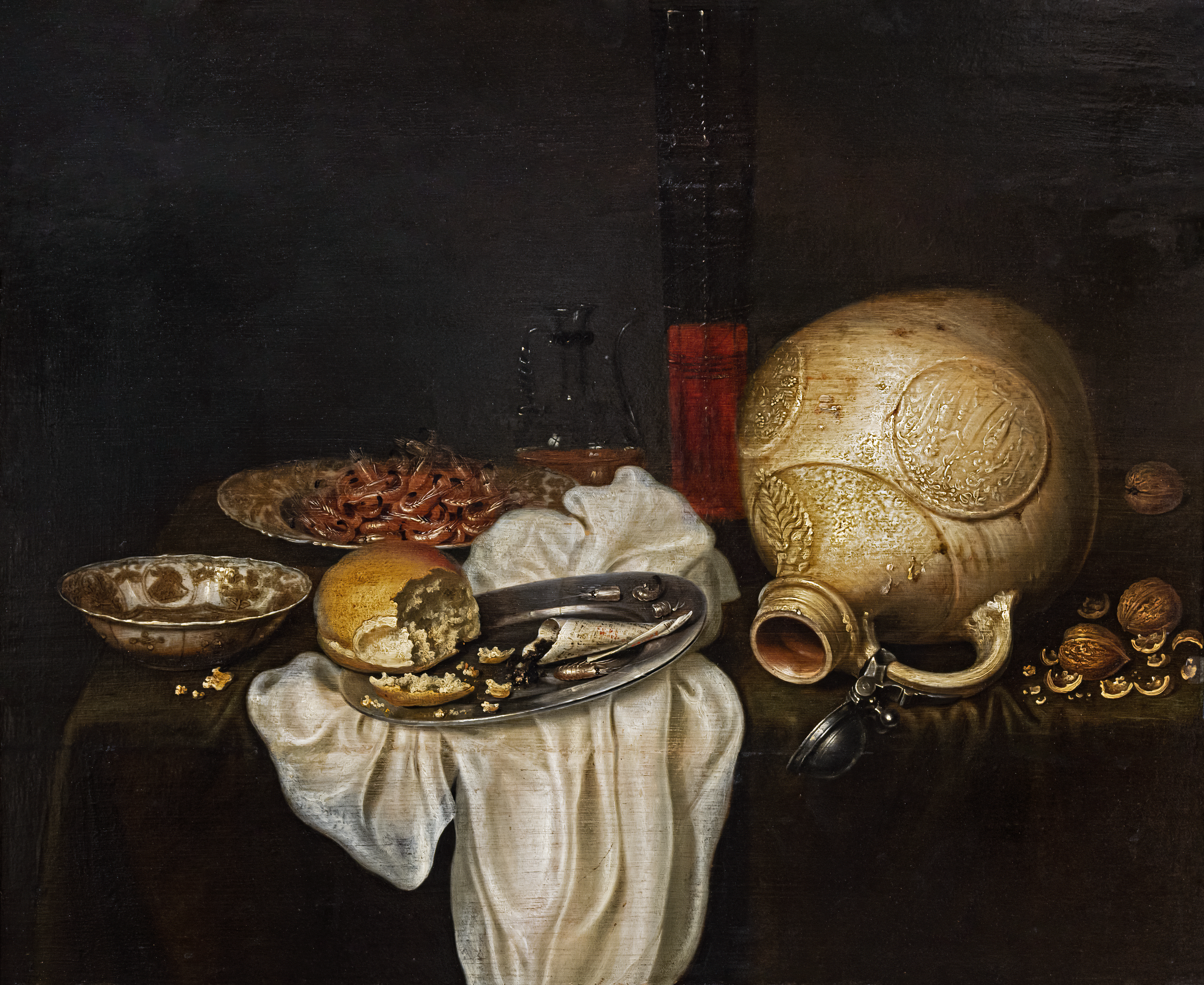
Stillleben mit Krug und Garnelen, Maerten Boelema de Stomme
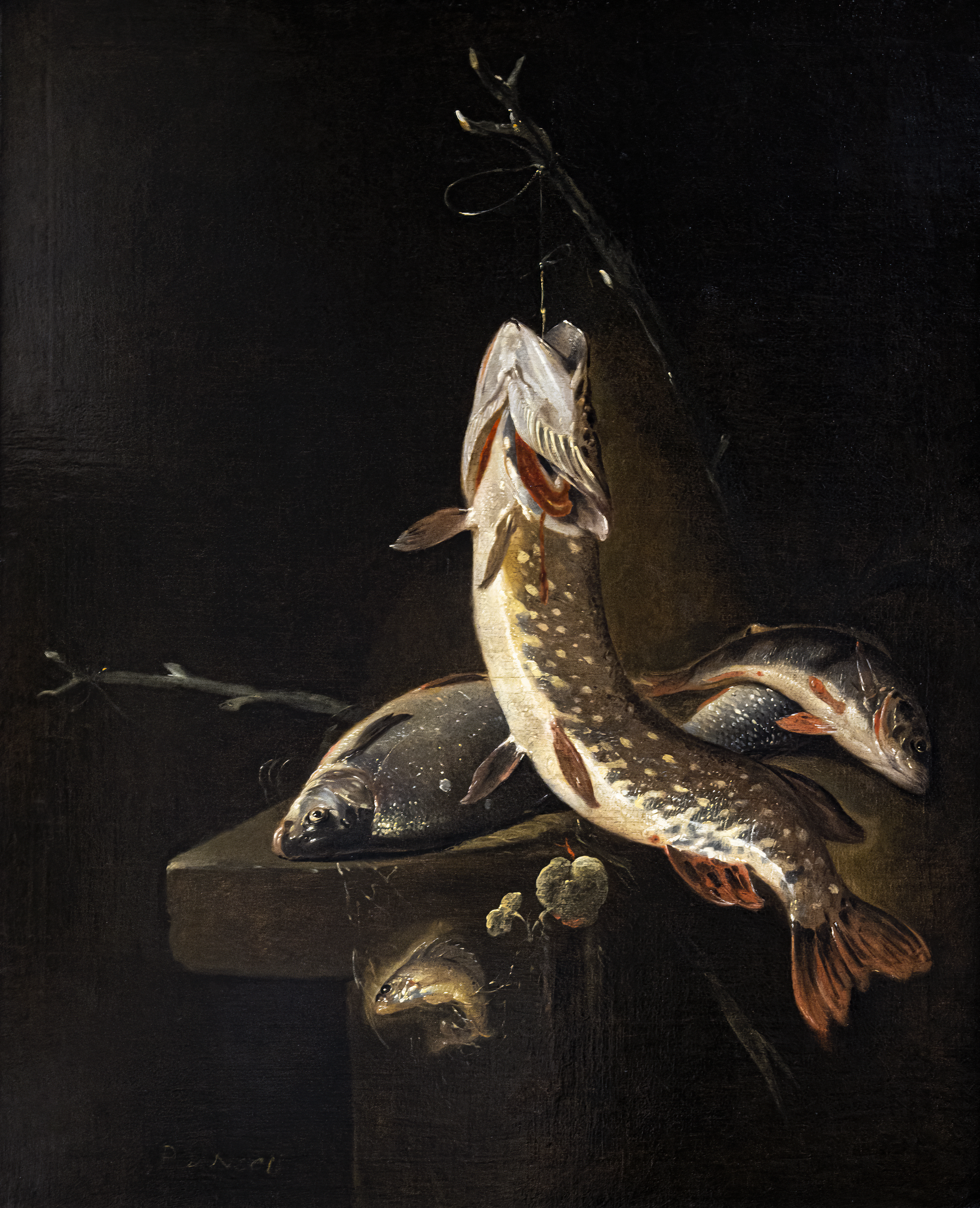
Stillleben mit Fischen, Pieter van Noordt
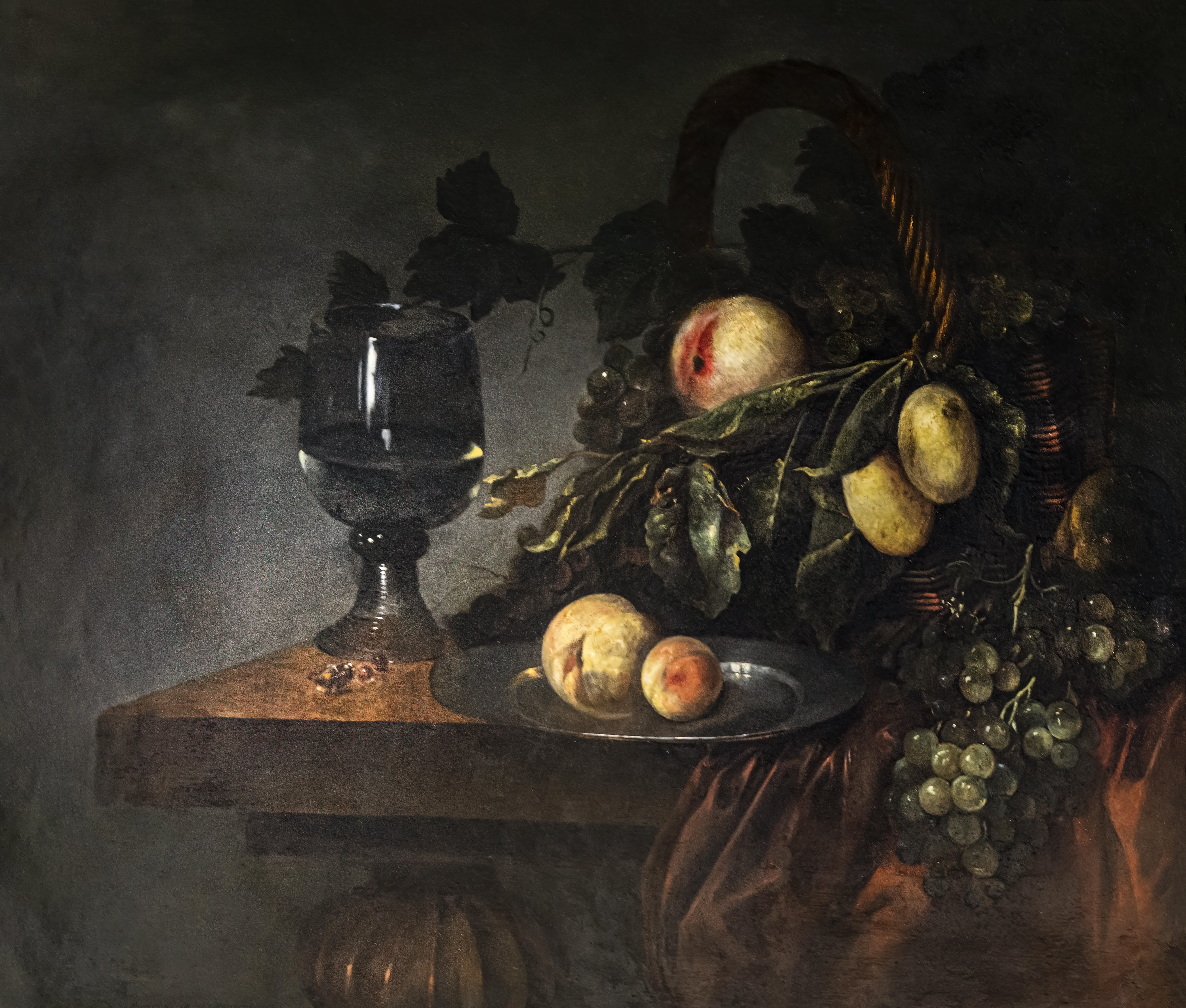
Stillleben mit Pfirsichen und Trauben, Bartholomeus Assteyn
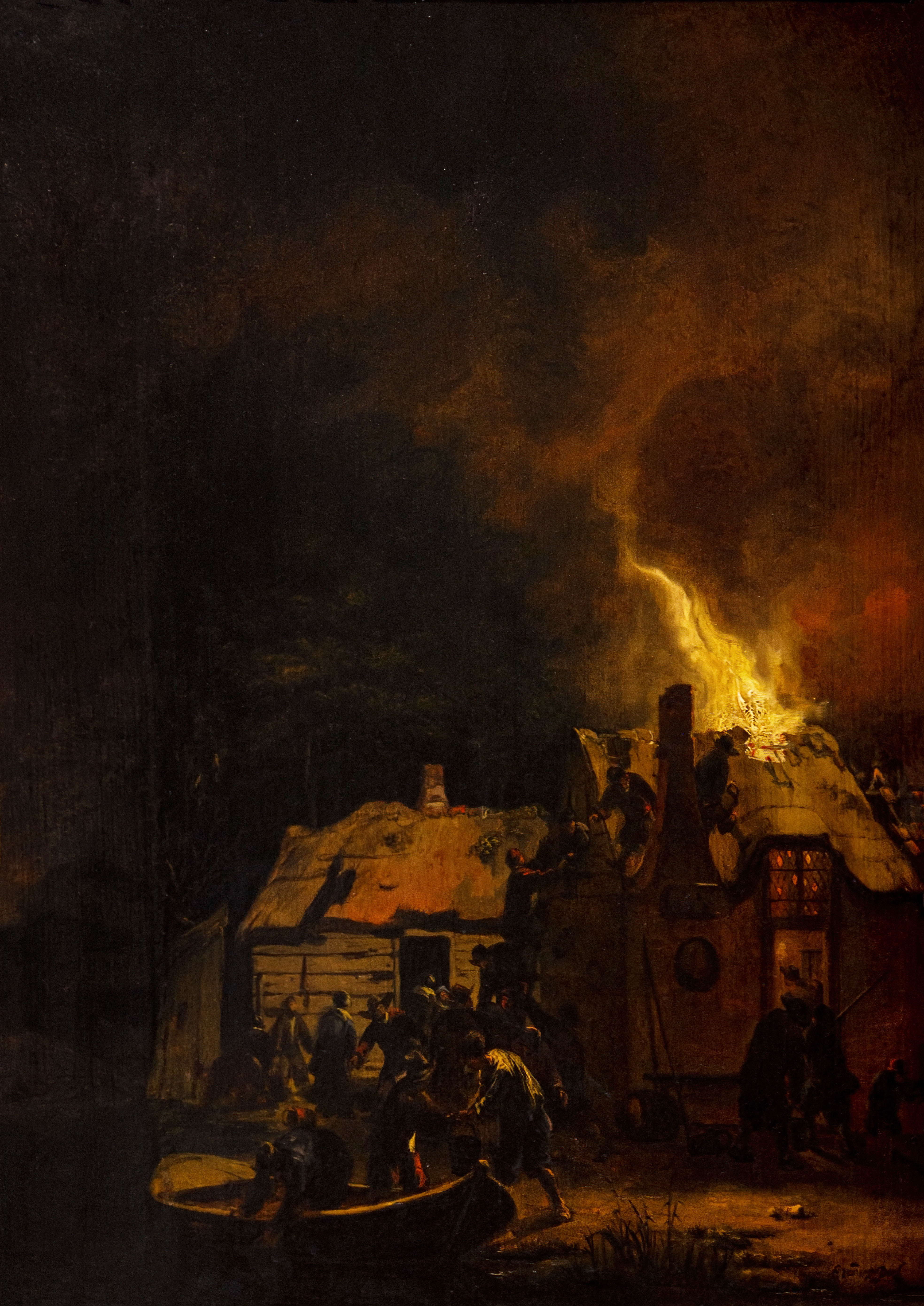
Ein Großbrand, Egbert van der Poel
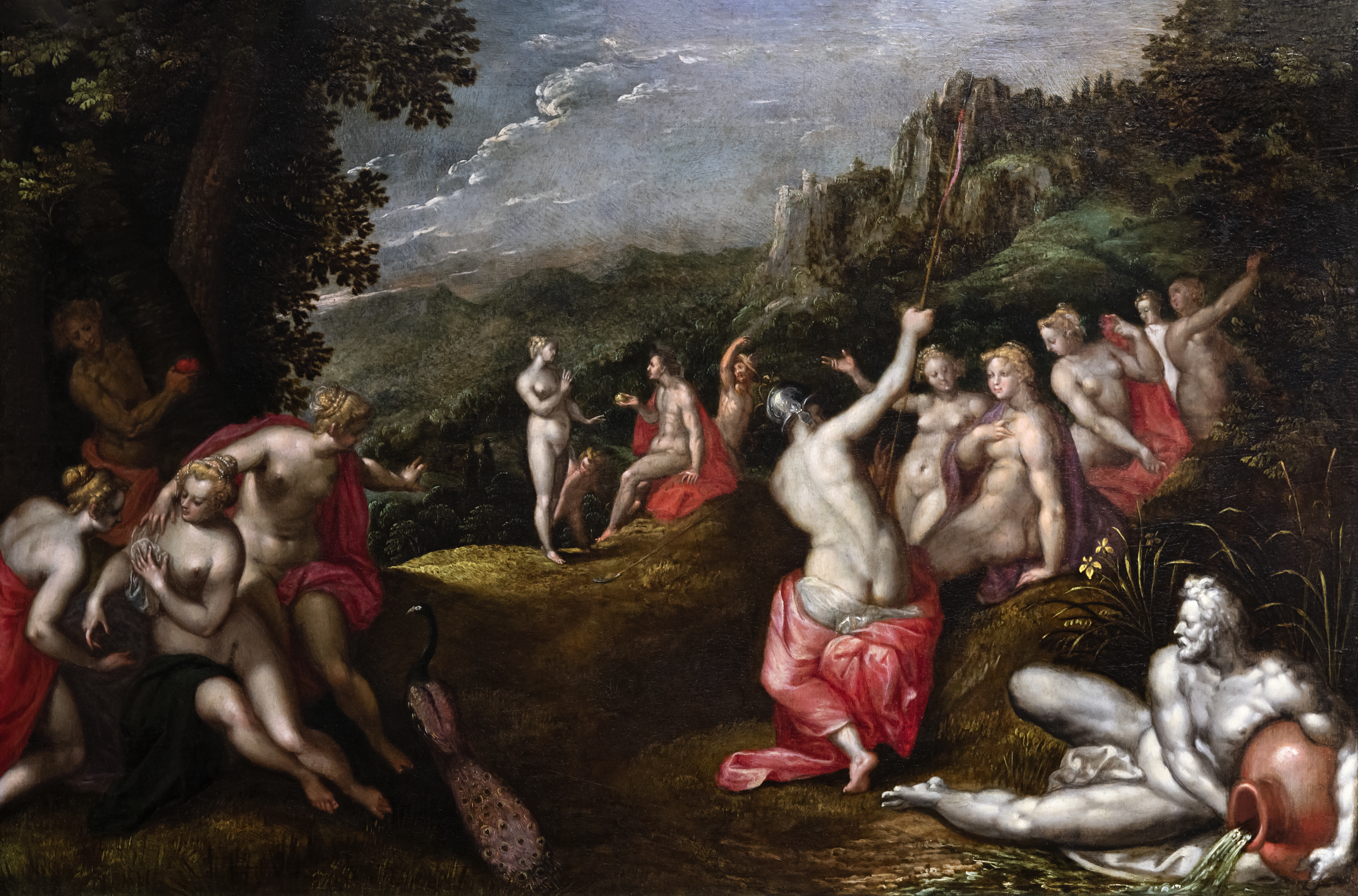
Urteil des Paris, Hans Rottenhammer
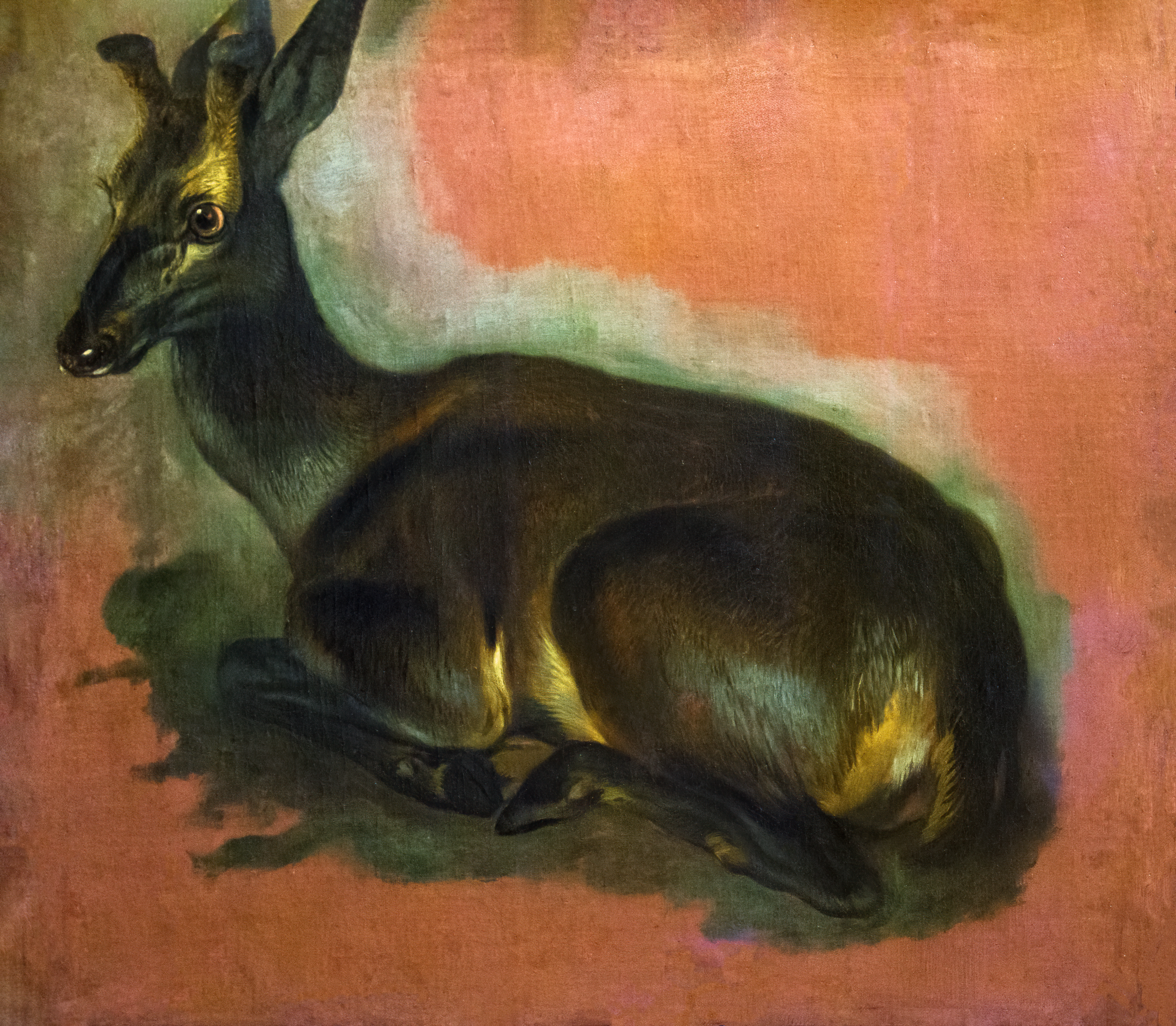
Ein junger schlafender Hirsch, Pieter Boel
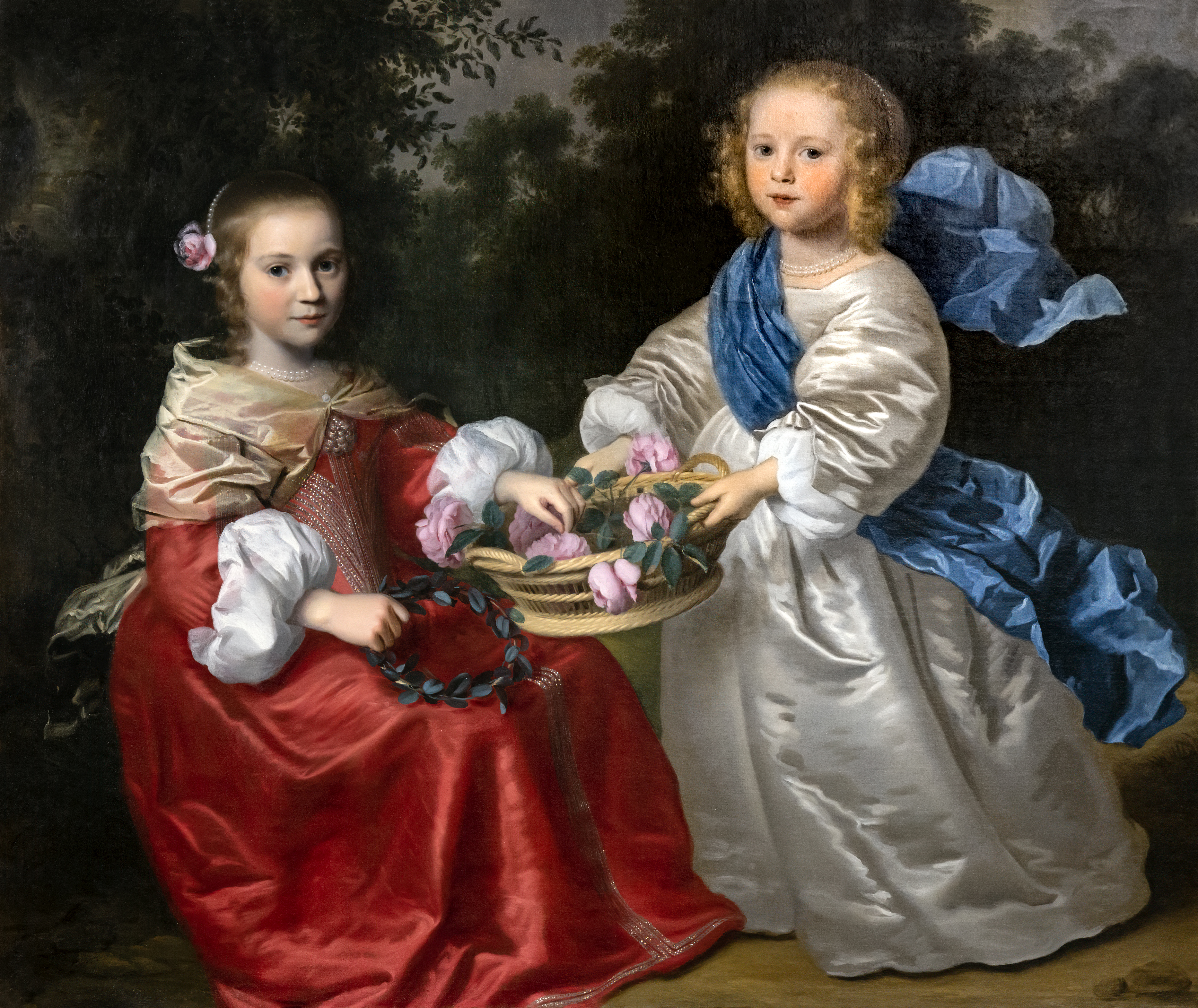
Kinderporträt, Isaac Luttichuys
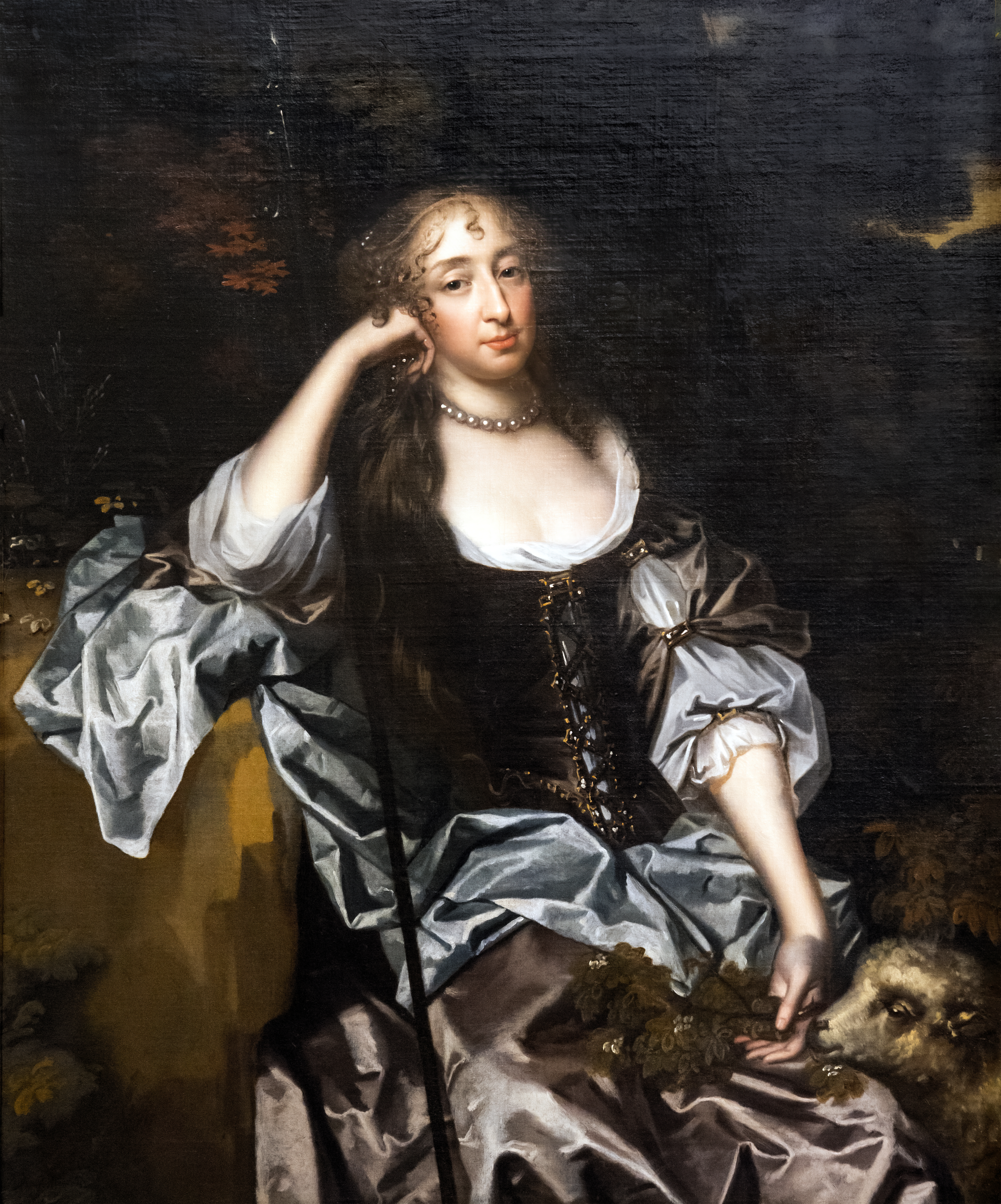
Porträt einer Dame als Hirtin, Jacob Huysmans
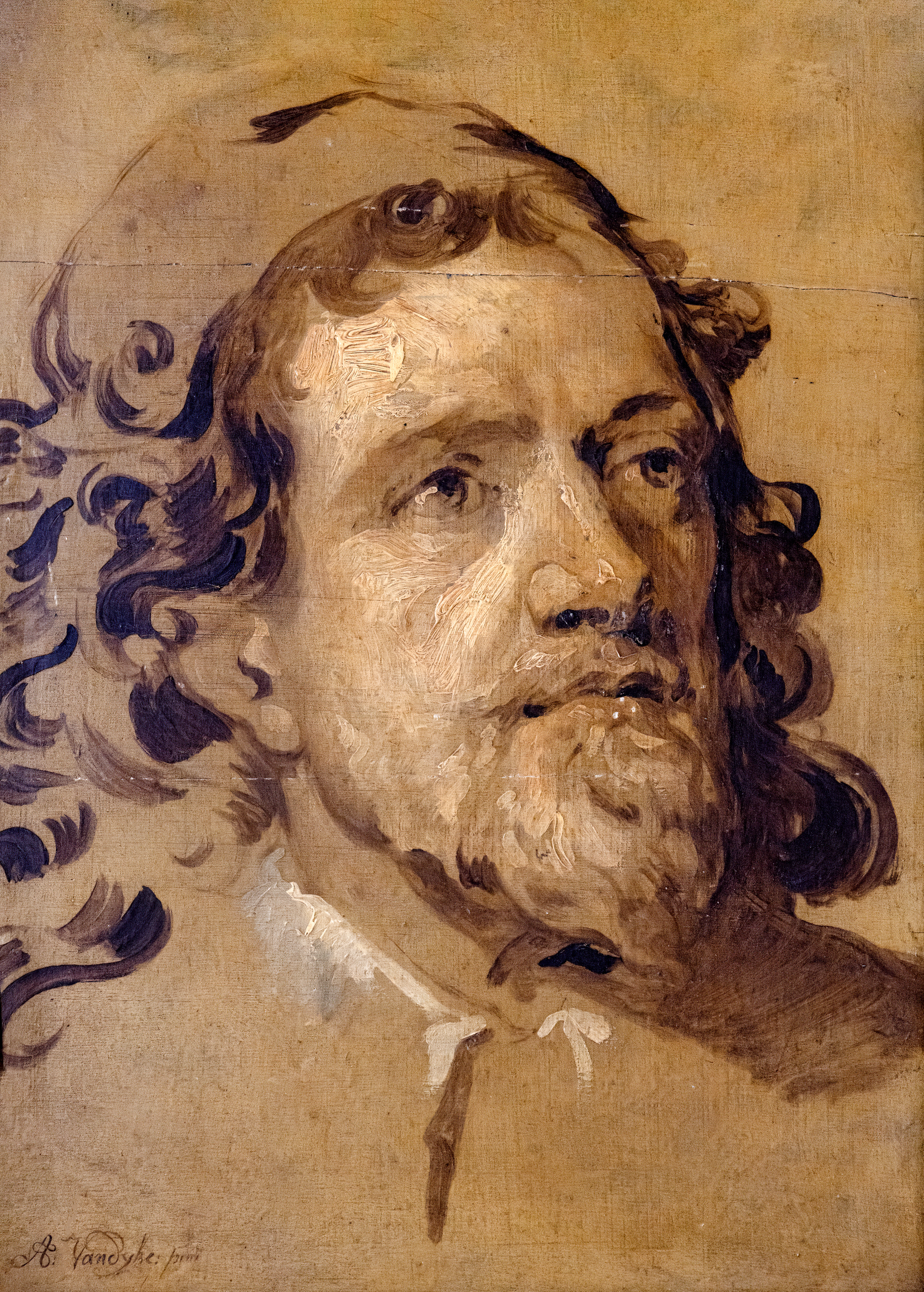
Porträt des Architekten Inigo Jones, Anthonis van Dyck
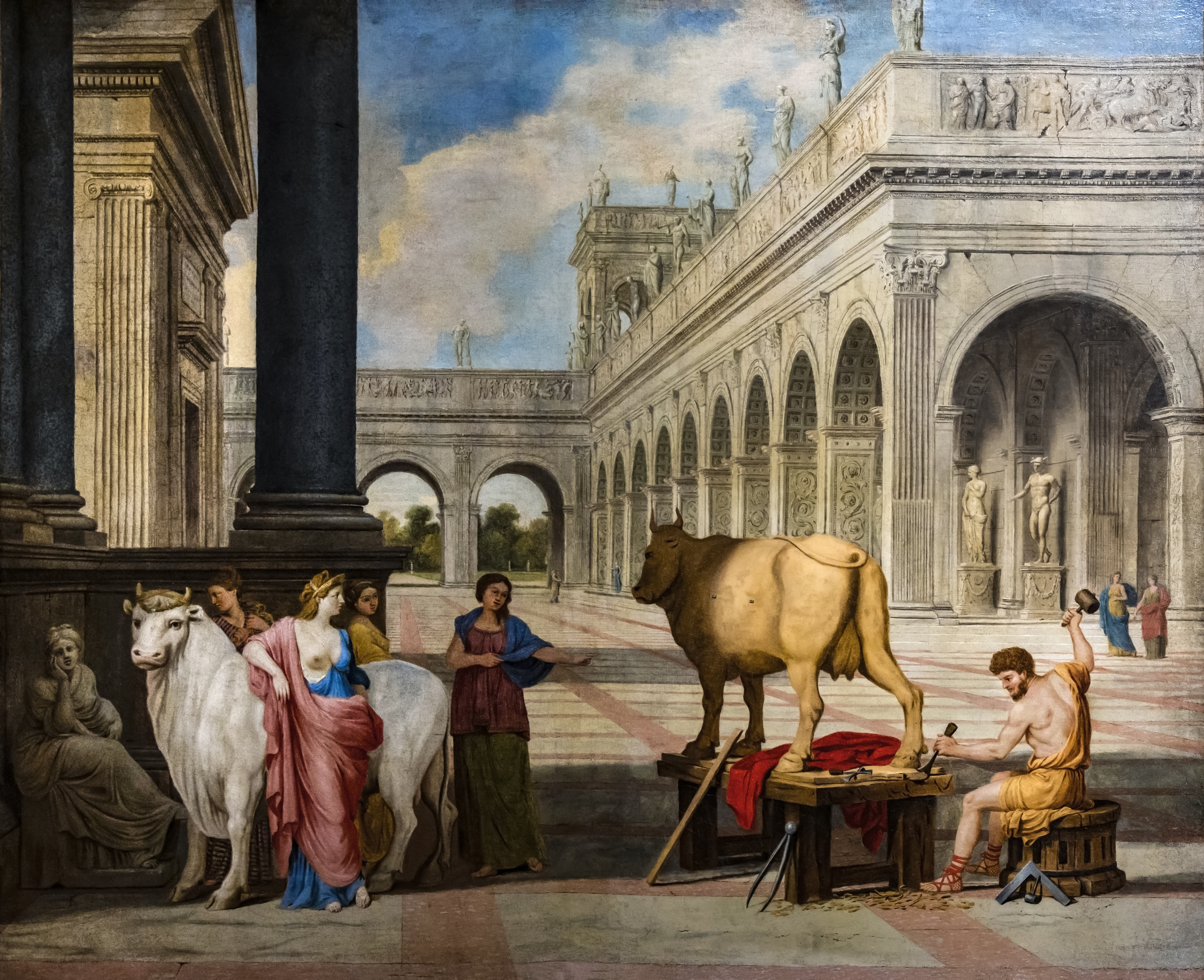
Dedalus und Pasiphae, Jean Lemaire
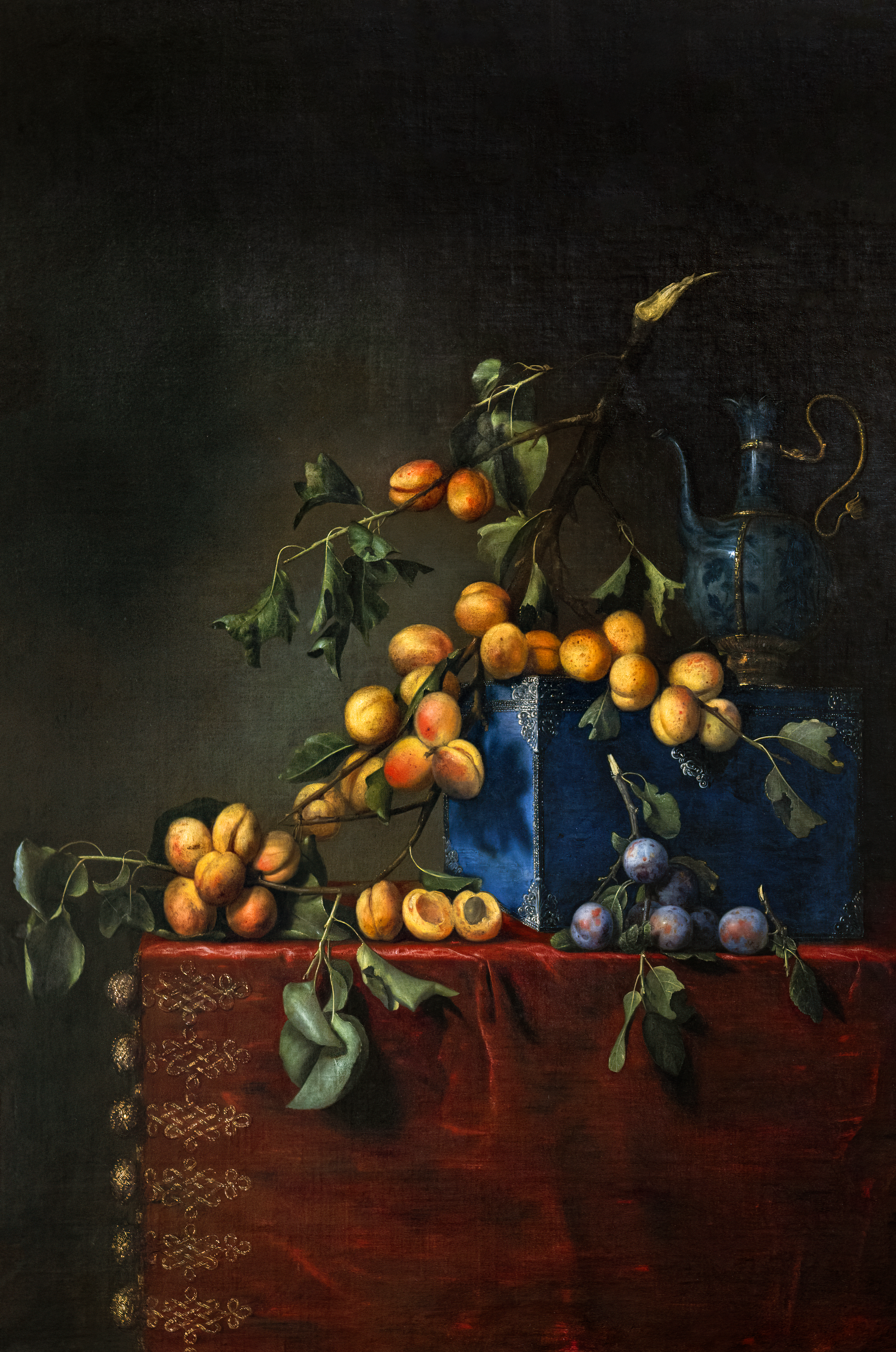
Stillleben mit Aprikosen- und Pflaumenzweigen, Pierre Dupuis
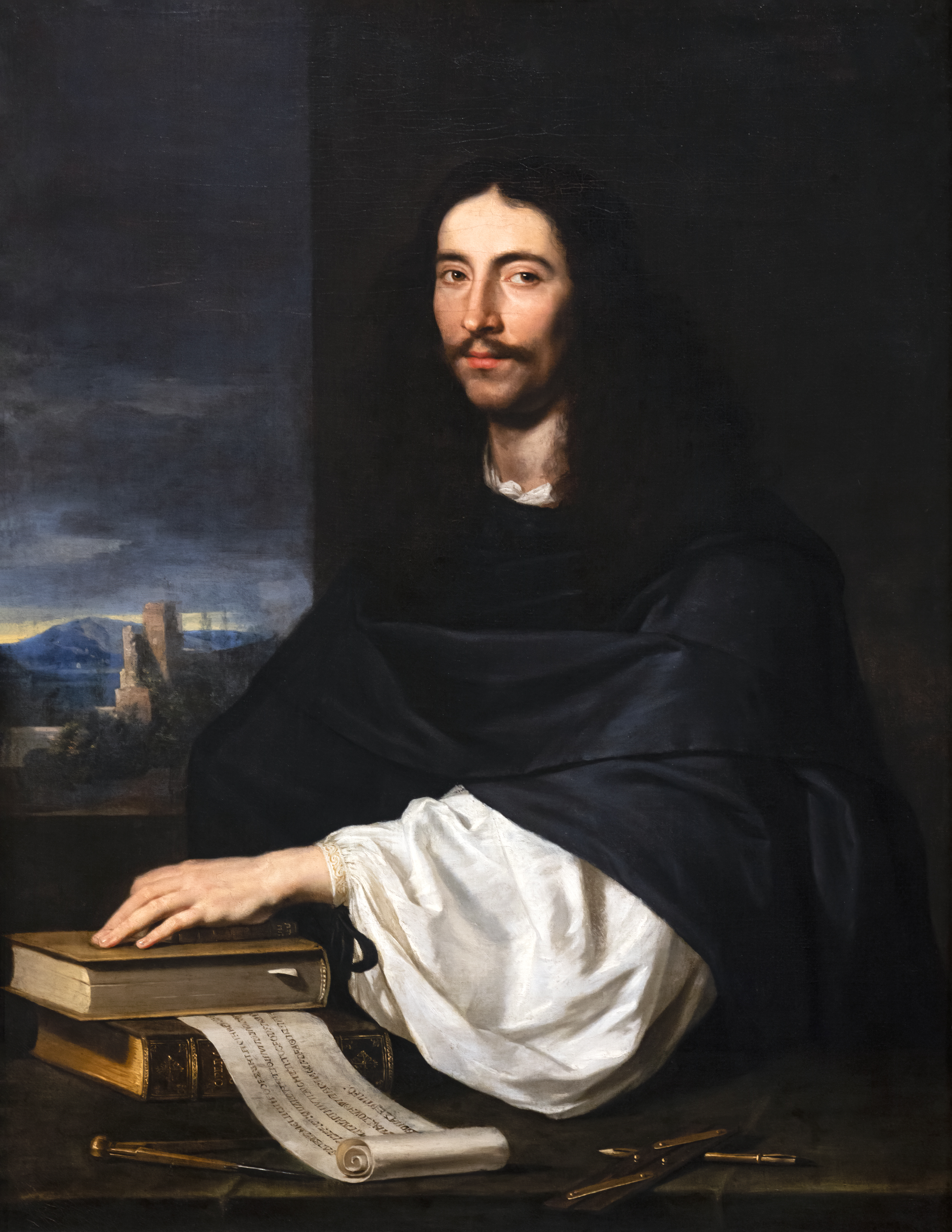
Porträt von Étienne Delafons, Philippe de Champaigne
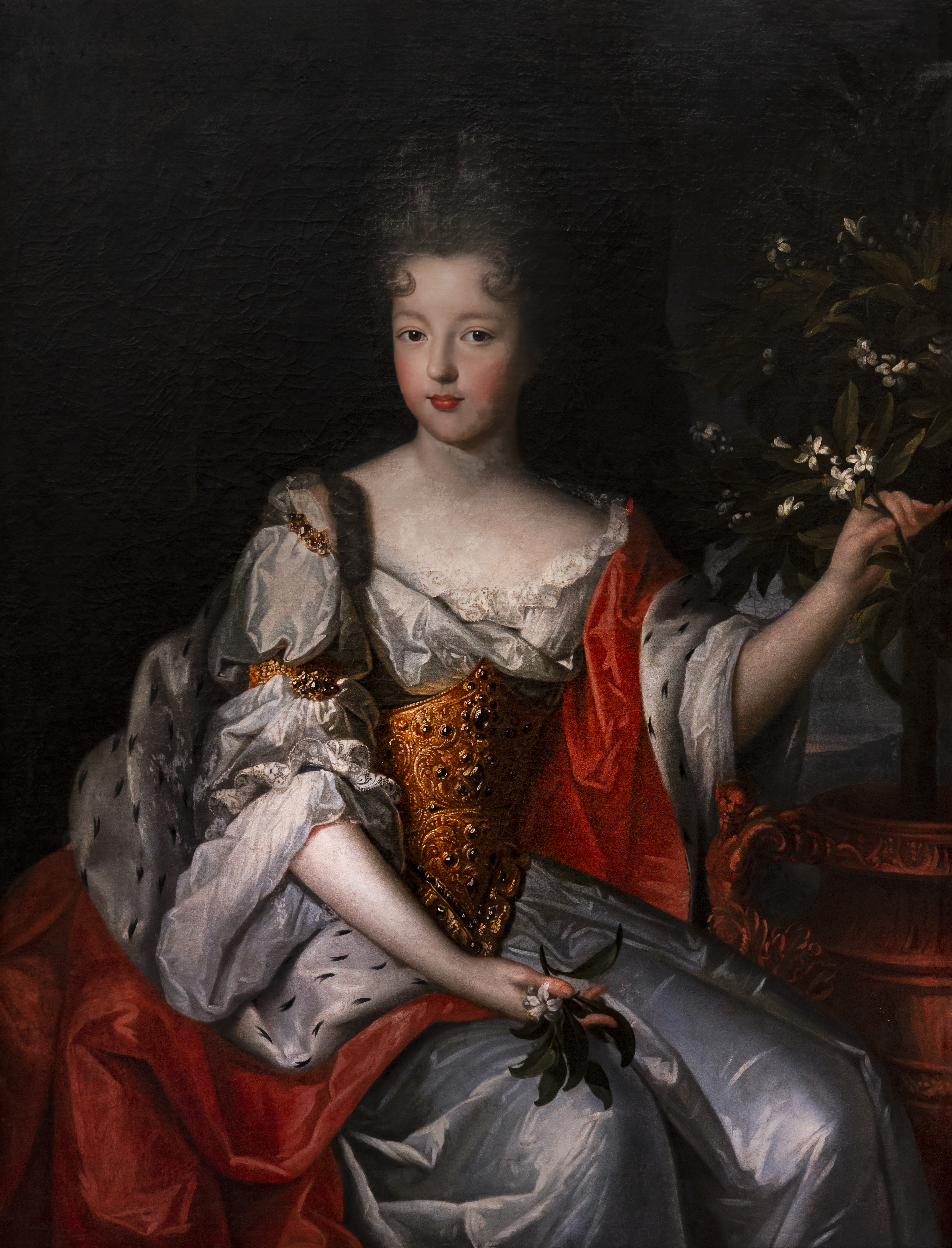
Françoise-Marie de Bourbon, Pierre Gobert
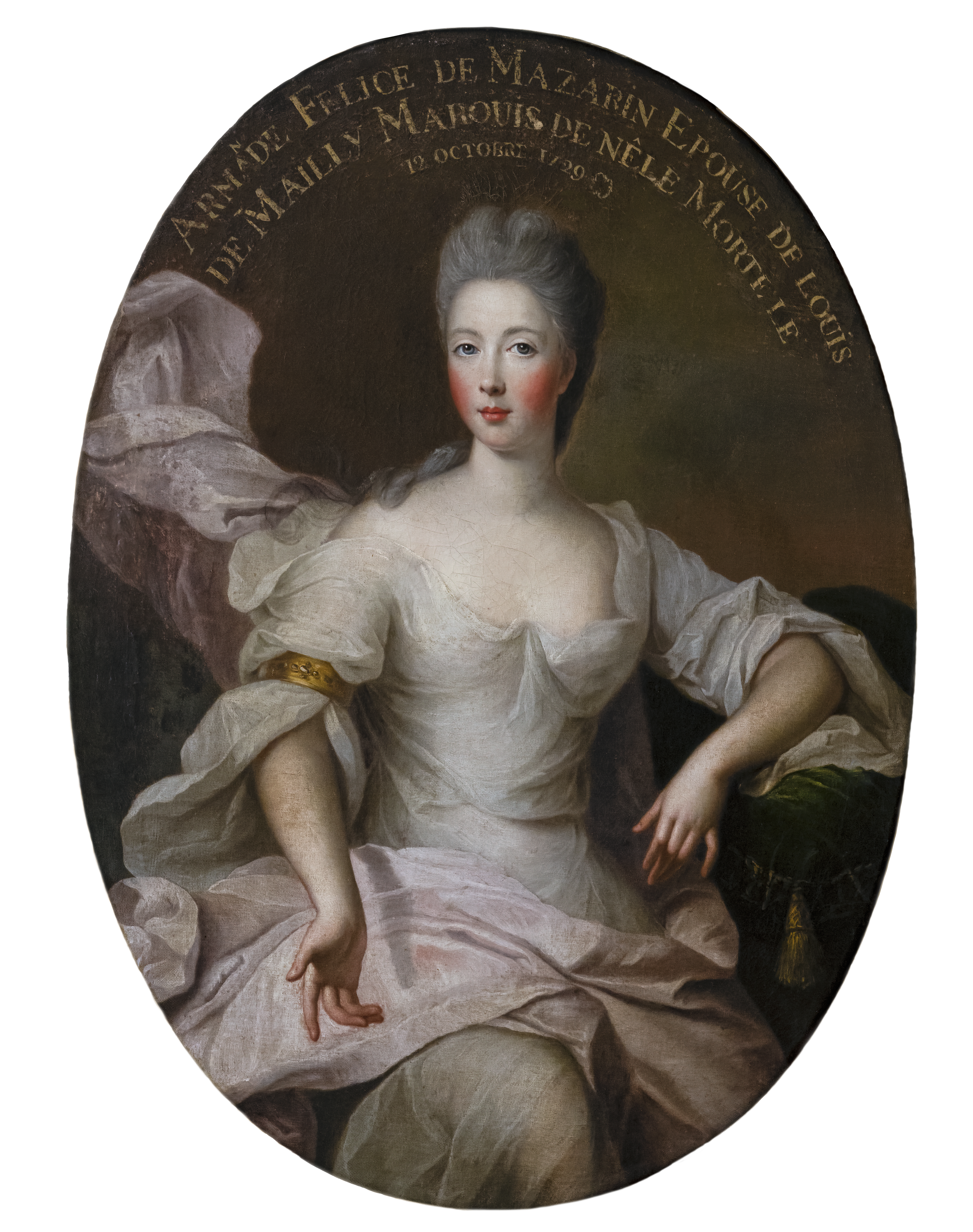
Armande-Félice de Mazarin, Marquise de Mailly, Pierre Gobert
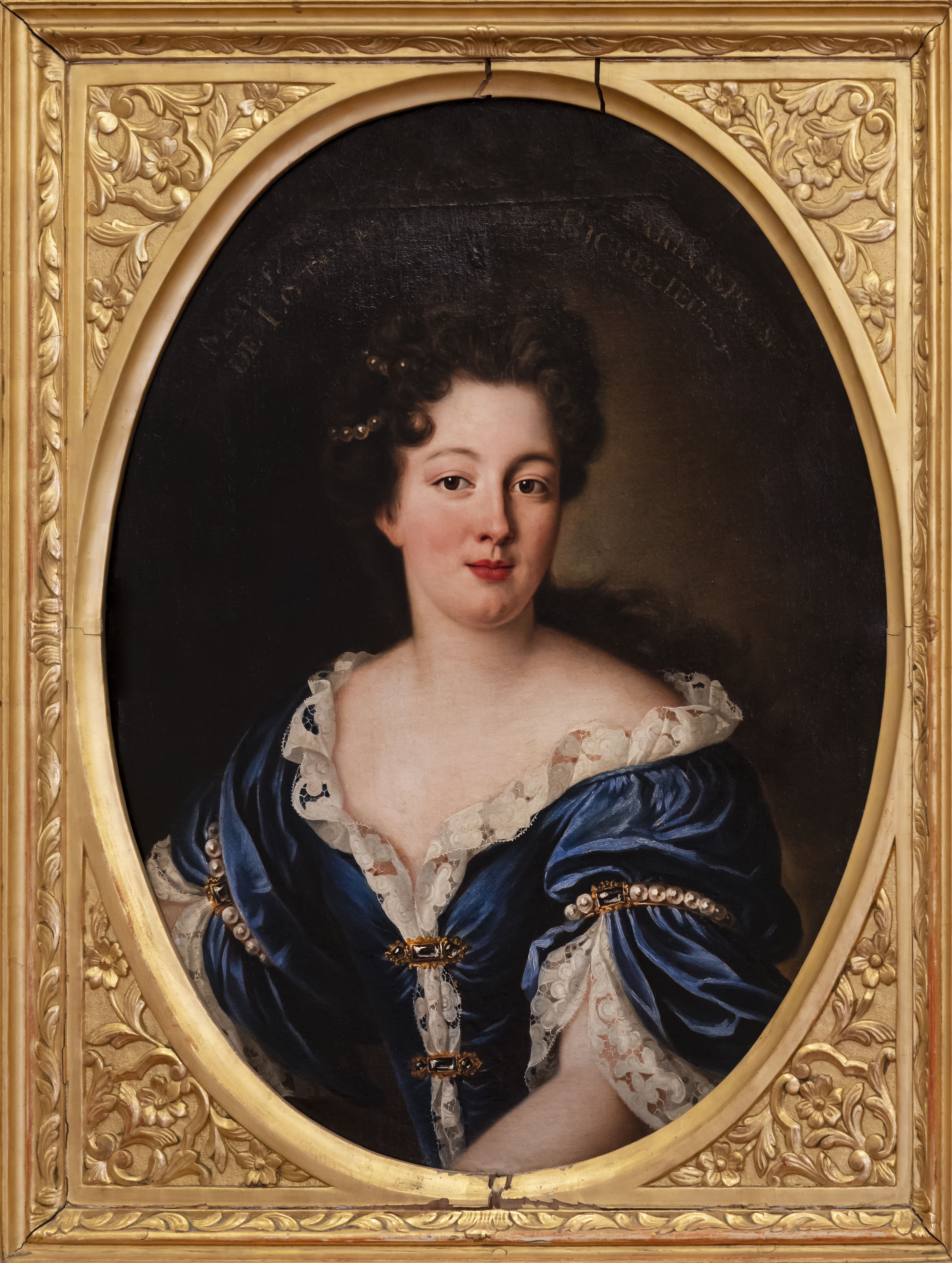
Porträt von Marie-Charlotte de la Porte de La Meilleraye-Mazarin, marquise de Richelieu
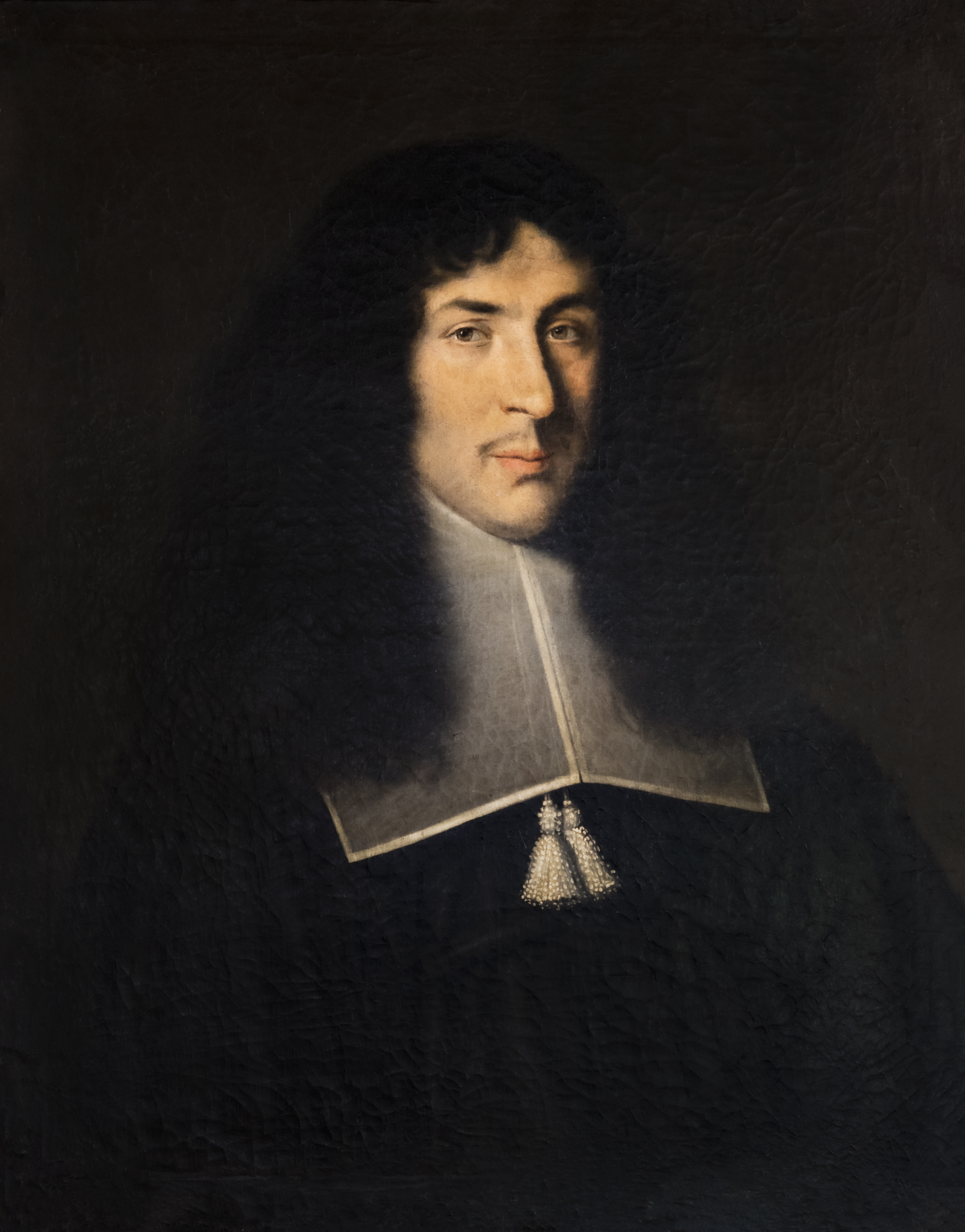
Porträt von Bertrand de Javan, 1665
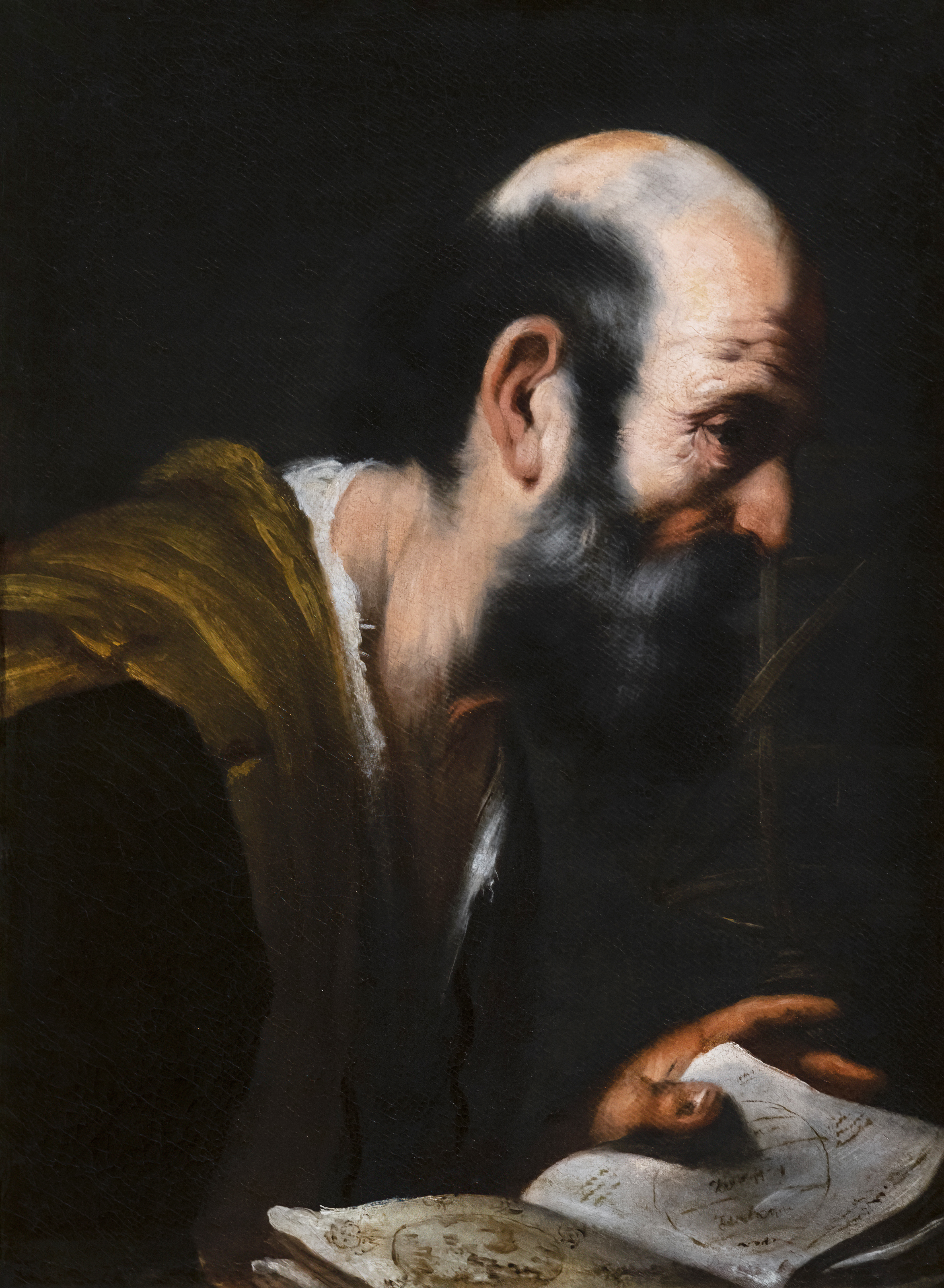
Der Georgraph, Bernardo Strozzi
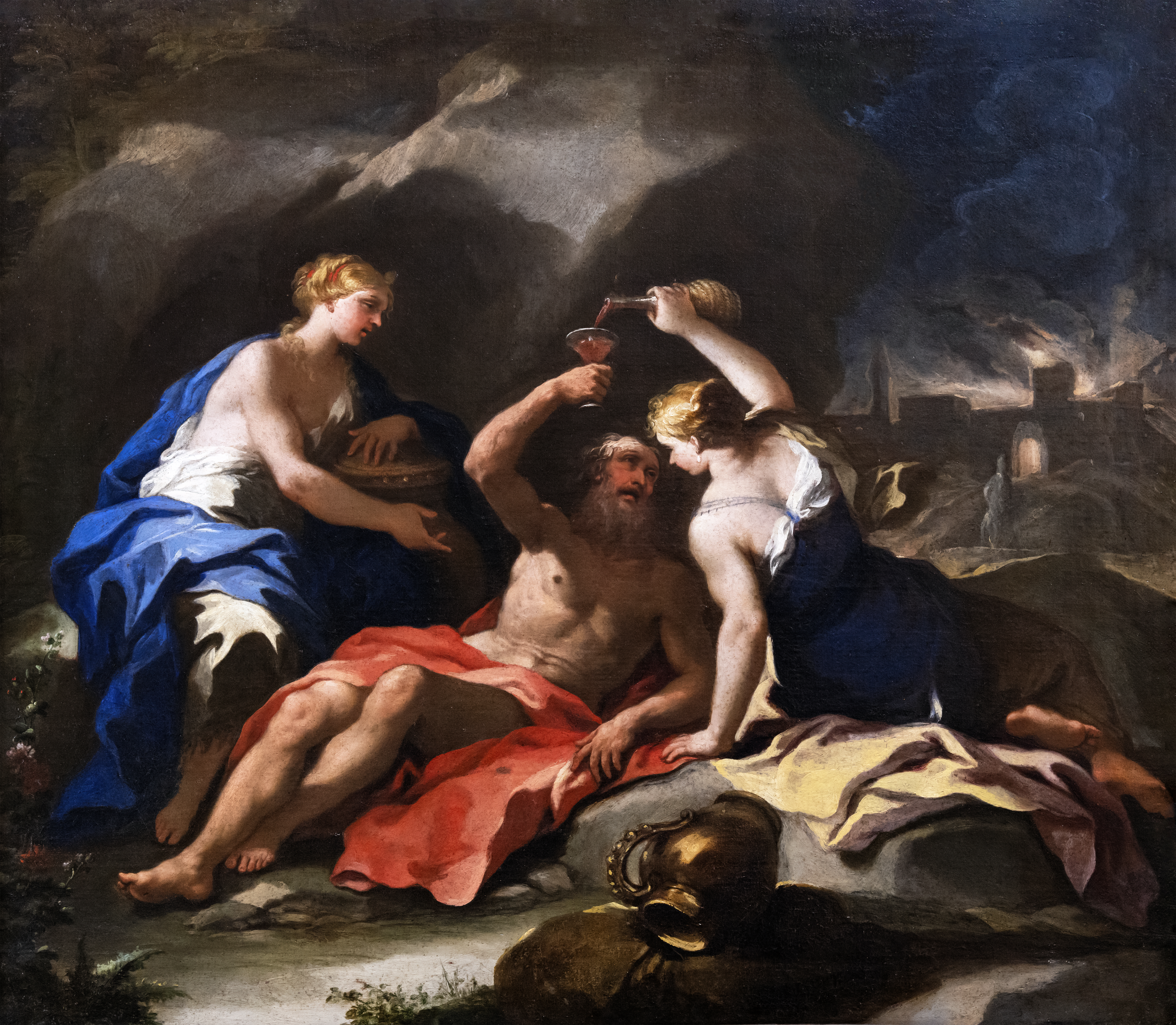
Loth und seine Töchter, Giovanni Battista Lama
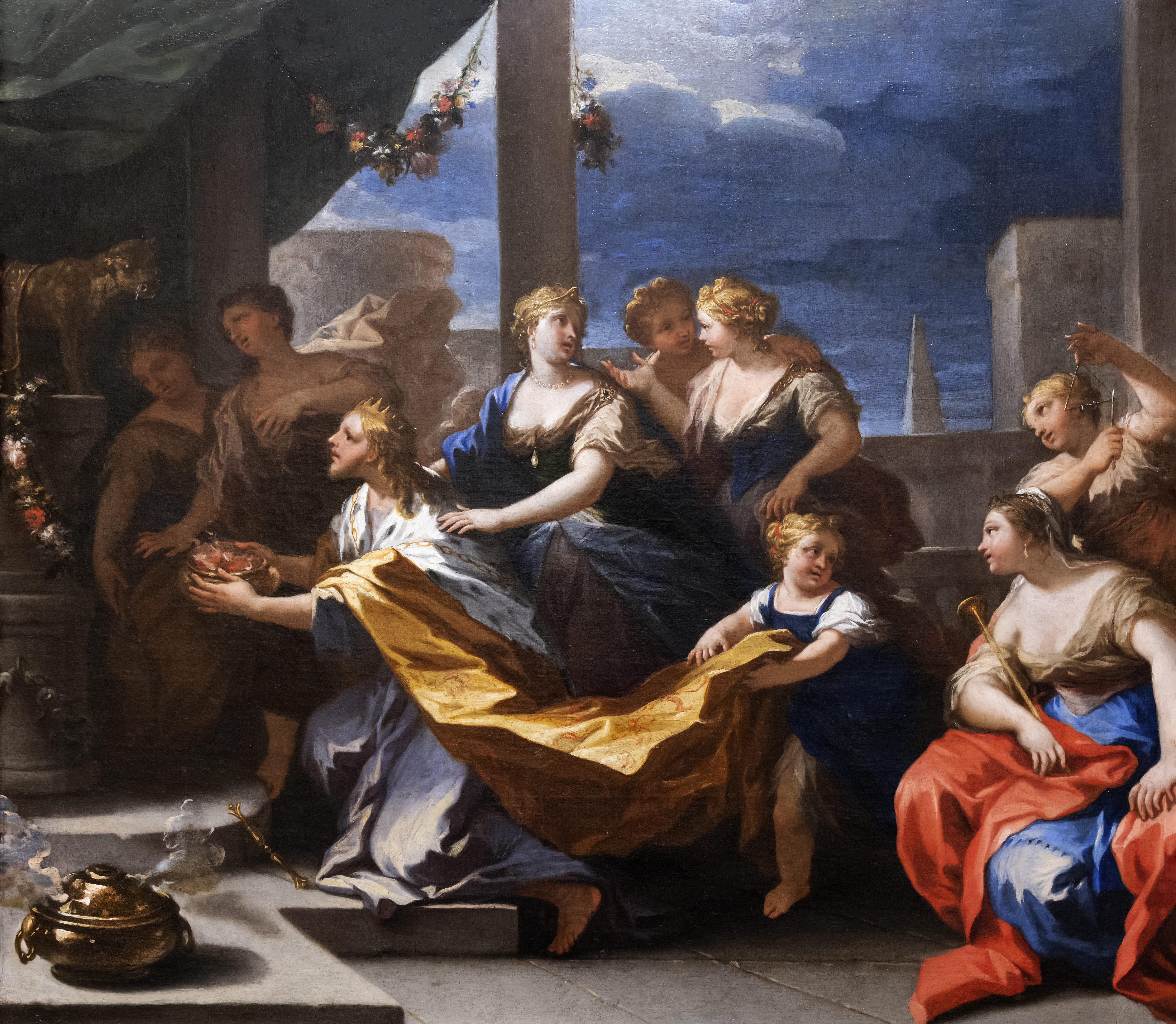
Salomo opfert den Götzen, Giovanni Battista Lama
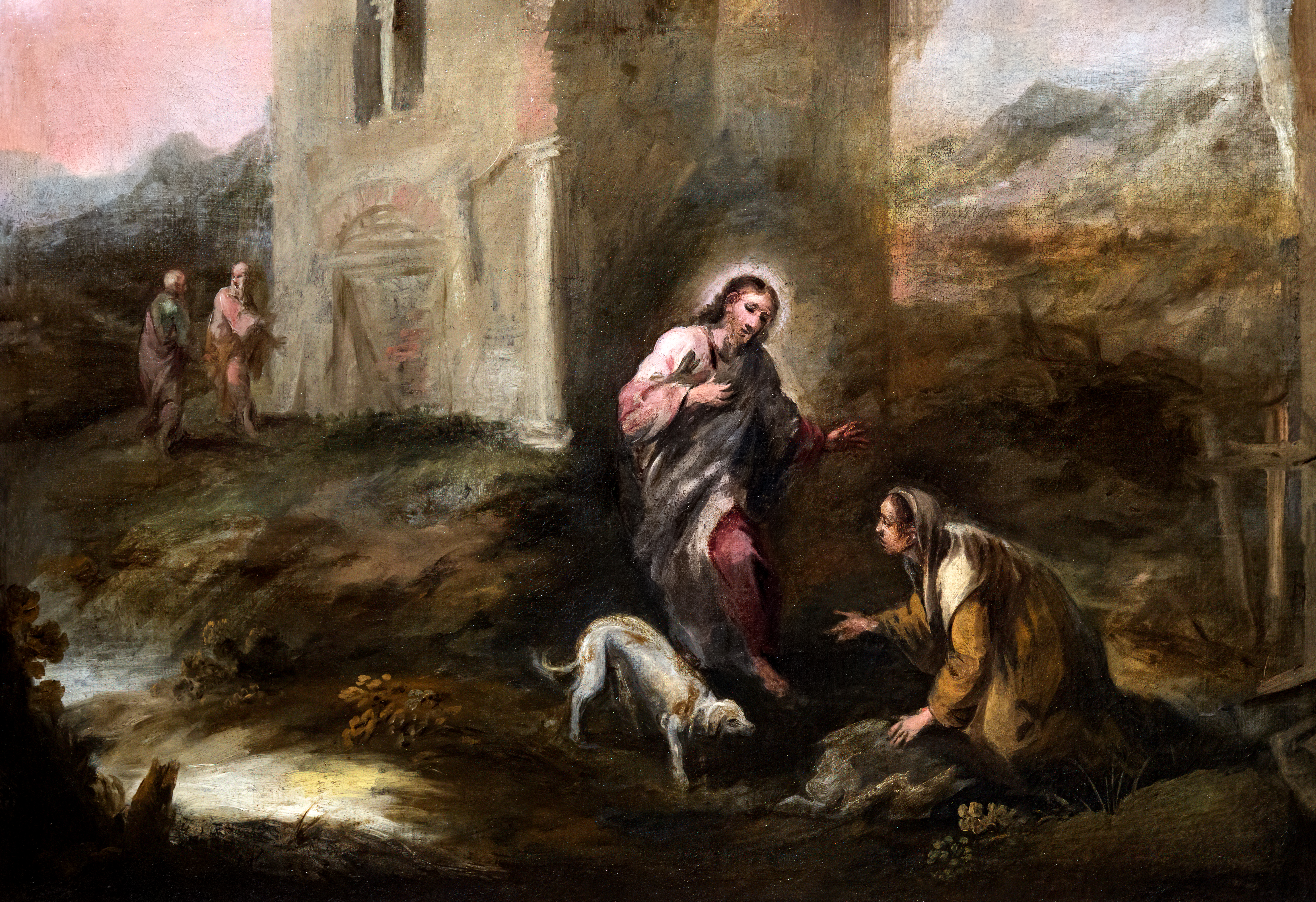
Christus und die Frau aus Kanaa, Francisco Antolinez y Sarabia
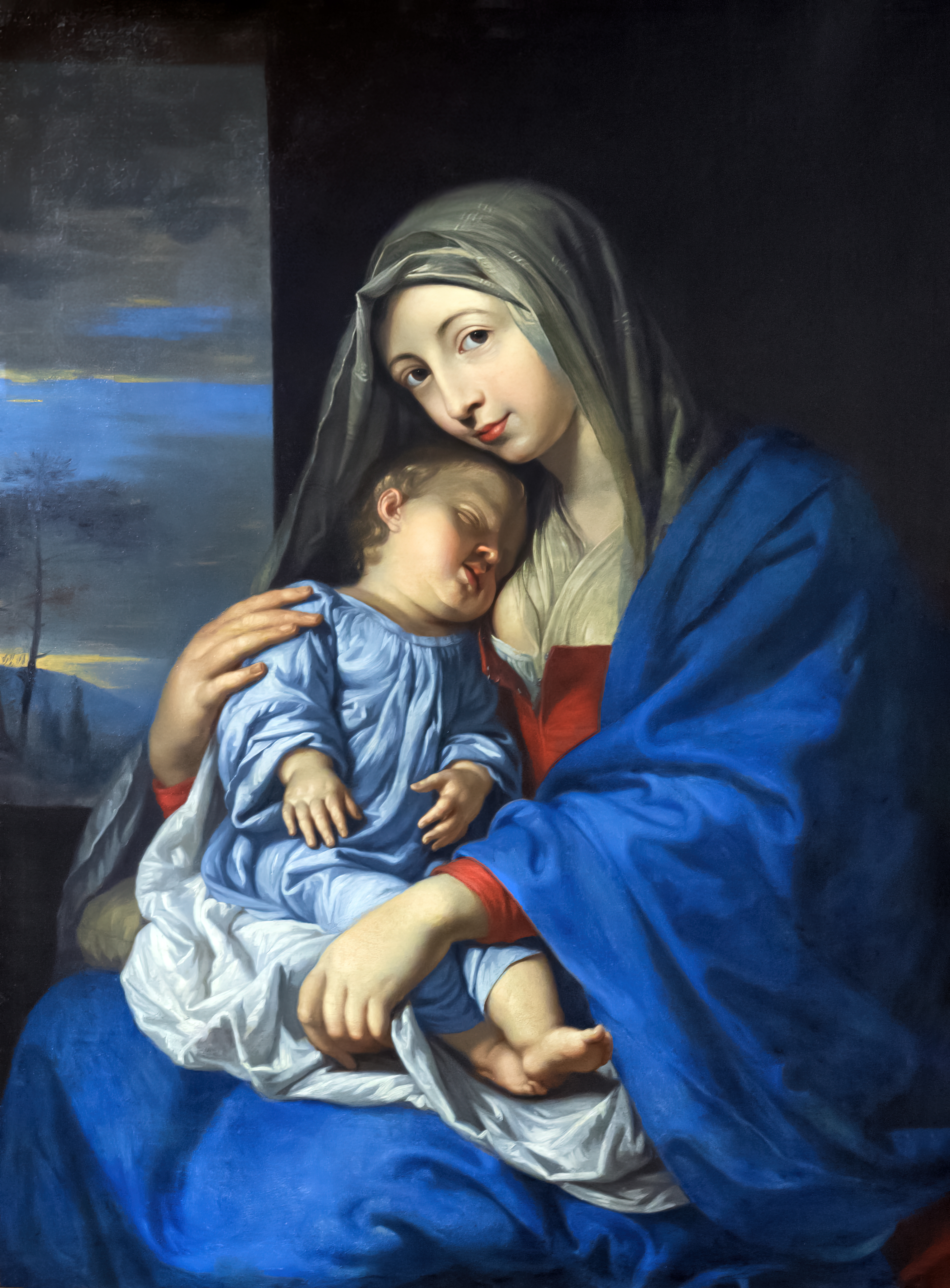
Jungfrau und das schlafende Kind, Charles-Alphonse Dufresnoy oder Philippe de Champaigne

### 18. Jahrhundert
Die Malereisammlung der Herzöge von Aiguillon zählt Gemälde von Charles de La Fosse (Der Triumph von Galathea), Jean-Baptiste Despax (Élie courant devant le char du roi Achab), Pierre Subleyras (L'offrande des pains), Jean-Baptiste Oudry (Drei Stillleben), François-Hubert Drouais (Madame du Barry; Madame Sophie, Tochter von Ludwig XV.; Joséphine von Savoyen, Gräfin von Provence; Madame Victoire, Tochter von Ludwig XV.), François de Troy, Jean-François de Troy (Der junge Graf von Toulouse, Das Urteil des Paris, Porträt von Louise de Crussol, Porträt von Louis-Alexandre de Bourbon); Jean-Baptiste van Loo (Porträt des jungen Ludwig XV., Porträt der jungen Marie Lesczynska); Henri-Joseph Van Blarenberghe (Ansicht des Schlosses des Herzogs von Aiguillon in Veretz); sowie Werke von Volaire (Ansicht der Mittelmeerküste, Der Eremit), Jean-Baptiste Le Prince (Ländliche Umgebung mit Kinder, die an einem Ententeich spielen); Jean-Marc Nattier (zwei Studienporträts und vor allem das Porträt von Maria Josepha von Sachsen); Hubert Robert (Personen um einen Brunnen), Francesco Fontebasso (Der junge Page).

Malerei des 18. Jahrhunderts
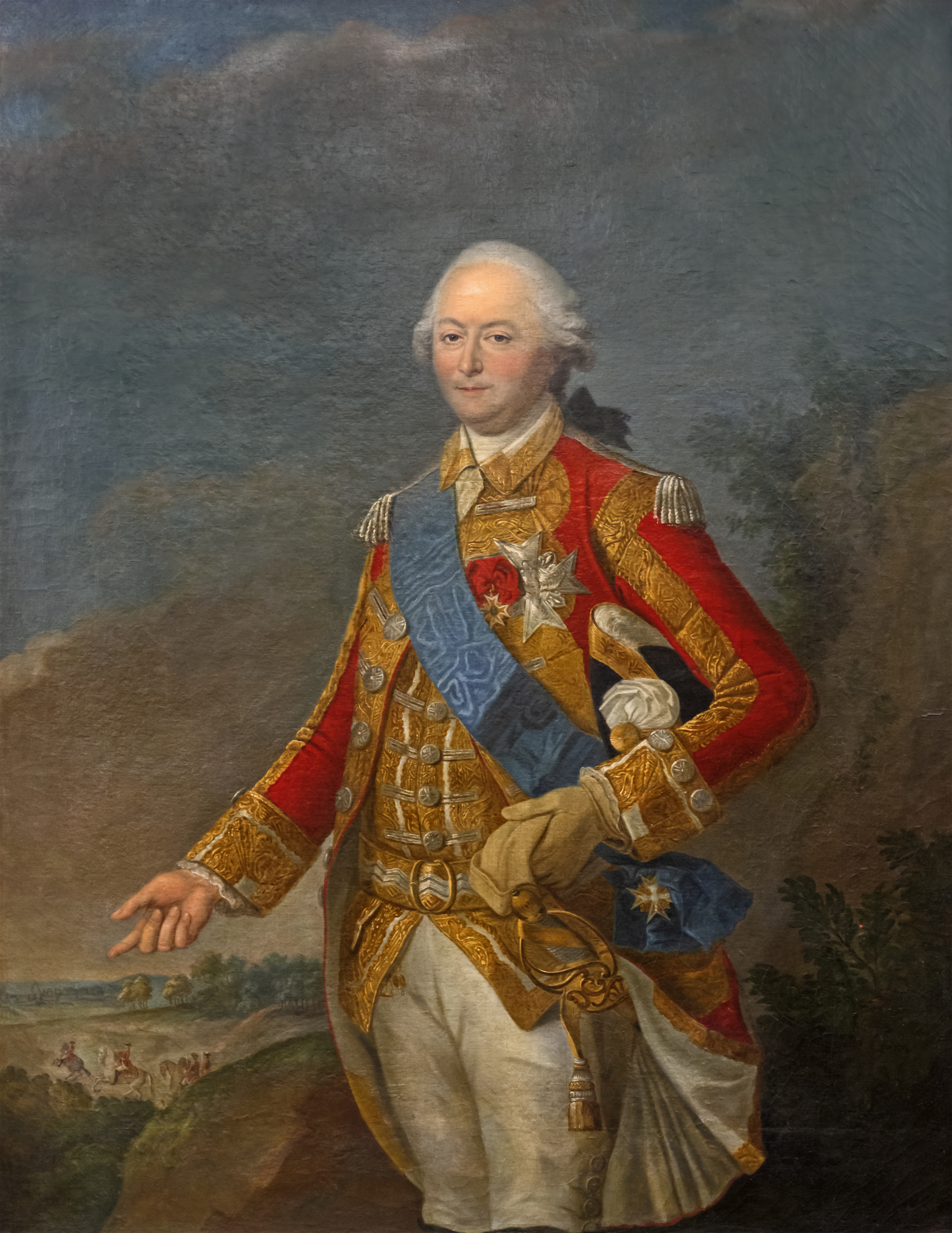
Emmanuel-Amand de Vignerot du Plessis-Richelieu, Herzog von Aiguillon
Der Triumph von Galathea, Charles de La Fosse
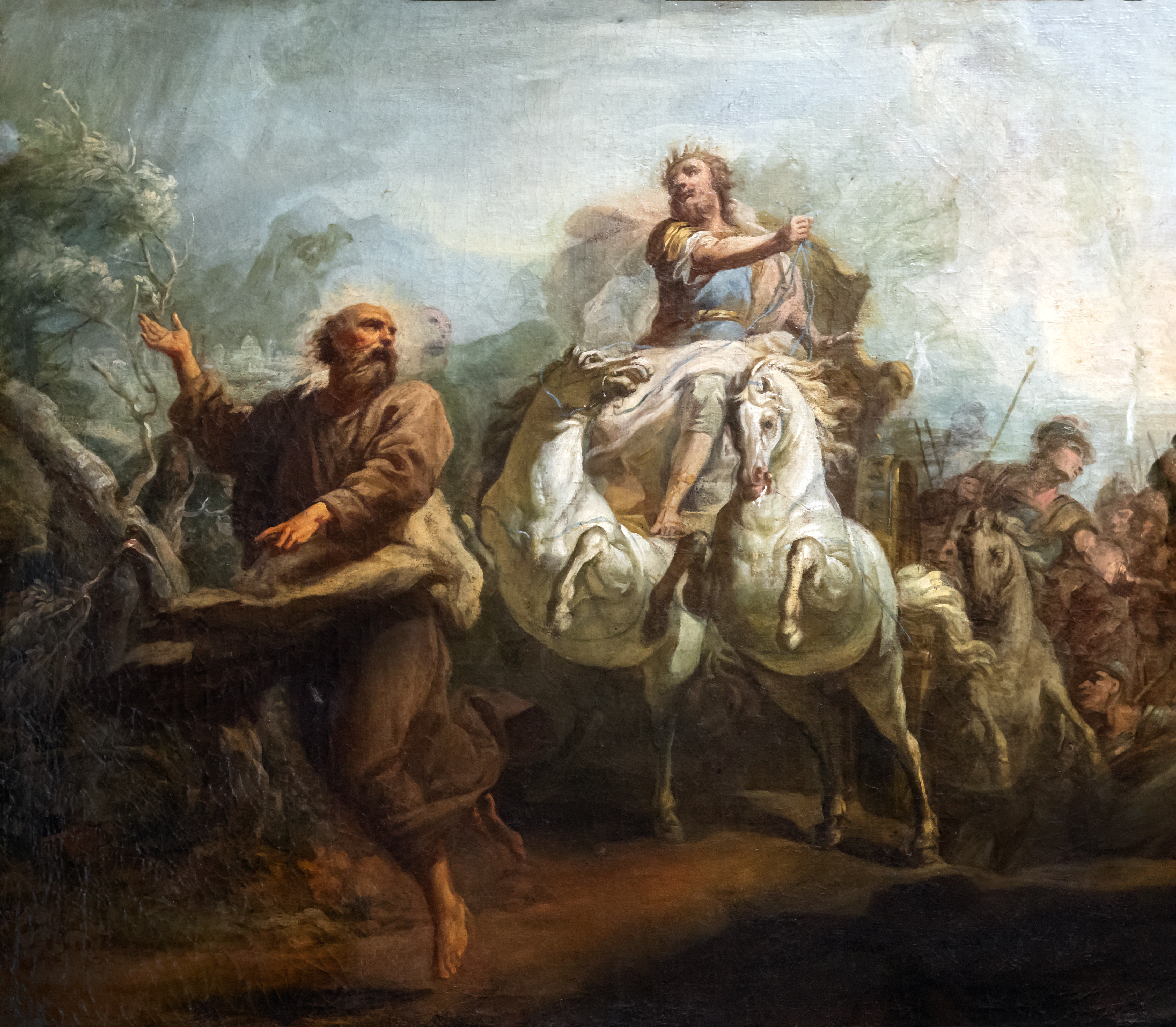
Élie courant devant le char du roi Achab - Jean-Baptiste Despax
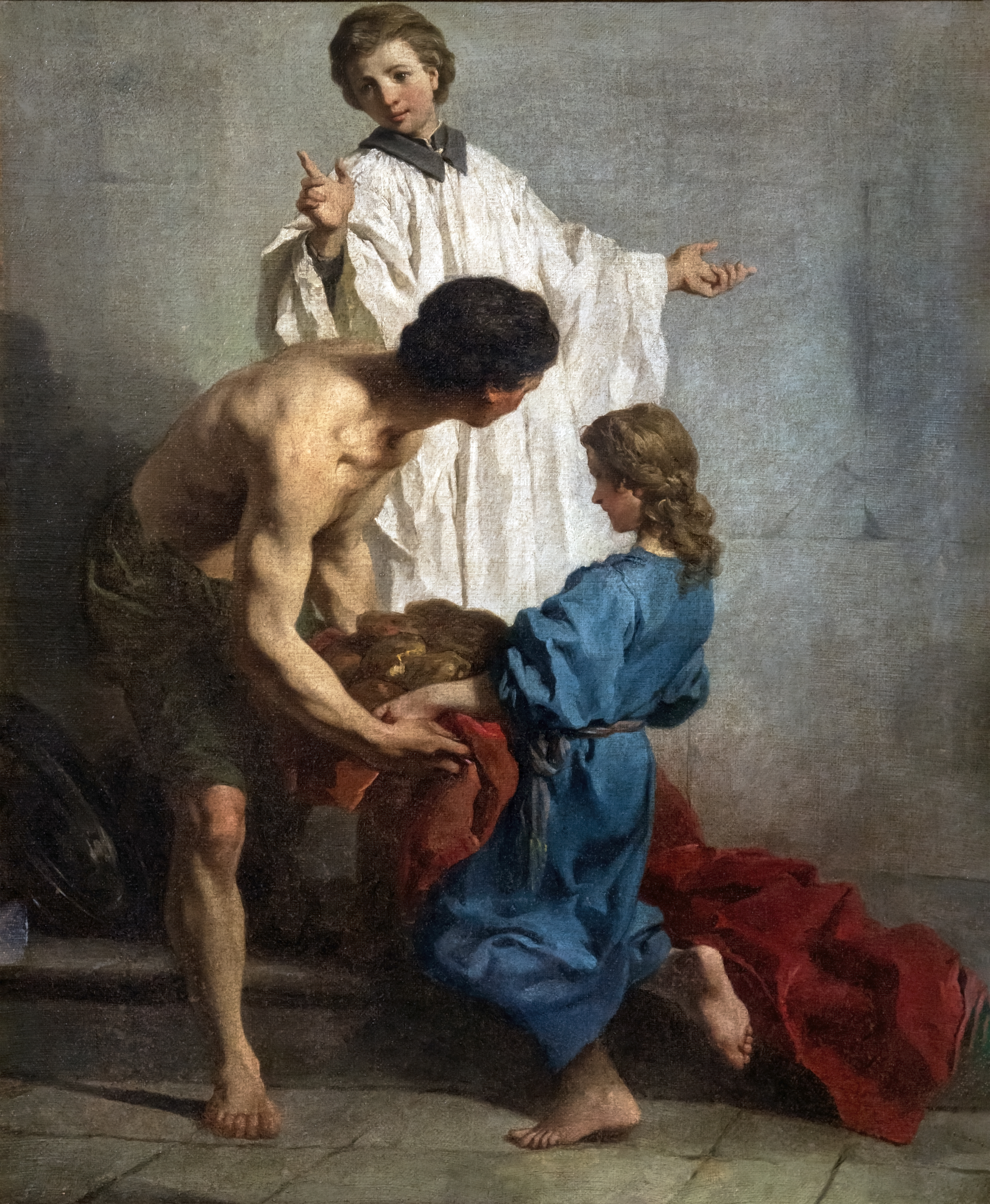
L'offrande des pains - Pierre Subleyras
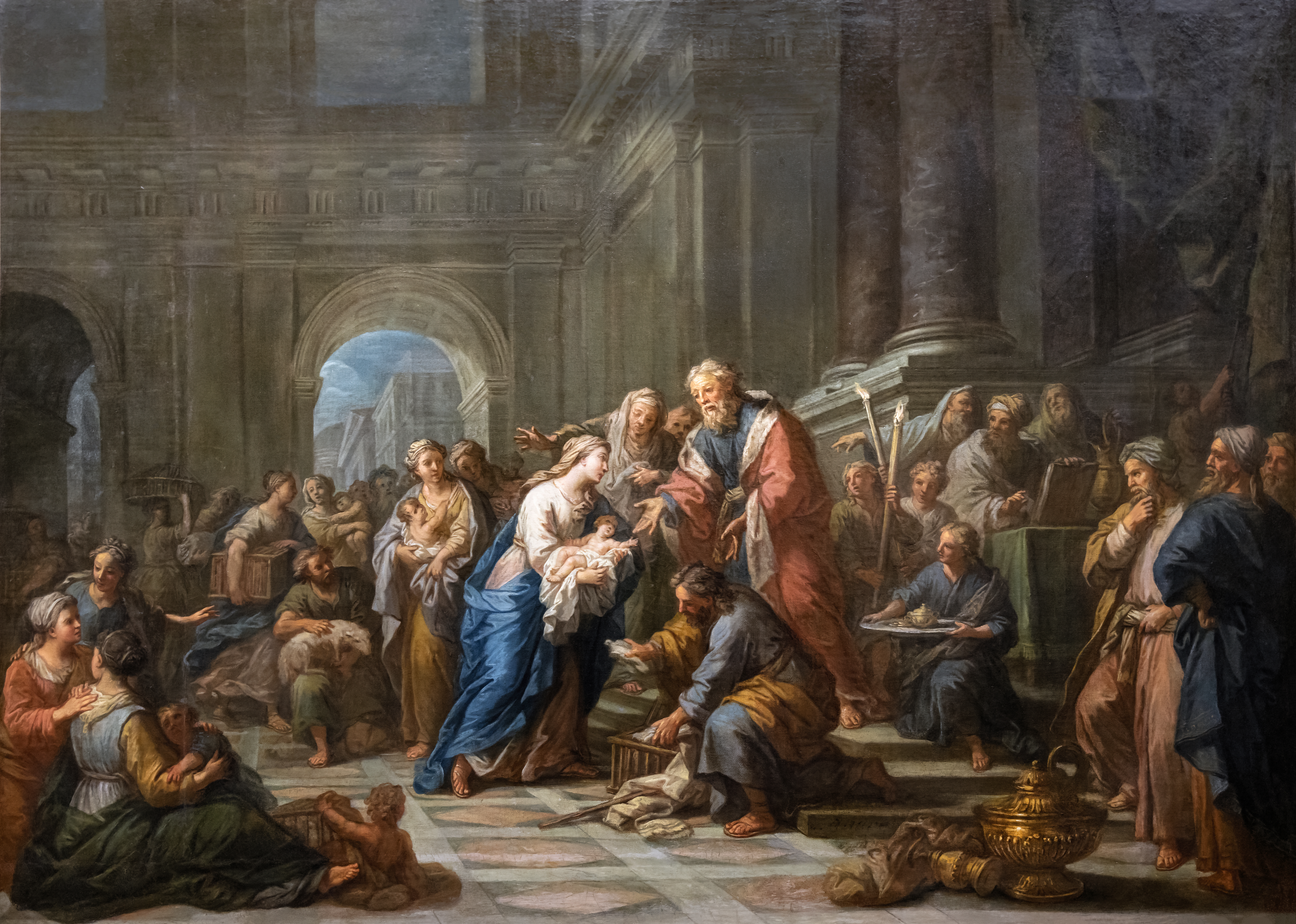
Présentation de Jésus au Temple - Jean André
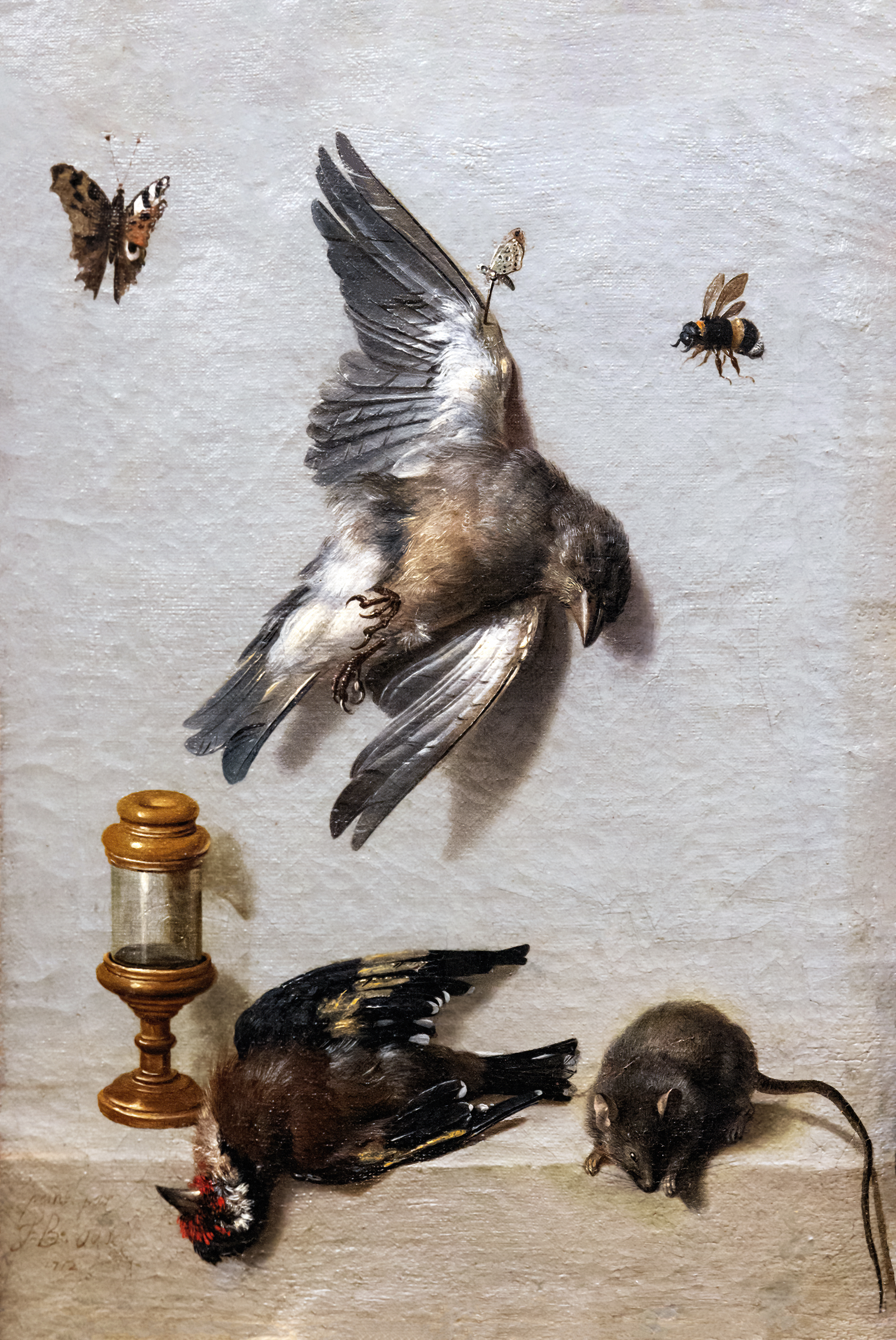
Nature morte avec deux oiseaux morts, une souris et trois insectes Jean-Baptiste Oudry
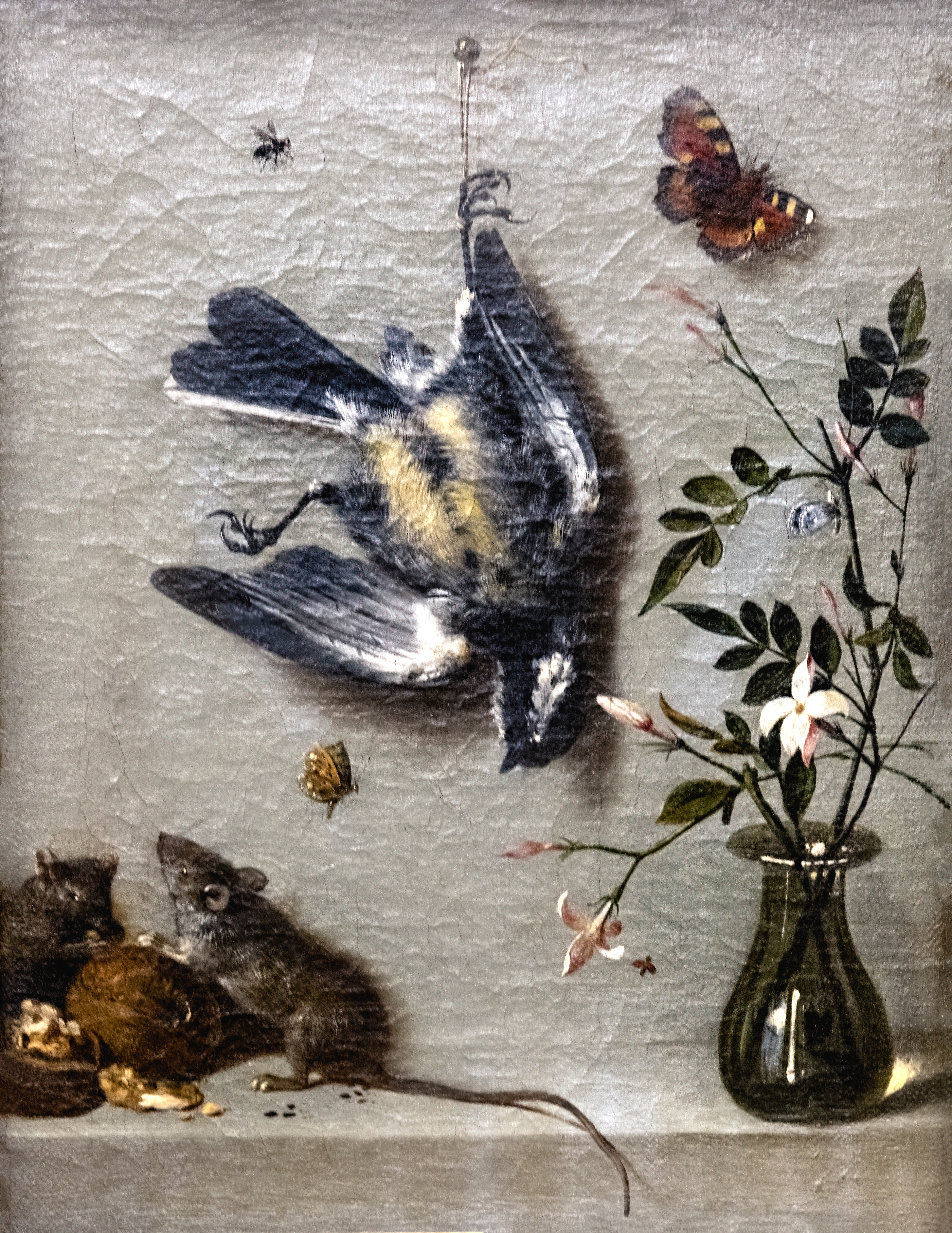
Stillleben mit Blaumeise und einer Jasminvase, Jean-Baptiste Oudry
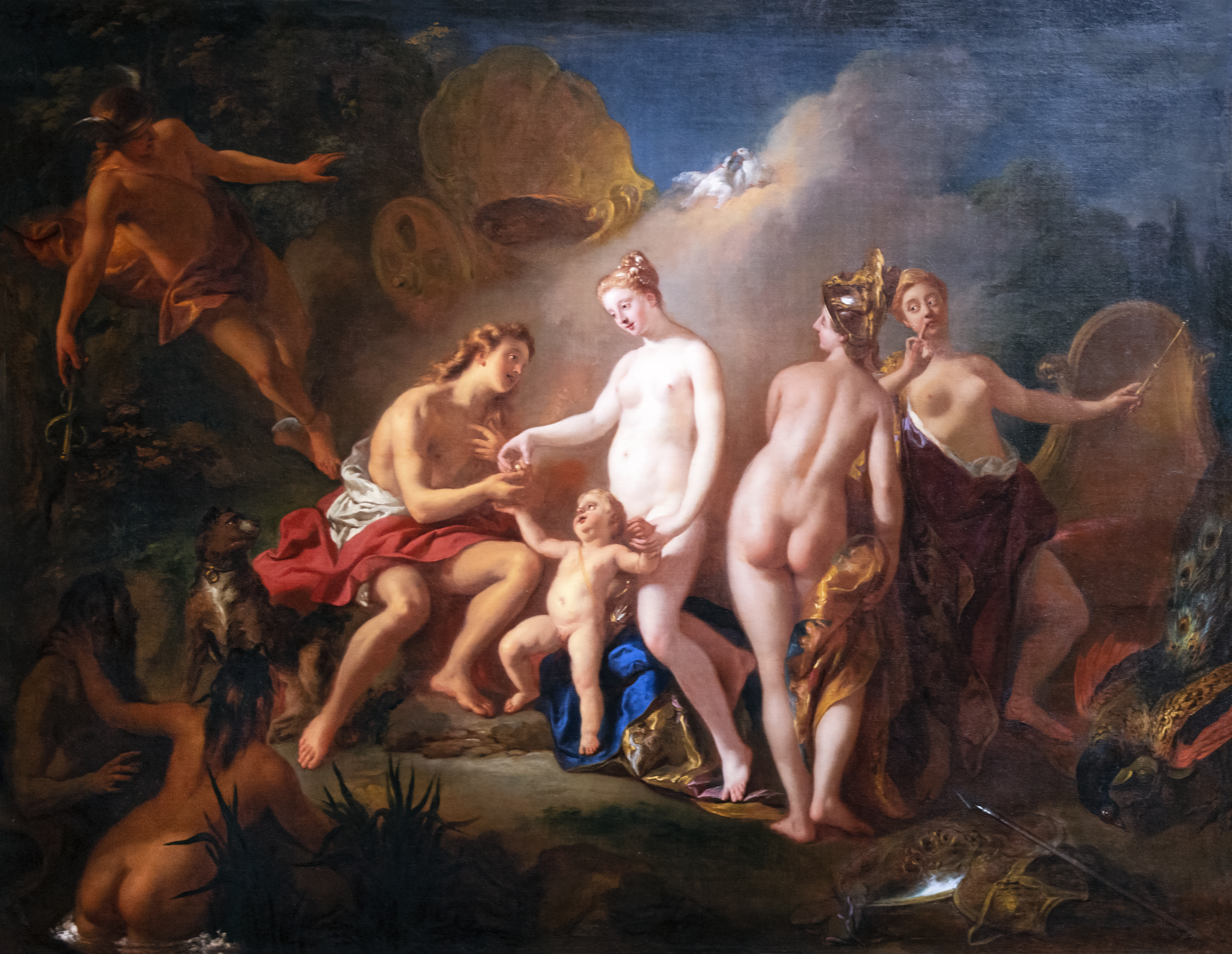
Das Urteil des Paris - Jean-François de Troy
Porträt von Louis-Alexandre de Bourbon, comte de Toulouse, Jean-François de Troy
Porträt von Louise de Crussol, Jean-François de Troy
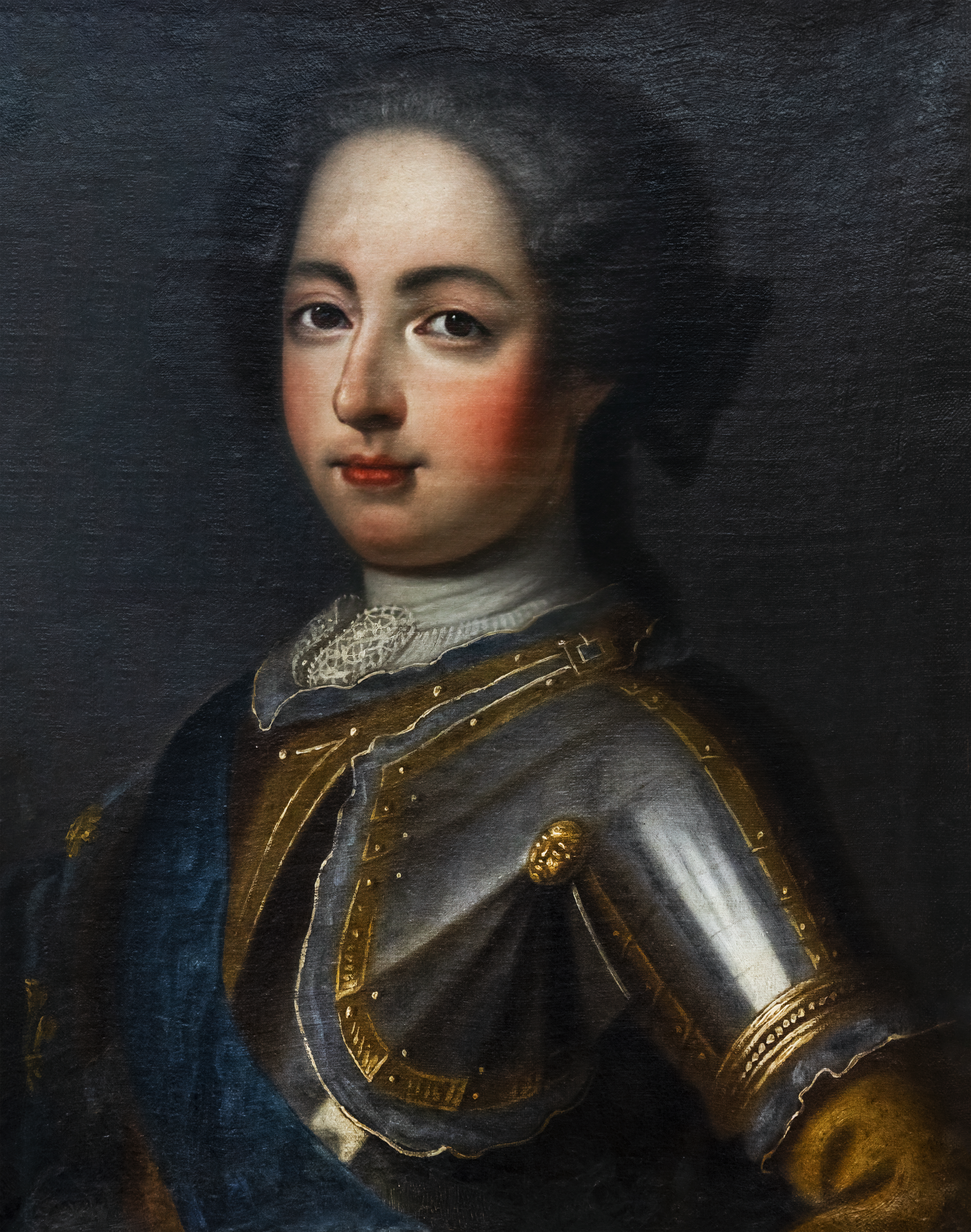
Porträt von dem jungen Ludwig XV., Jean-Baptiste van Loo
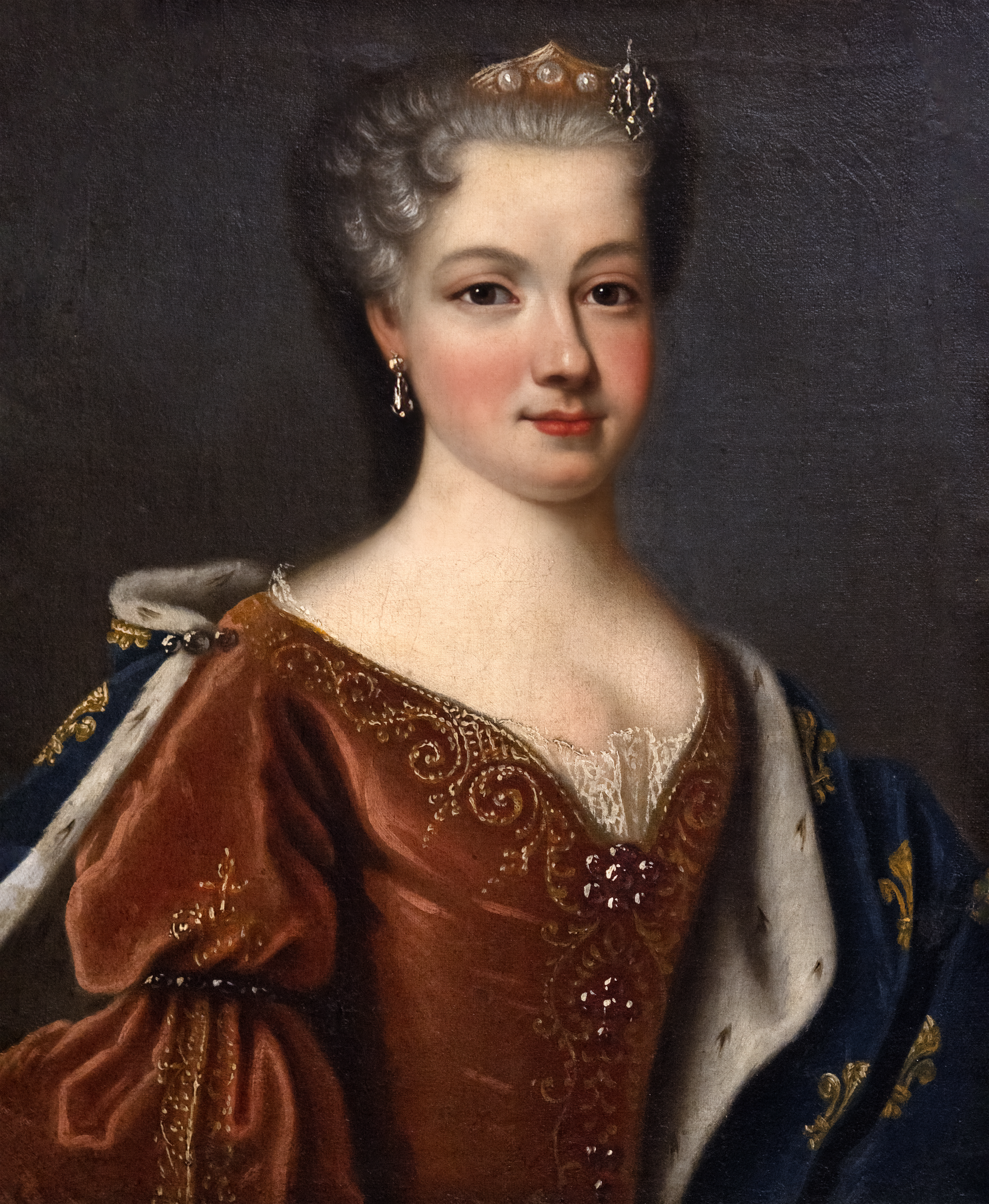
Porträt von der jungen Maria Lesczynska, Jean-Baptiste van Loo
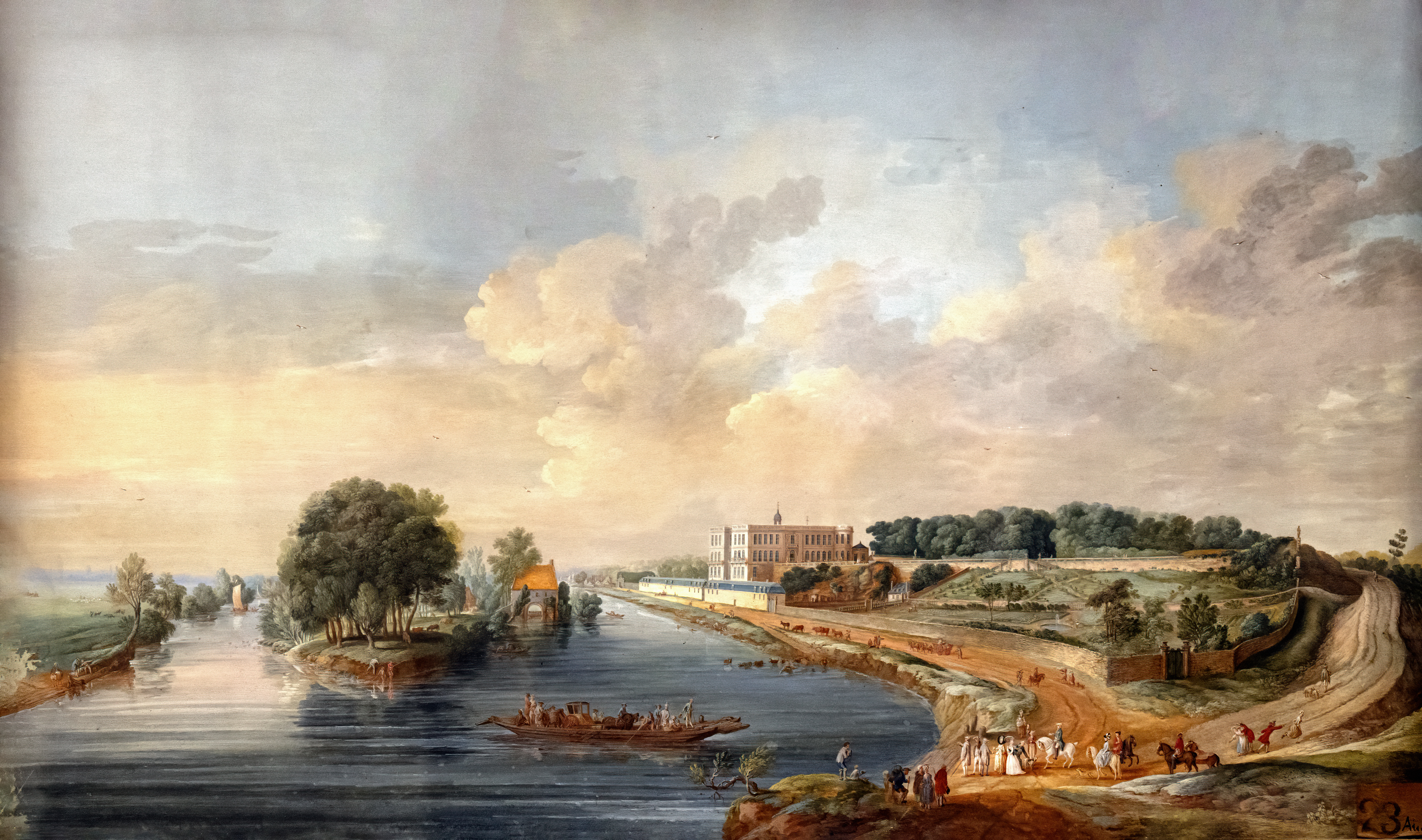
Ansicht des Schlosses des Herzögs von Aiguillon in Veretz, Henri-Joseph Van Blarenberghe
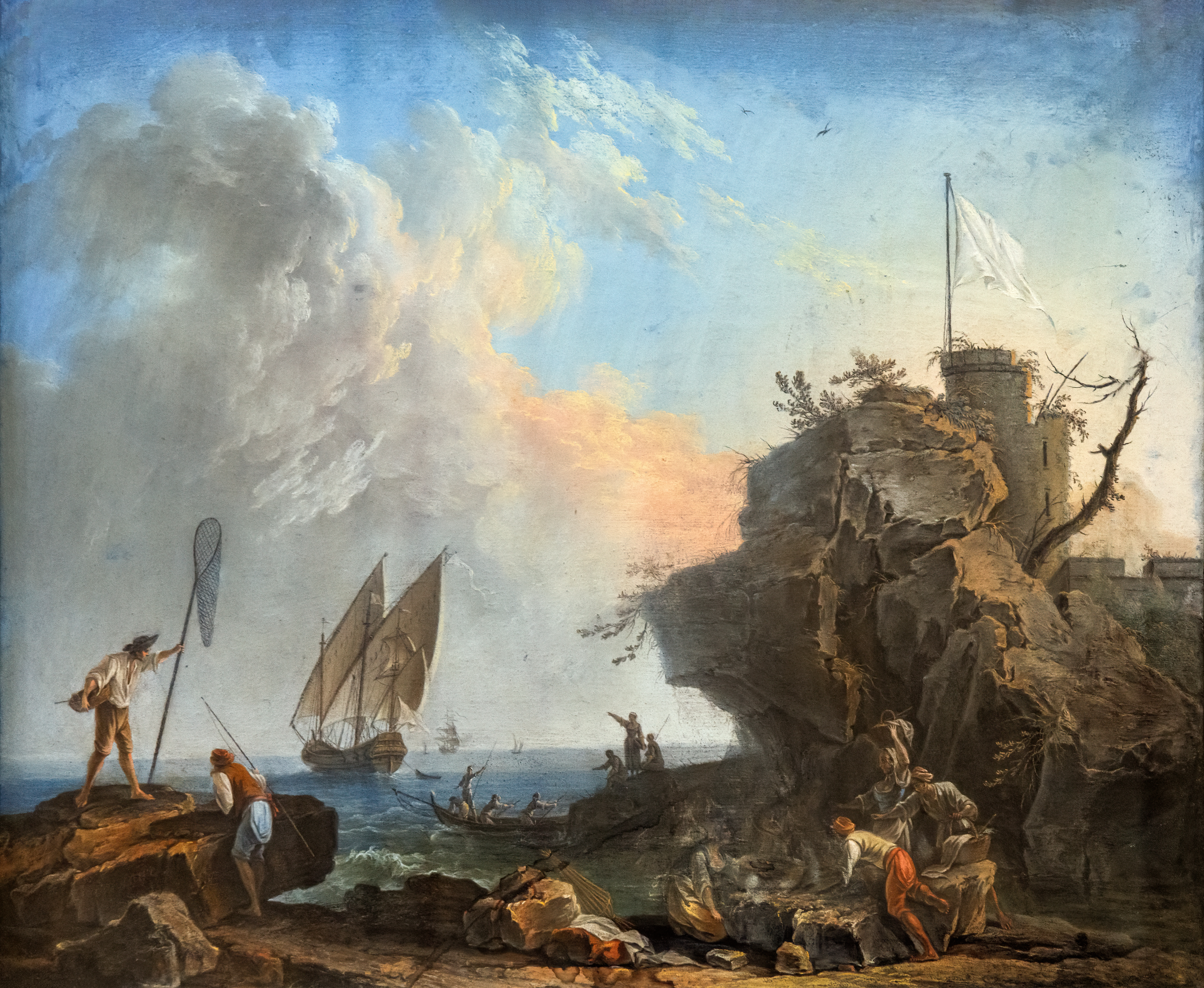
Ansicht der Mittelmeerküste (weiße Fahne), Pierre-Jacques Volaire
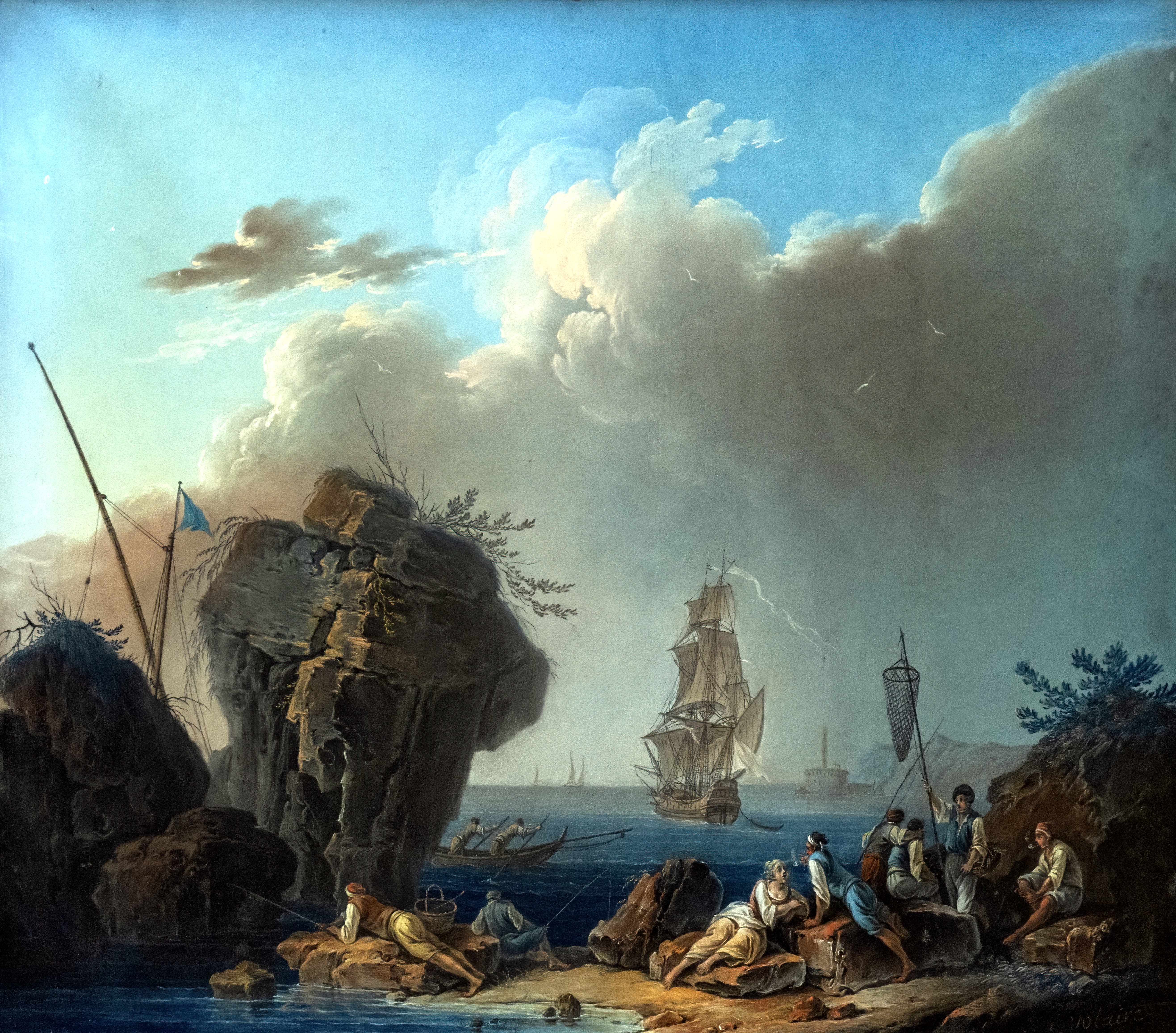
Ansicht der Mittelmeerküste (blaue Fahne), Pierre-Jacques Volaire
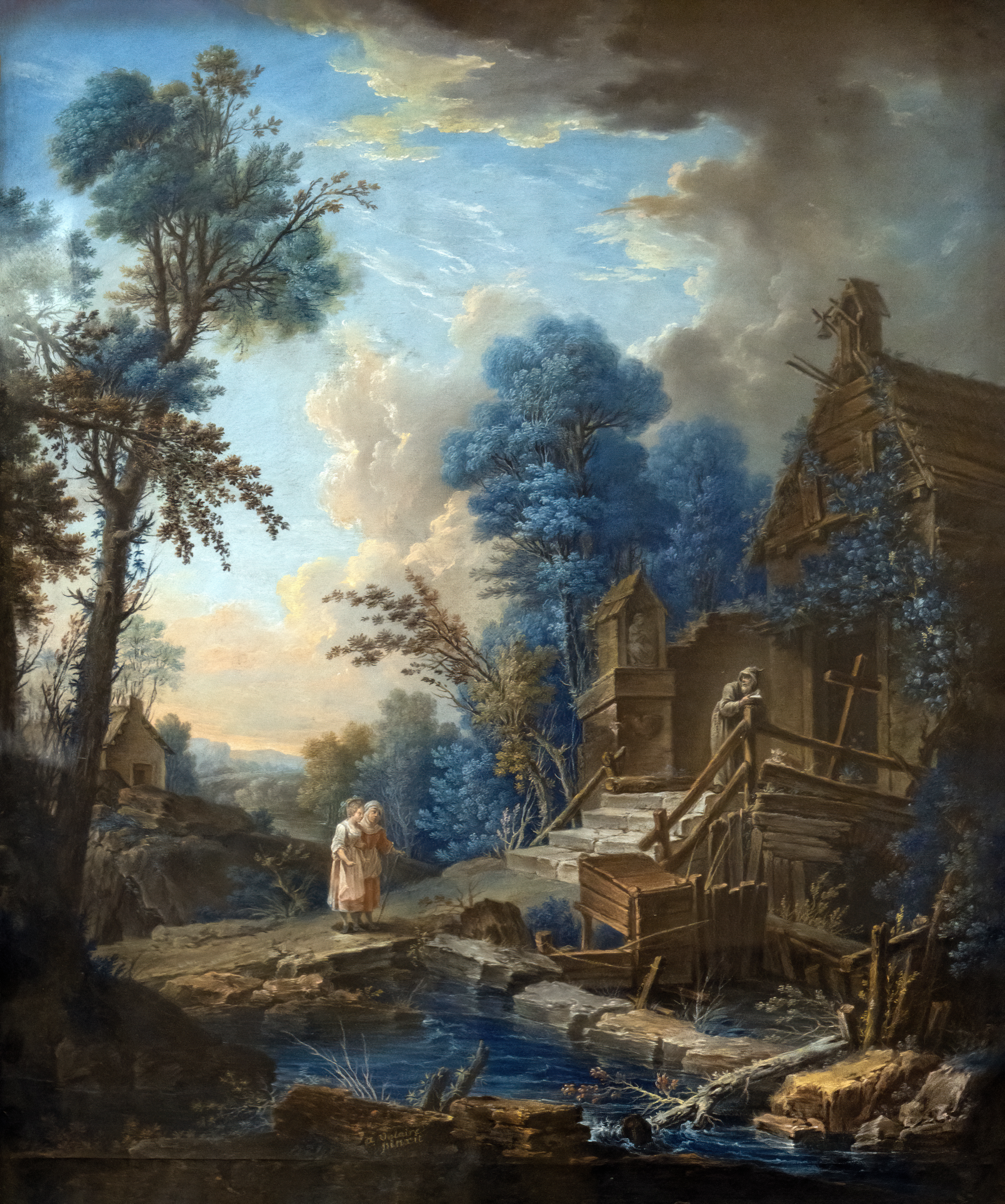
Der Eremit, Pierre-Jacques Volaire
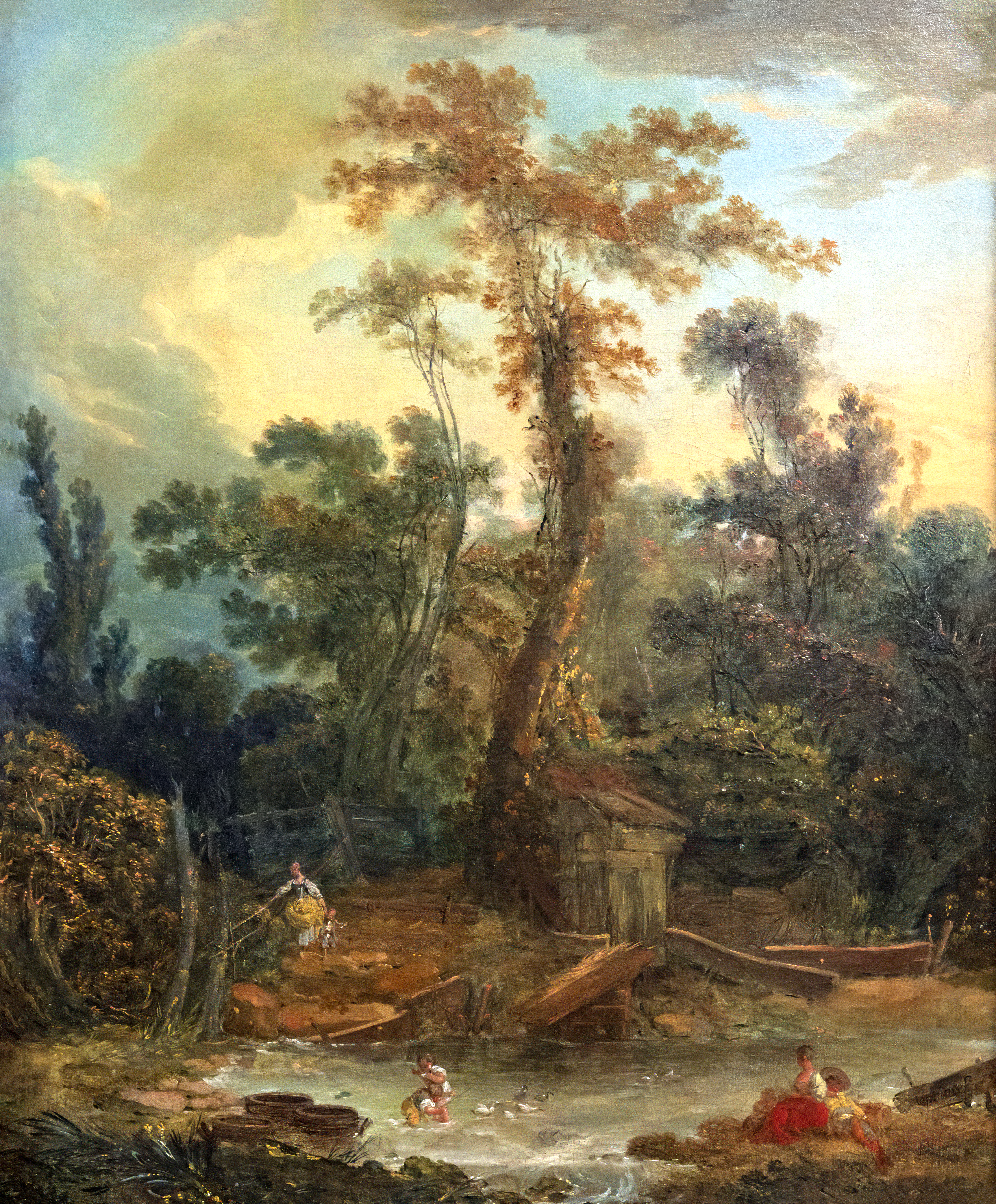
Ländliche Gegend mit Kindern, die in einem Ententeich spielen, Jean-Baptiste Le Prince
Porträt eines Trinkers, Alexis Grimou
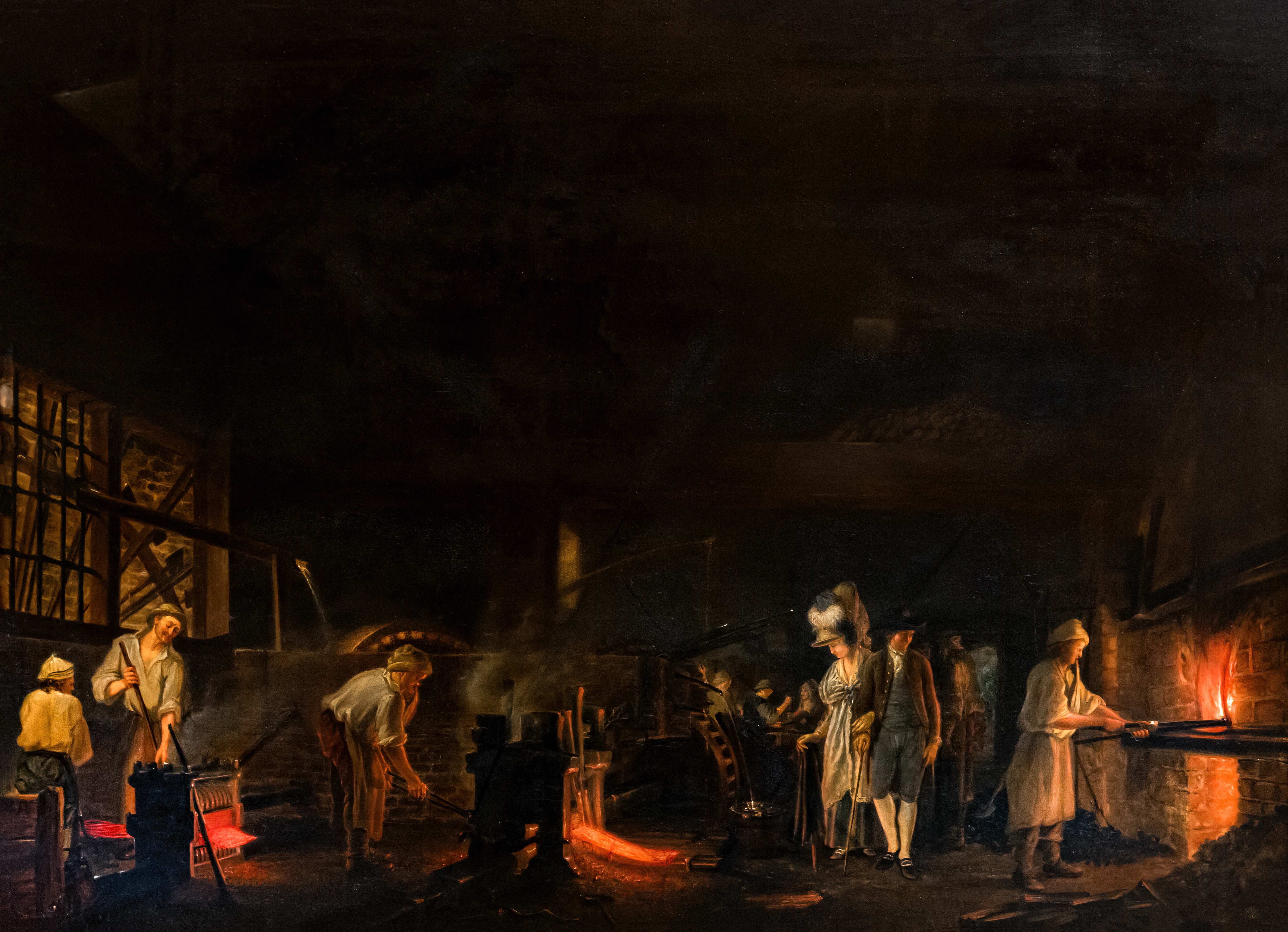
Der Besuch der Schmiede, 1771, Louis-Bernard Coclers
Studienkopf Mädchen, Jean-Marc Nattier
Studienkopf Junge,Jean-Marc Nattier
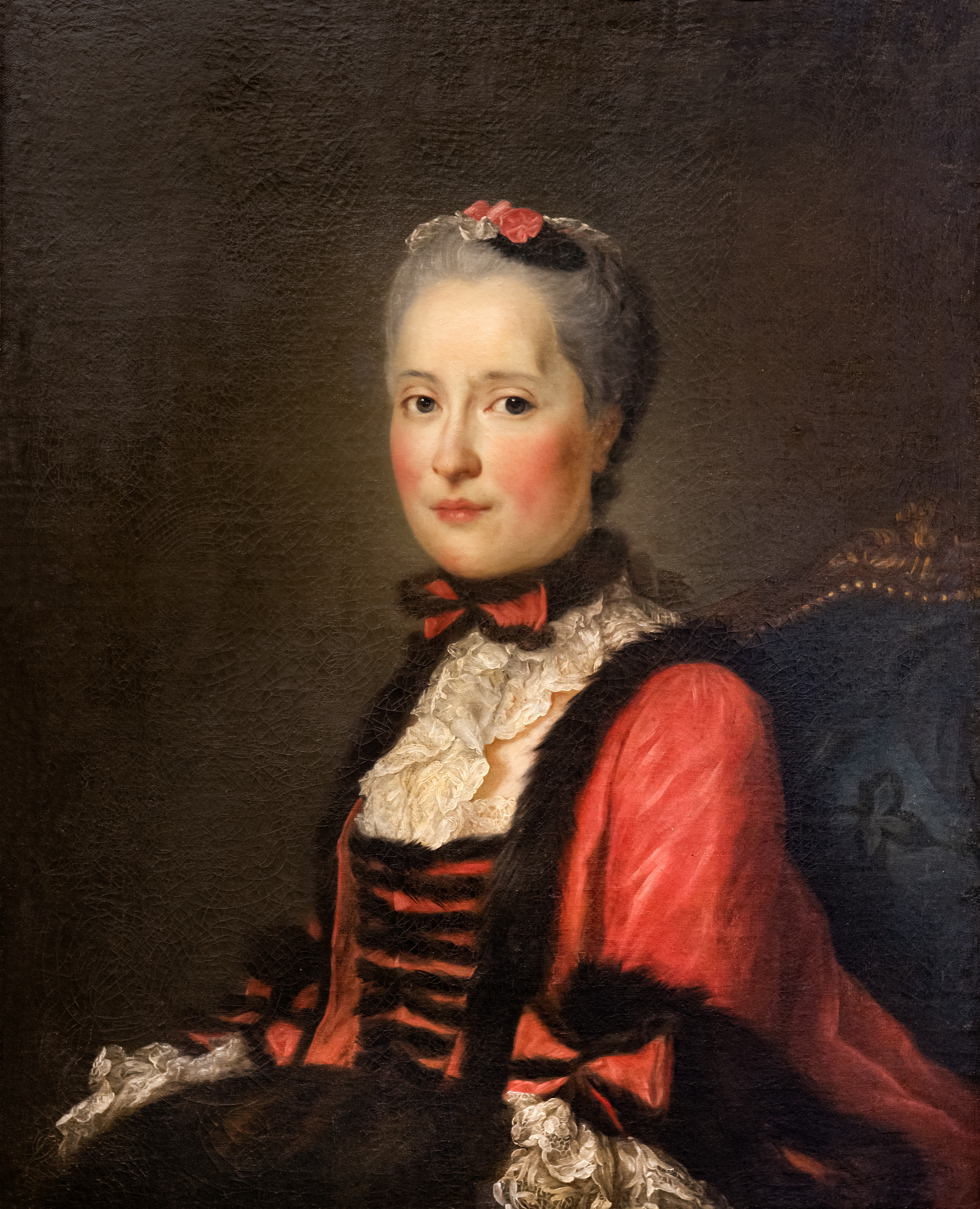
Porträt von Maria Josepha von Sachsen, Jean-Marc Nattier
Porträt von Joséphine von Savoyen, Gräfin von Provence, François-Hubert Drouais
Porträt von Madame Sophie, Tochter von Ludwig XV., François-Hubert Drouais
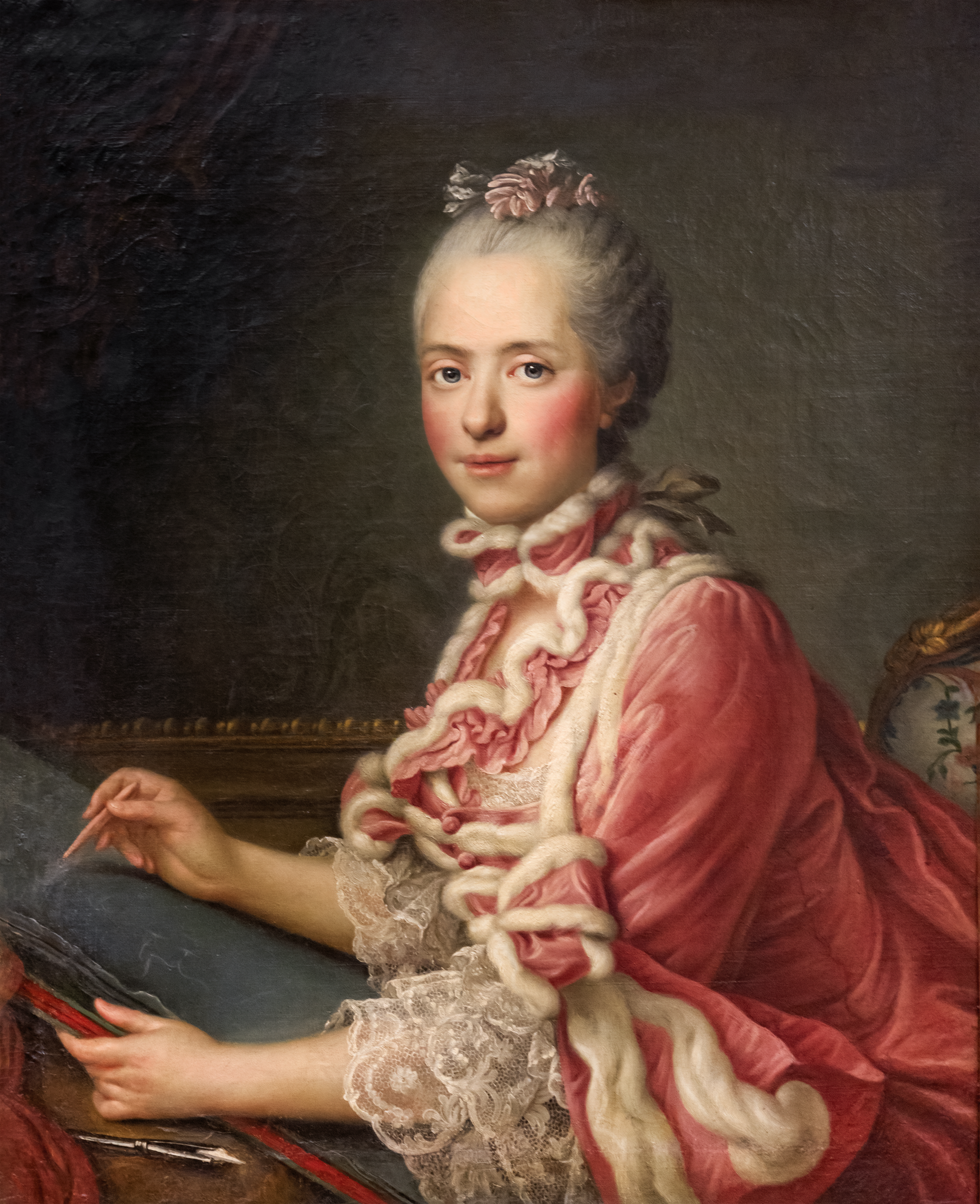
Porträt von Madame Victoire, Tochter von Ludwig XV., François-Hubert Drouais
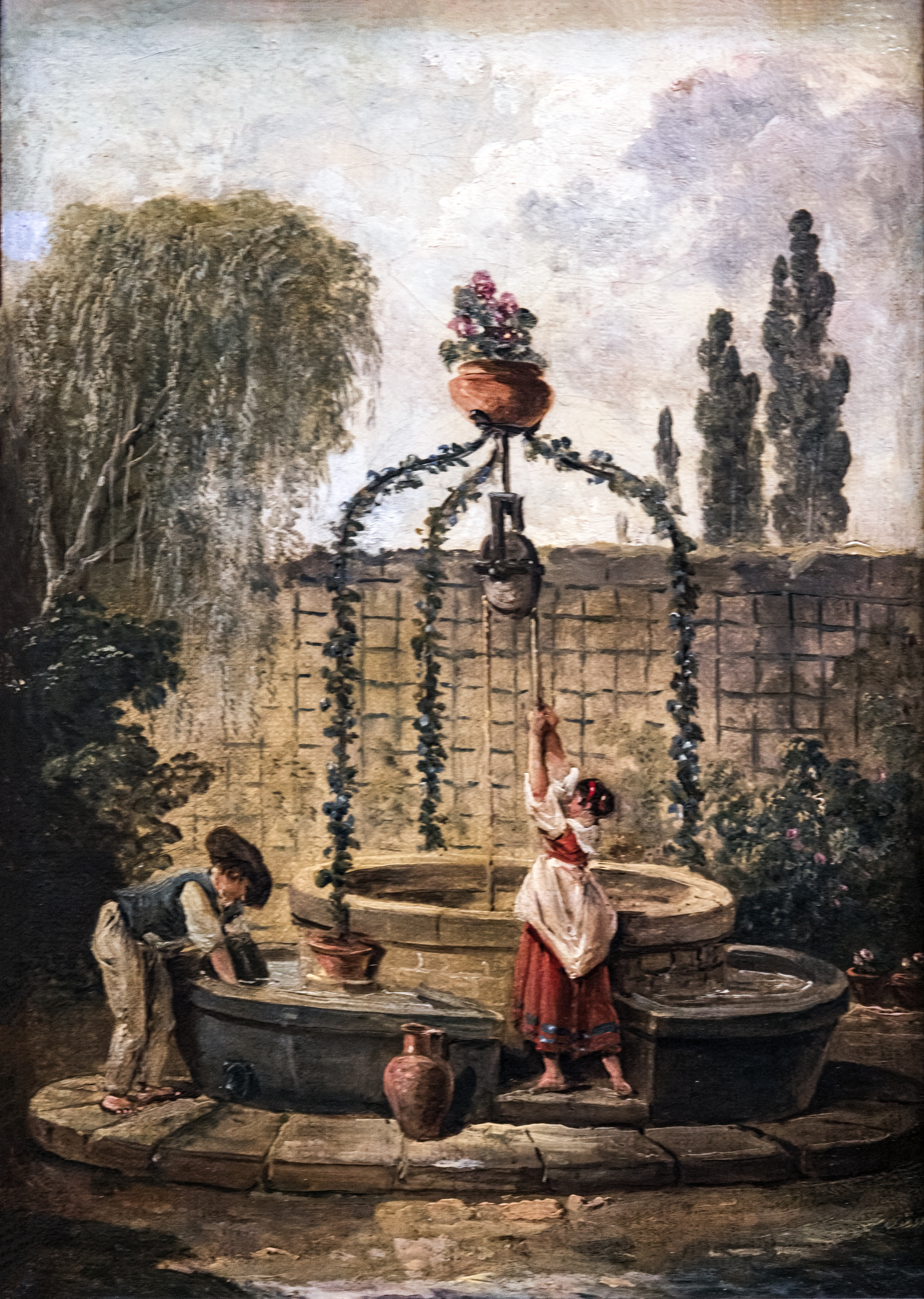
Personen um einen Brunnen, Hubert Robert
Ein junger Page, Francesco Fontebasso
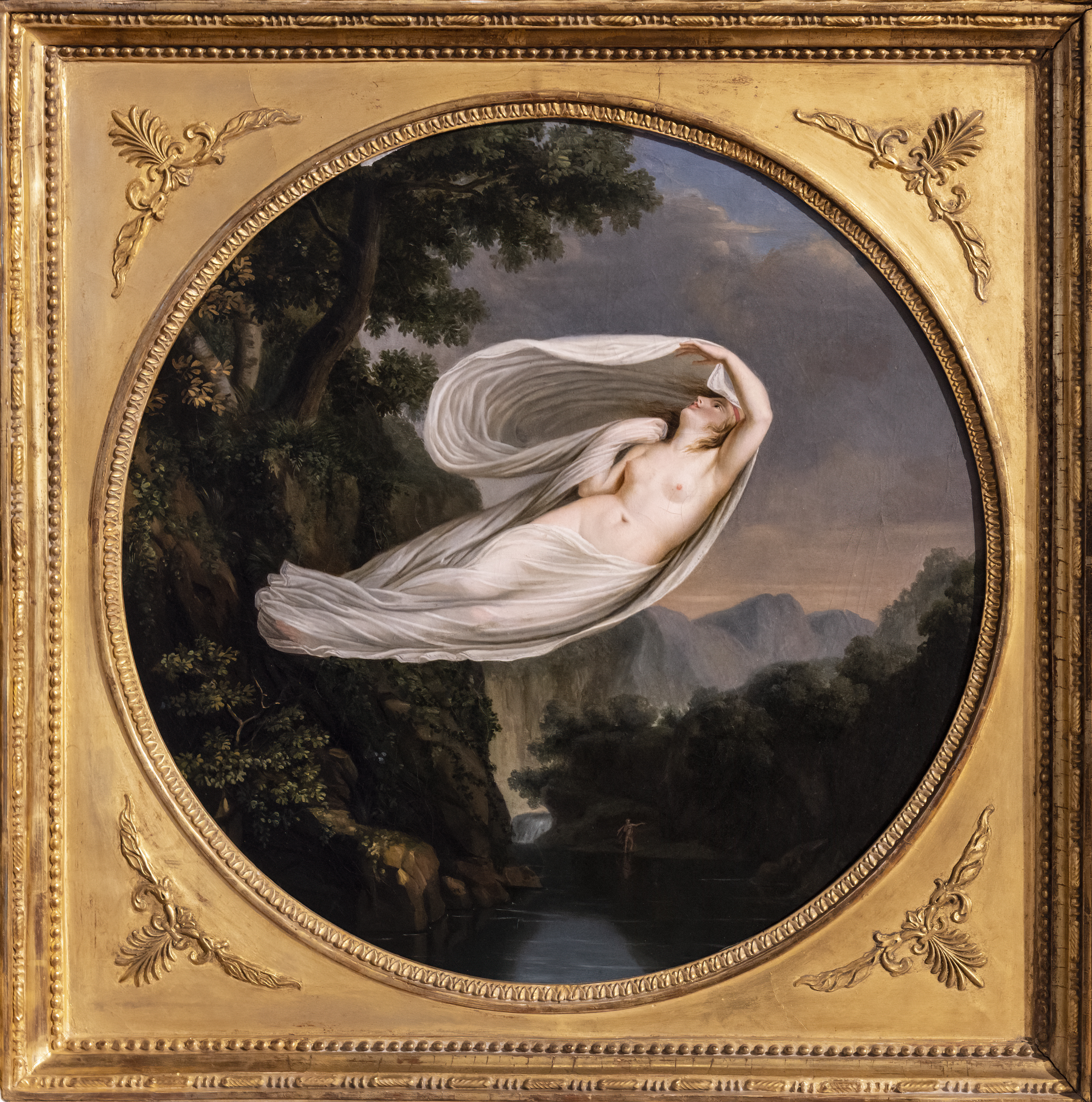
Die Entführung von, Guy Head
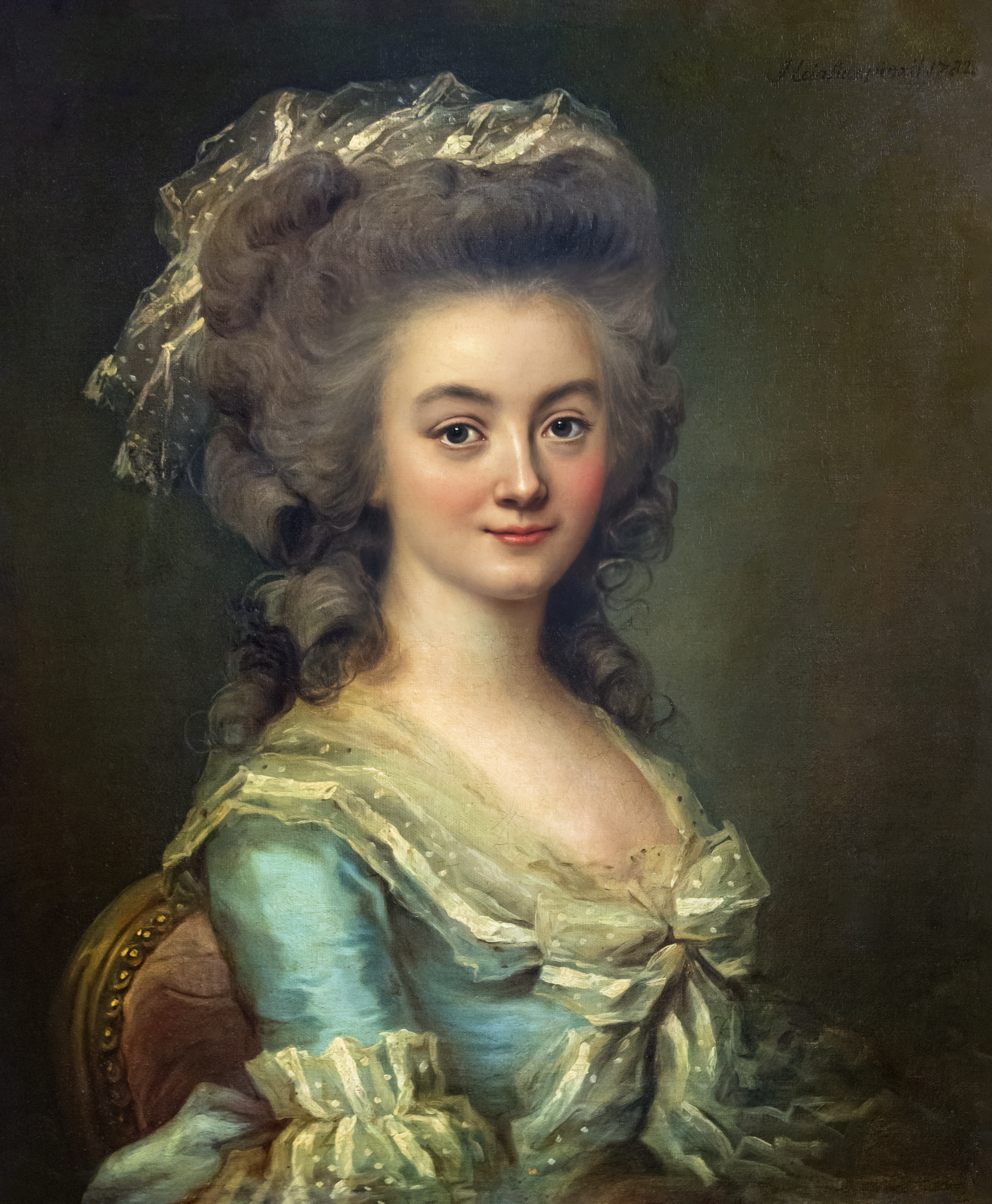
Porträt einer Frau, 1782, Johann Julius Heinsius
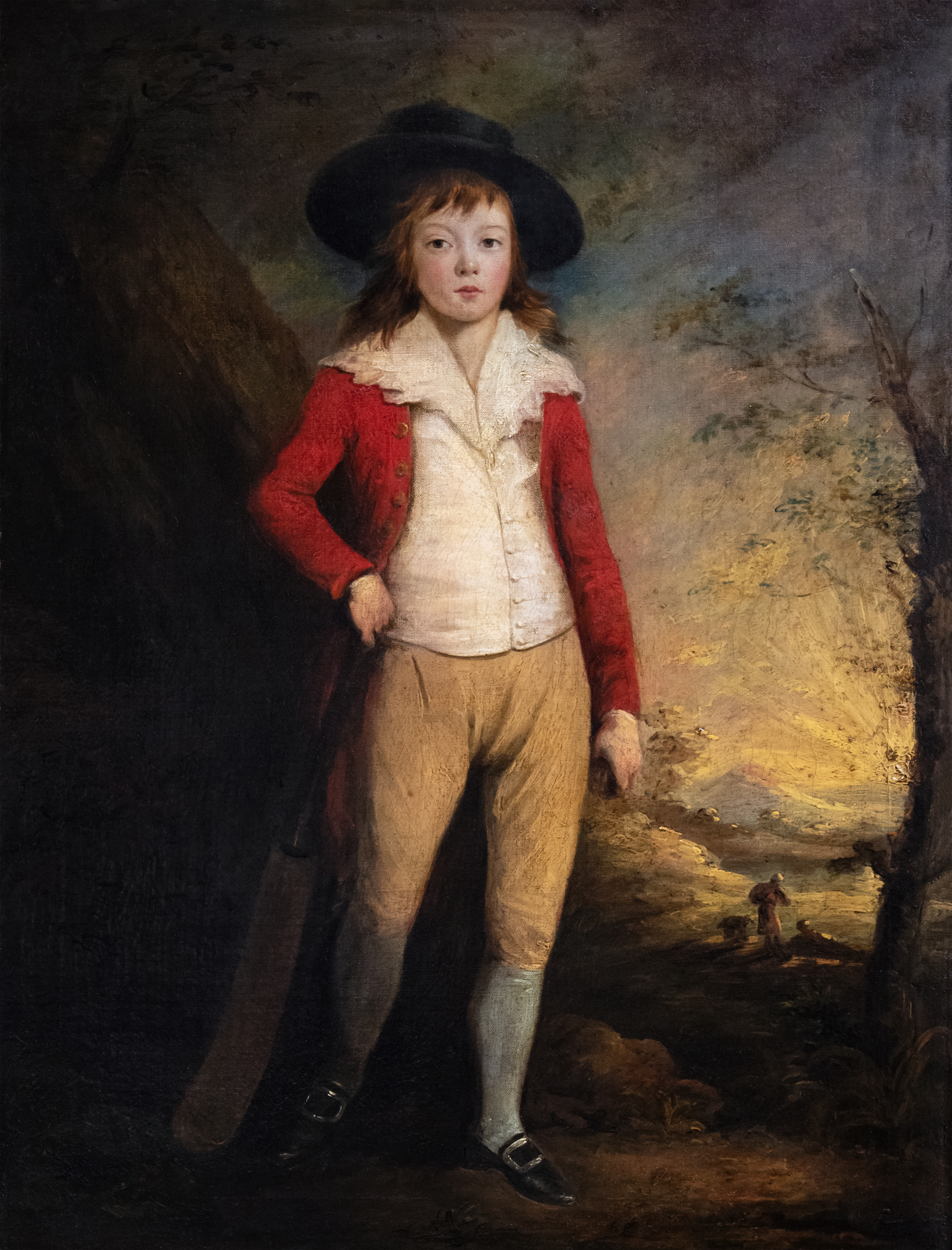
Porträt des jungen Bridger Seward mit Cricketschläger, Ozias Humphrey

### 19. Jahrhundert
Die Malereien am Anfang des Jahrhunderts: Charles-Paul Landon und Merry-Joseph Blondel, dann von Courbet, die Landschaftsmaler der Schule von Barbizon wie Jean-Baptiste Camille Corot (Der Teich von Ville-d'Avray, um 1865) und Jean-François Millet sowie die Maler der Schule von Crozant und die Impressionisten mit Werken von Johan Barthold Jongkind, Eugène Boudin (Seestück - die Ruhe und Russische Corvette in dem Hafen von Le Havre); Armand Guillaumin; Alfred Sisley (Septembermorgen); Albert Lebourg (Die Seine in Rouen im Winter); Henri Lebasque (Porträt von Madame Marie-Marguerite Brocq, Badende in Pierrefonds, Landschaft nahe Montevrain). Man findet lokale akademische Maler vor wie André Crochepierre (Porträt von Félix Aunac); Jules Arrès-Lapoque (Umgebung von Agen und Ansicht von Agen); Maurice Bompard (Das Wadi Chetma im Sommer); schließlich ein Werk von Jean-Paul Laurens (Porträt von Augustin Fumadelles).

Malerei des 19. Jahrhunderts
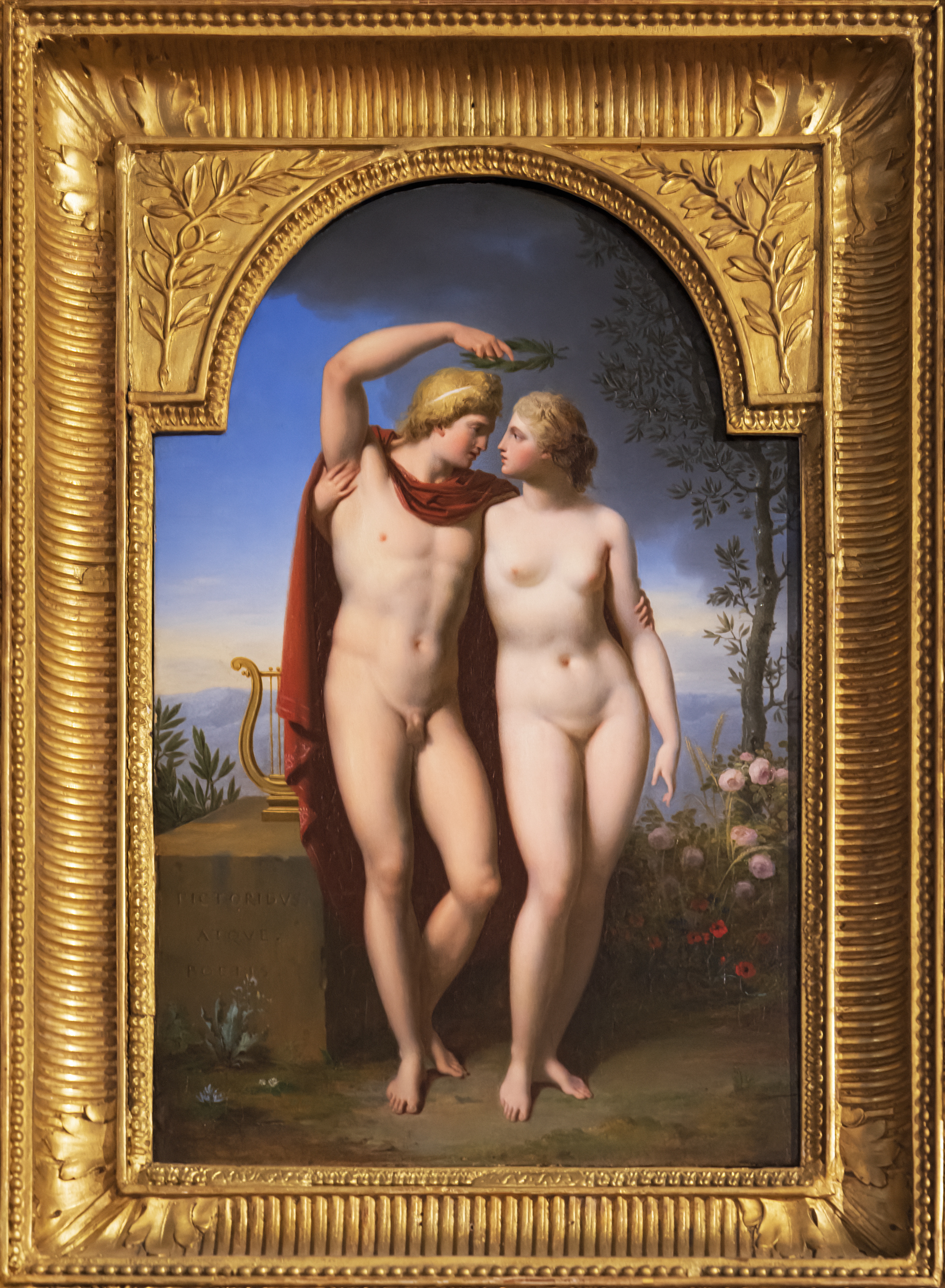
Die Malerei und die Poesie, Charles-Paul Landon
Porträt von Madame Blondel, 1849, Merry-Joseph Blondel
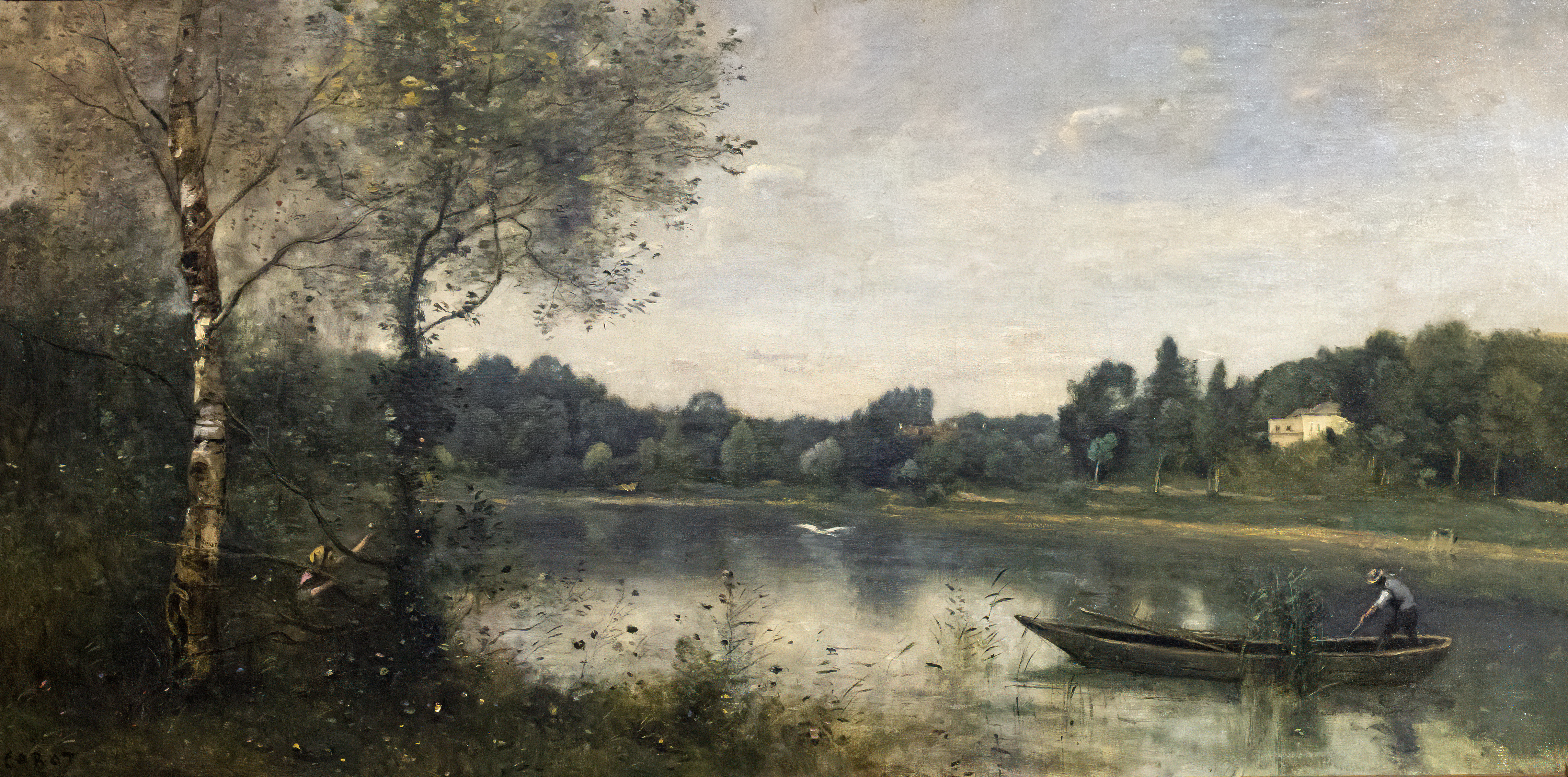
Der Teich von Ville-d'Avray, Camille Corot
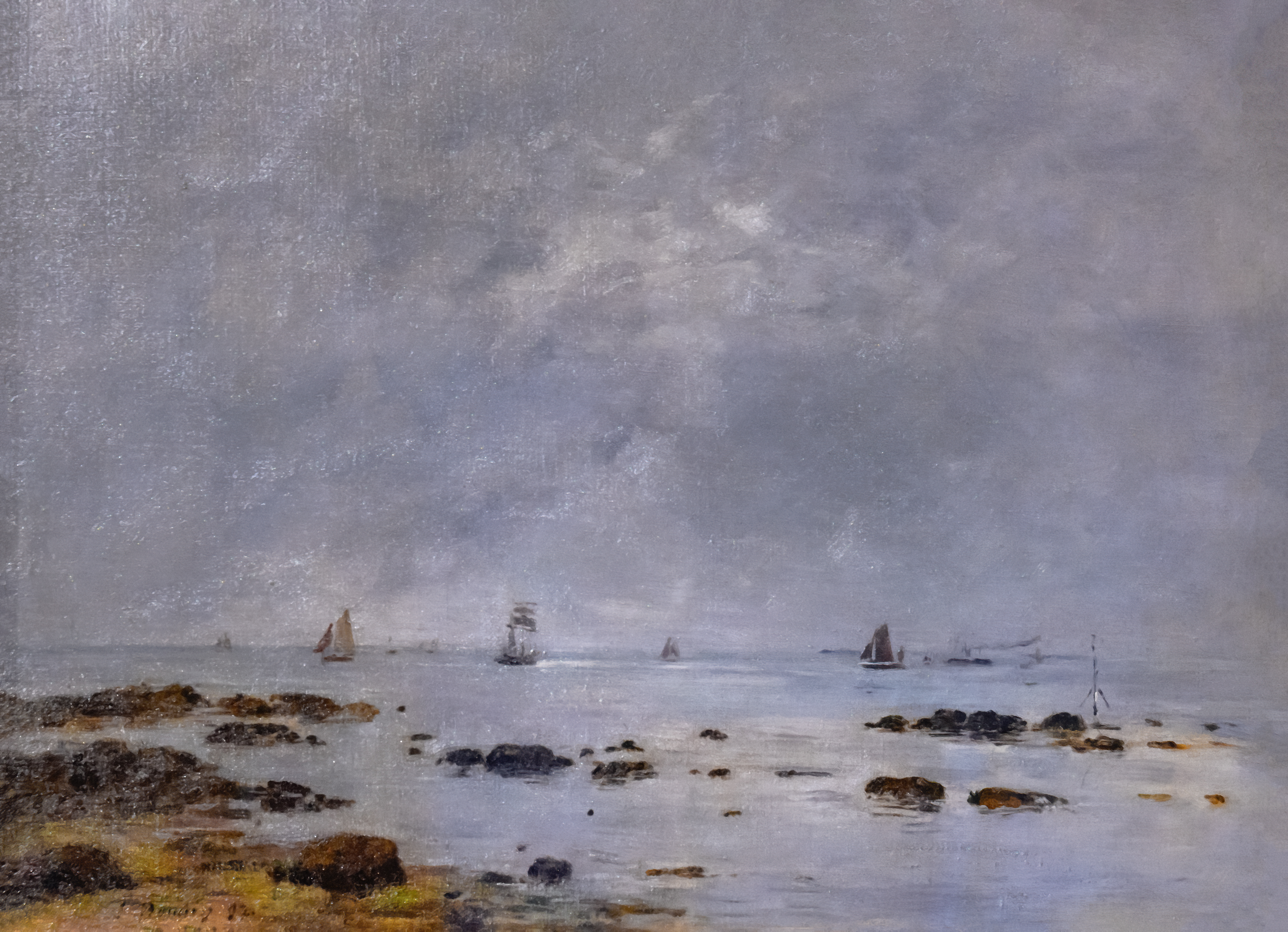
Seestück - Die Ruhe, 1882, Eugène Boudin
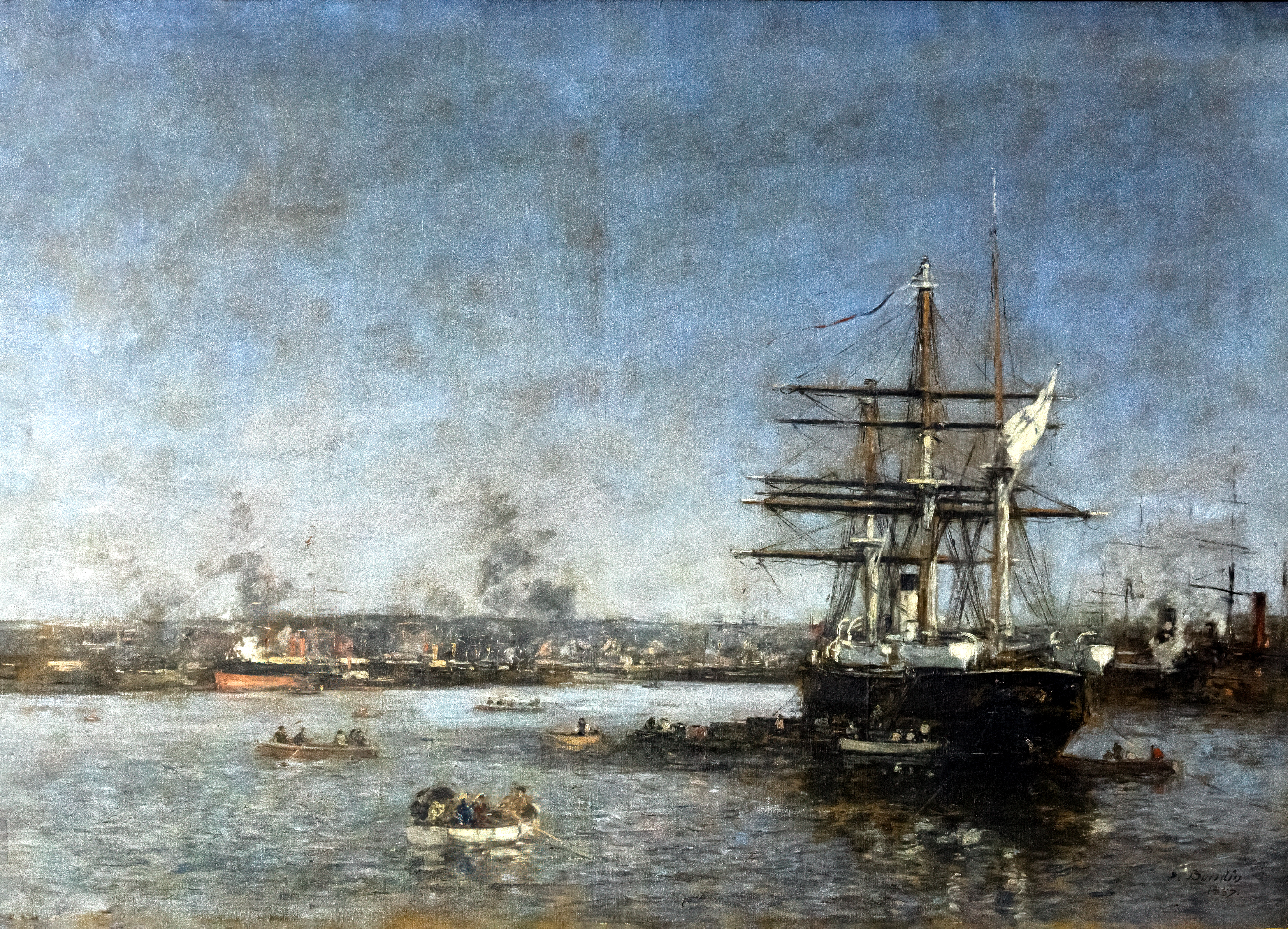
Russische Korvette im Hafen von Le Havre, 1887, Eugène Boudin
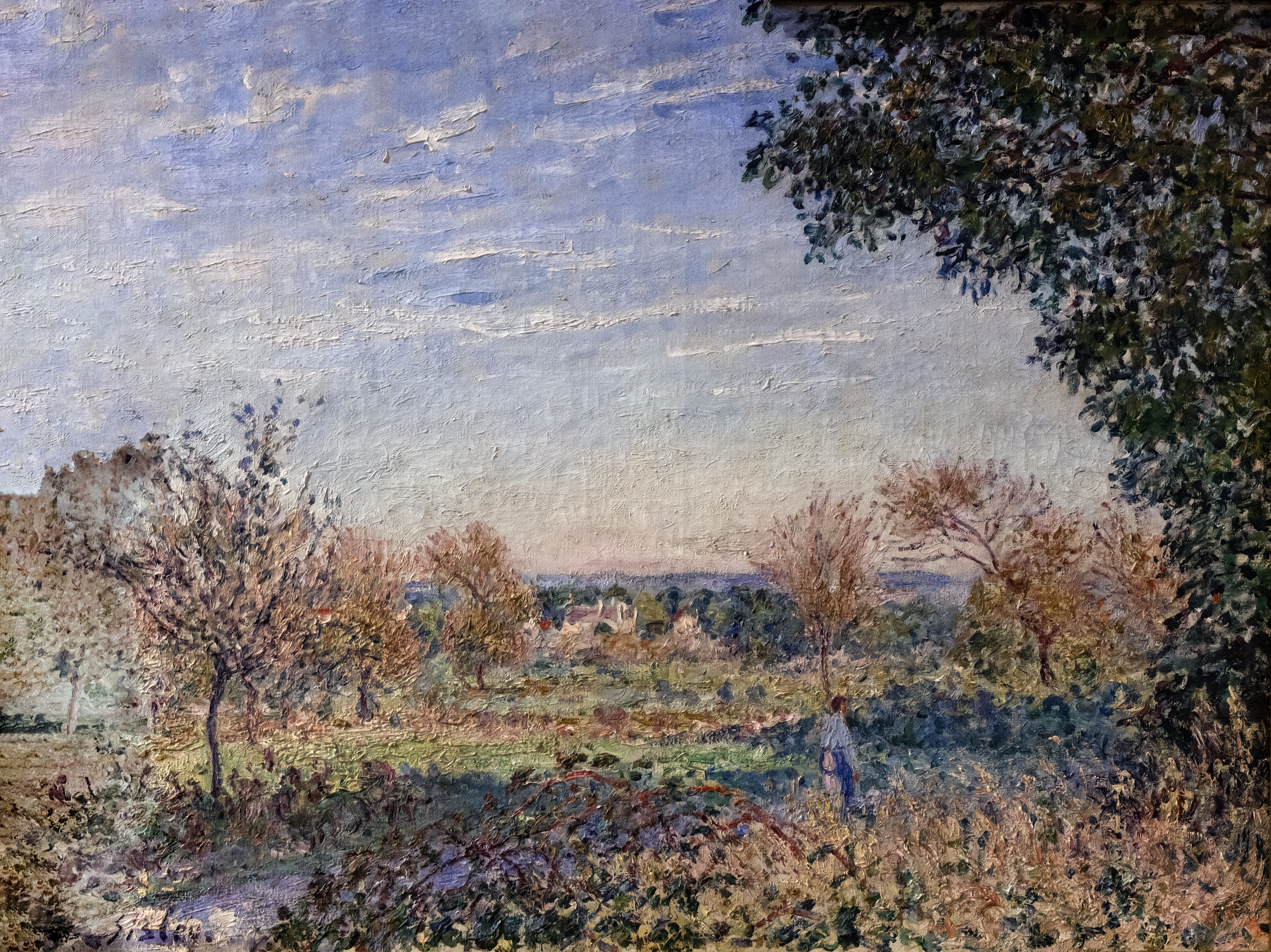
Septembermorgen, 1887–1888, Alfred Sisley
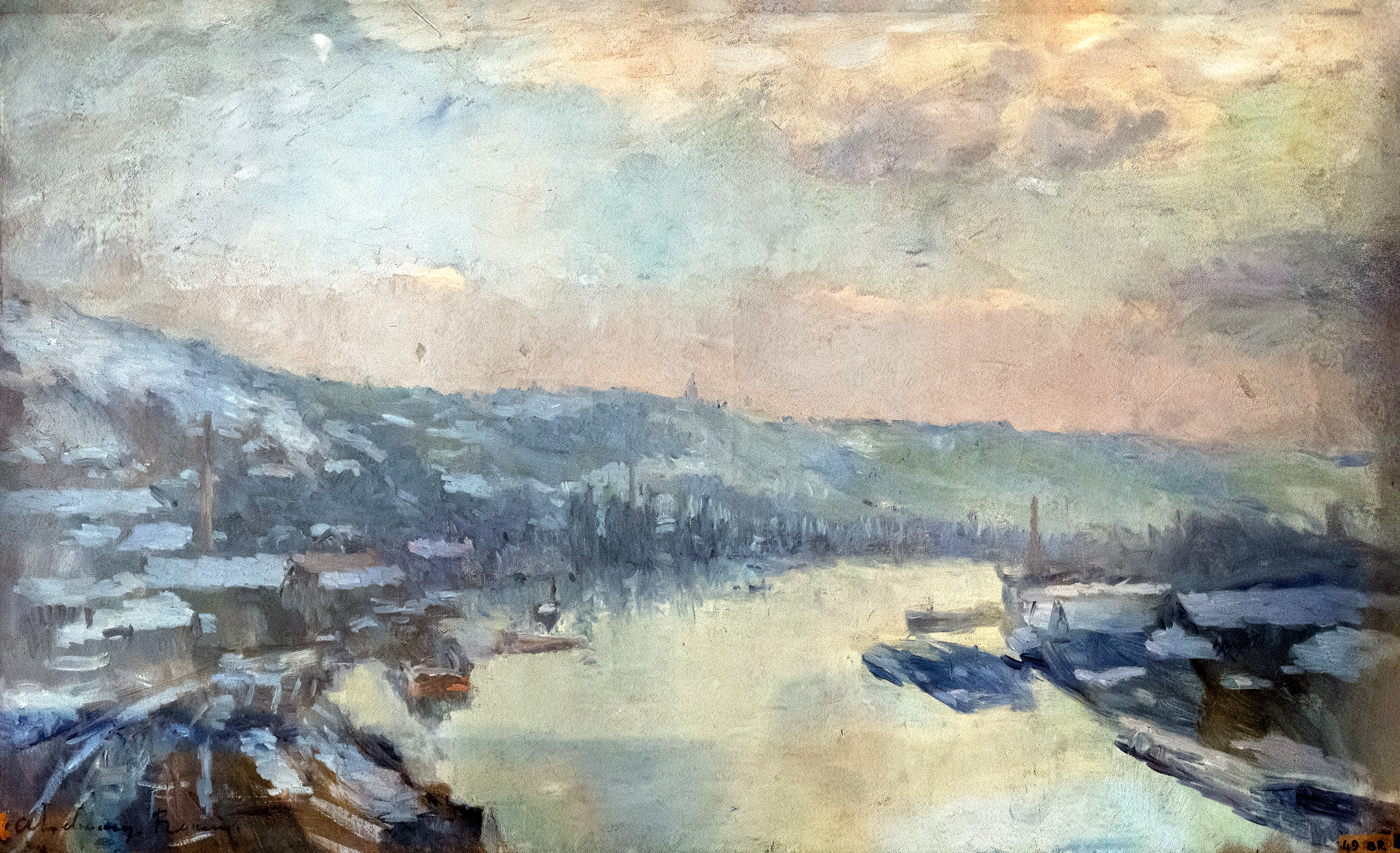
Die Seine in Rouen im Winter, Albert Lebourg
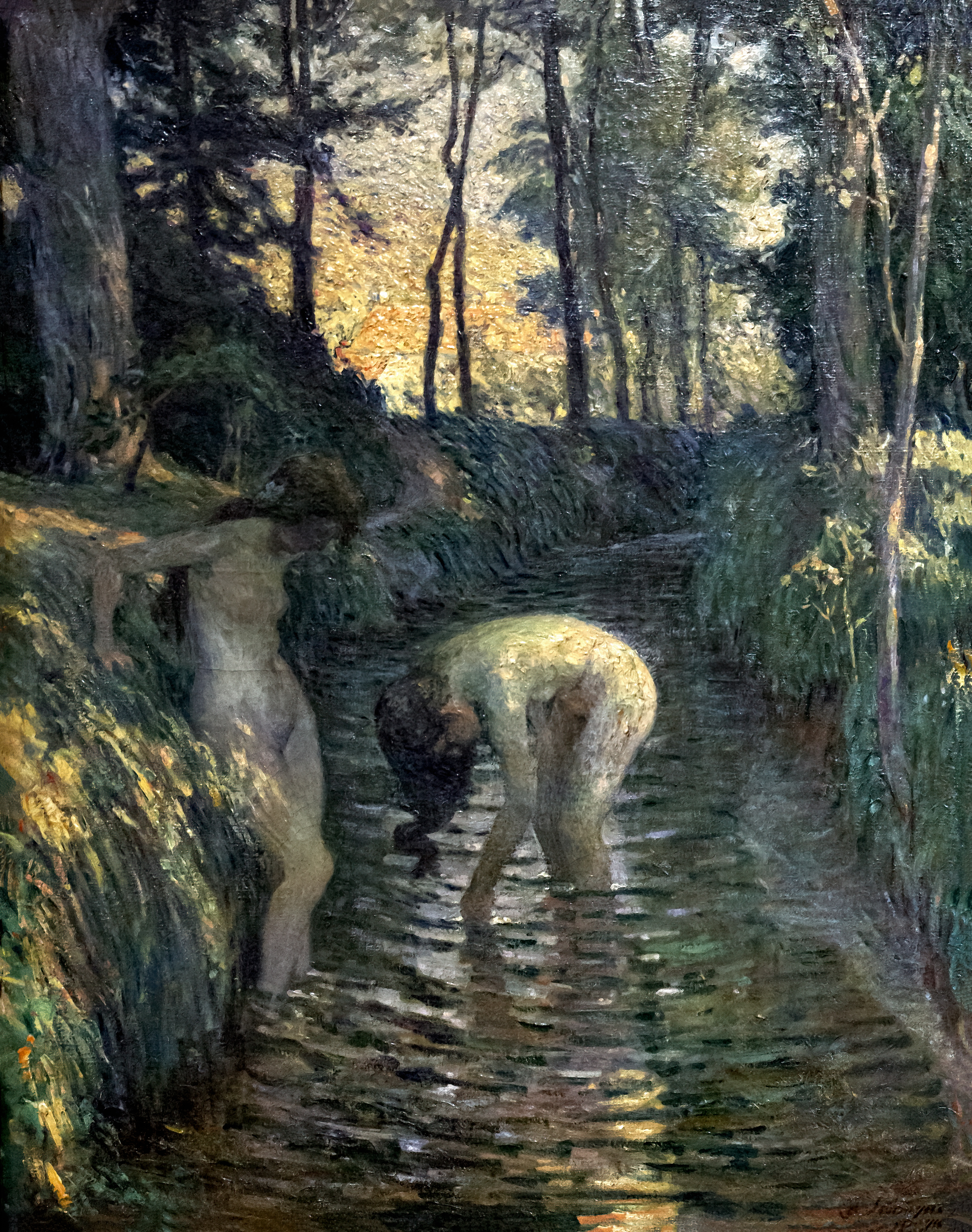
Badende in Pierrefonds, 1896, Henri Lebasque
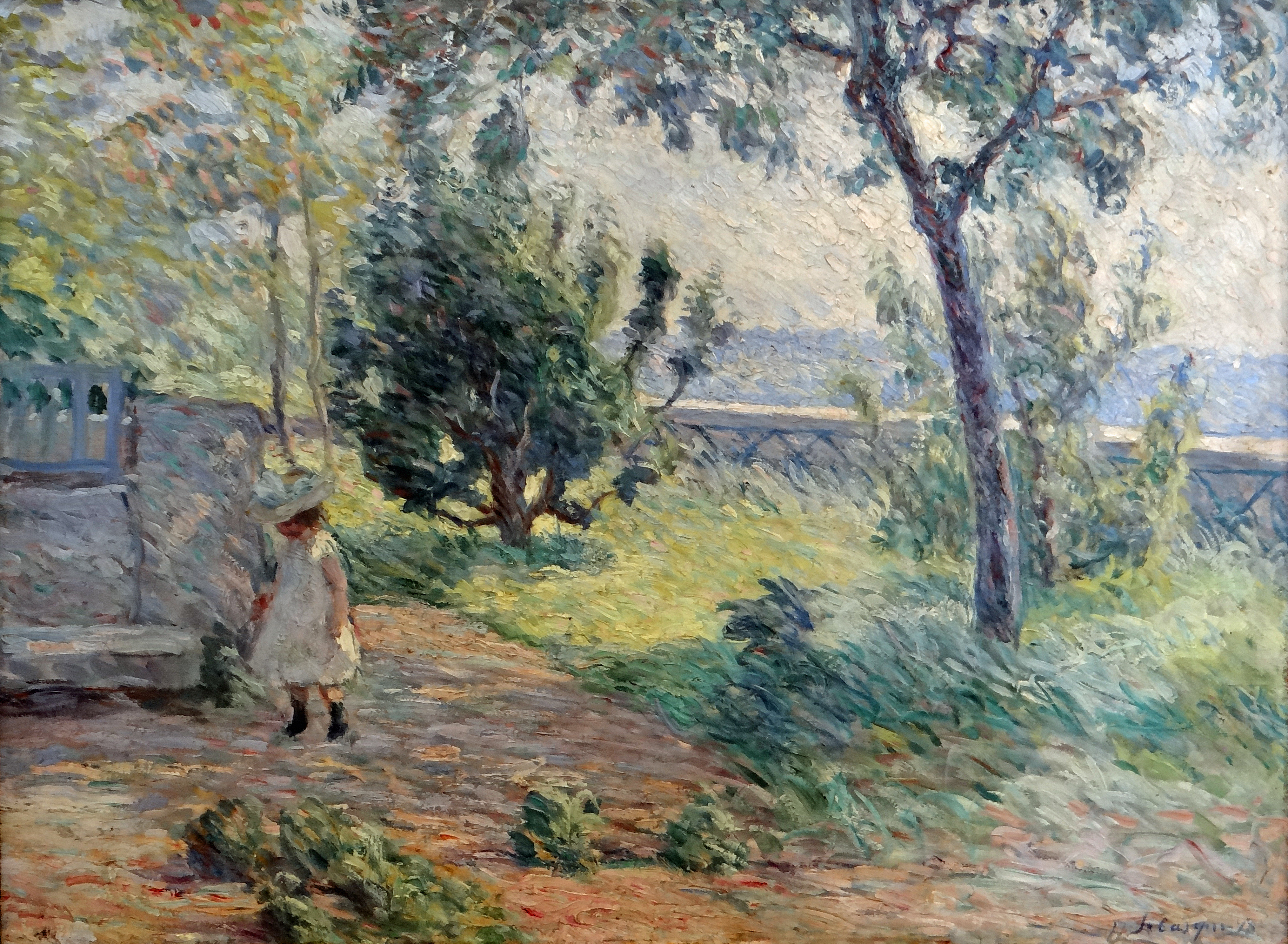
Landschaft nahe Montevrain, Henri Lebasque
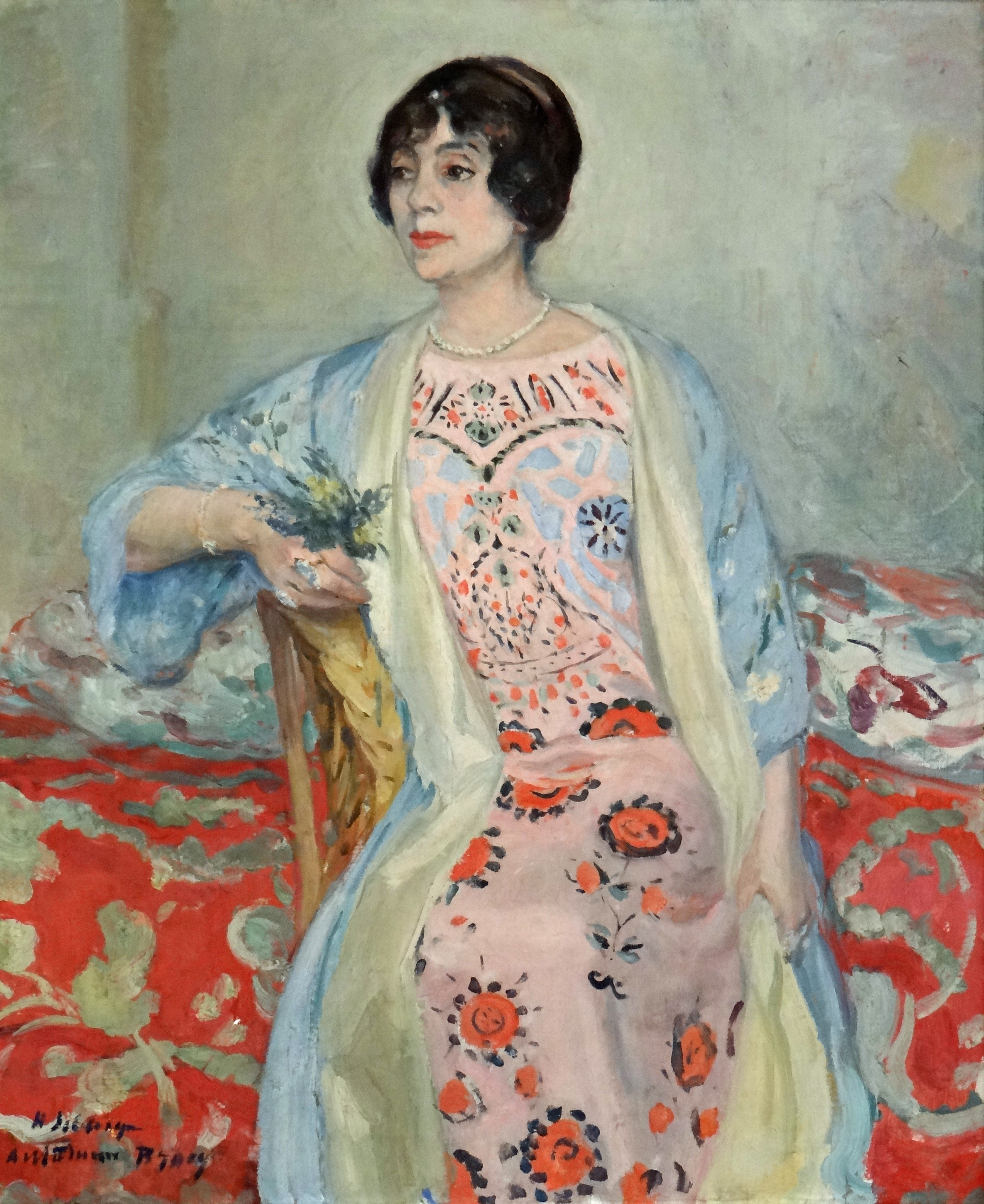
Porträt von Madame Marie-Marguerite Brocq, Henri Lebasque
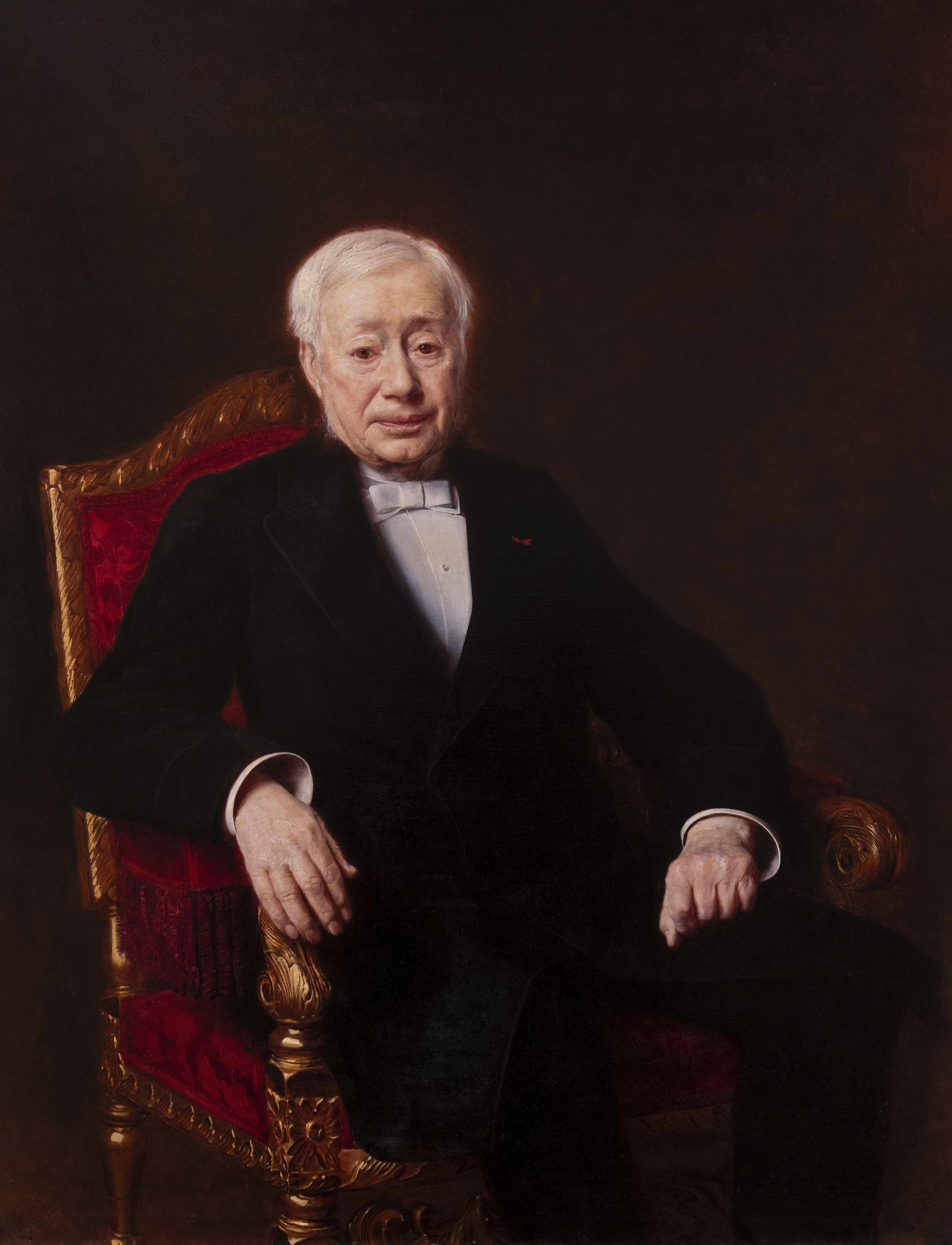
Félix Aunac, André Crochepierre
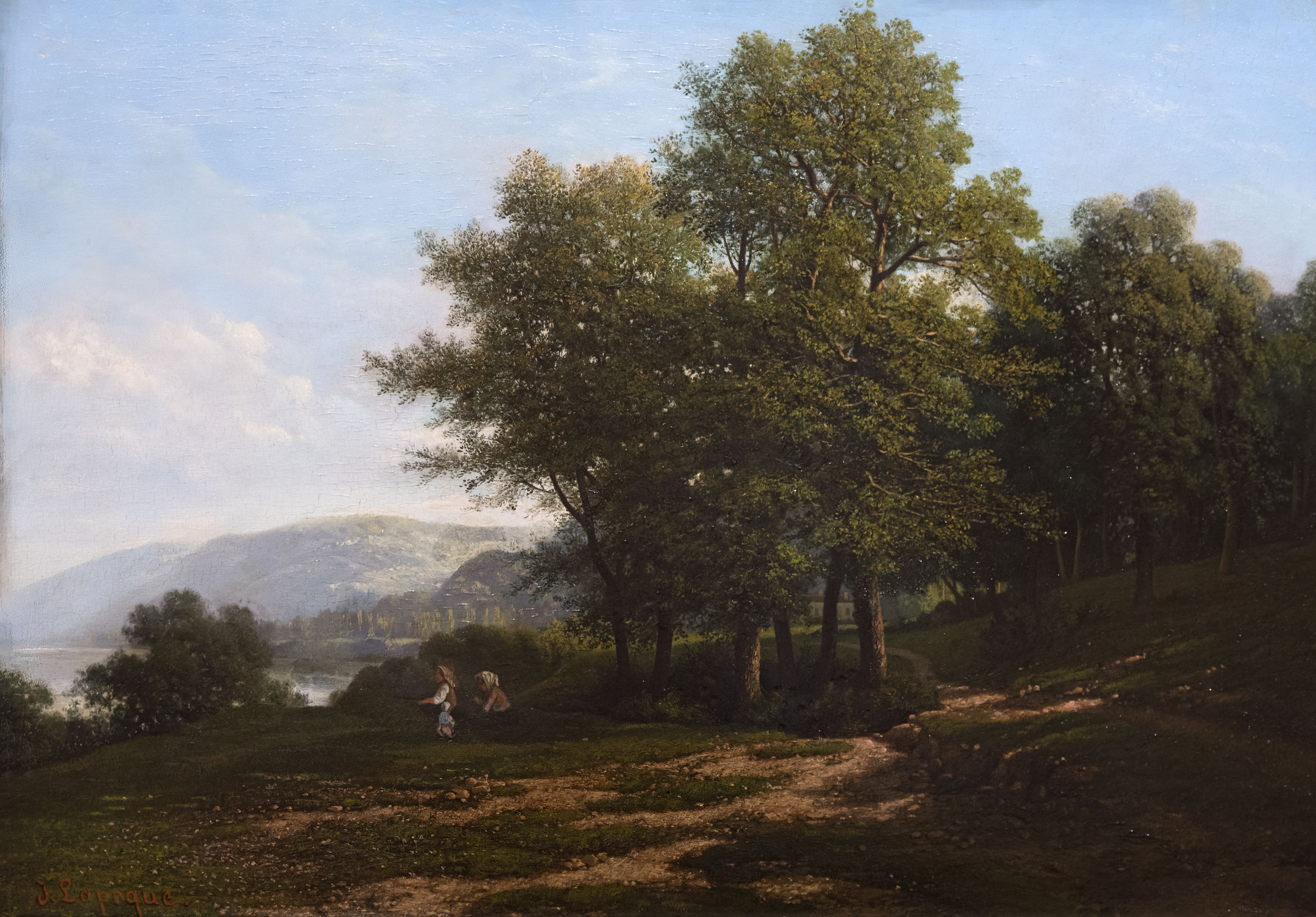
Umgebung von Agen, Jules Arrès-Lapoque
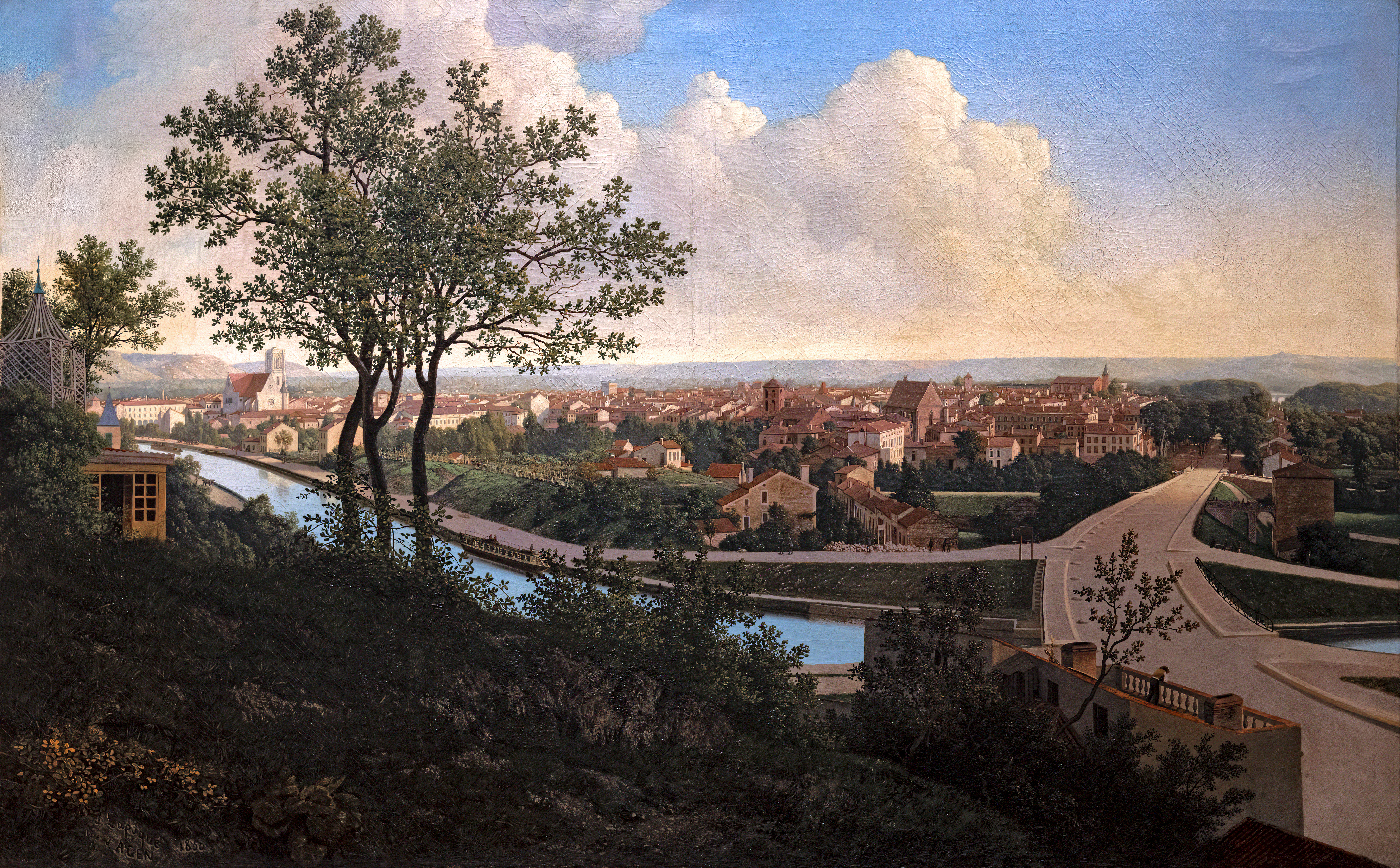
Sicht auf Agen, Jules Arrès-Lapoque
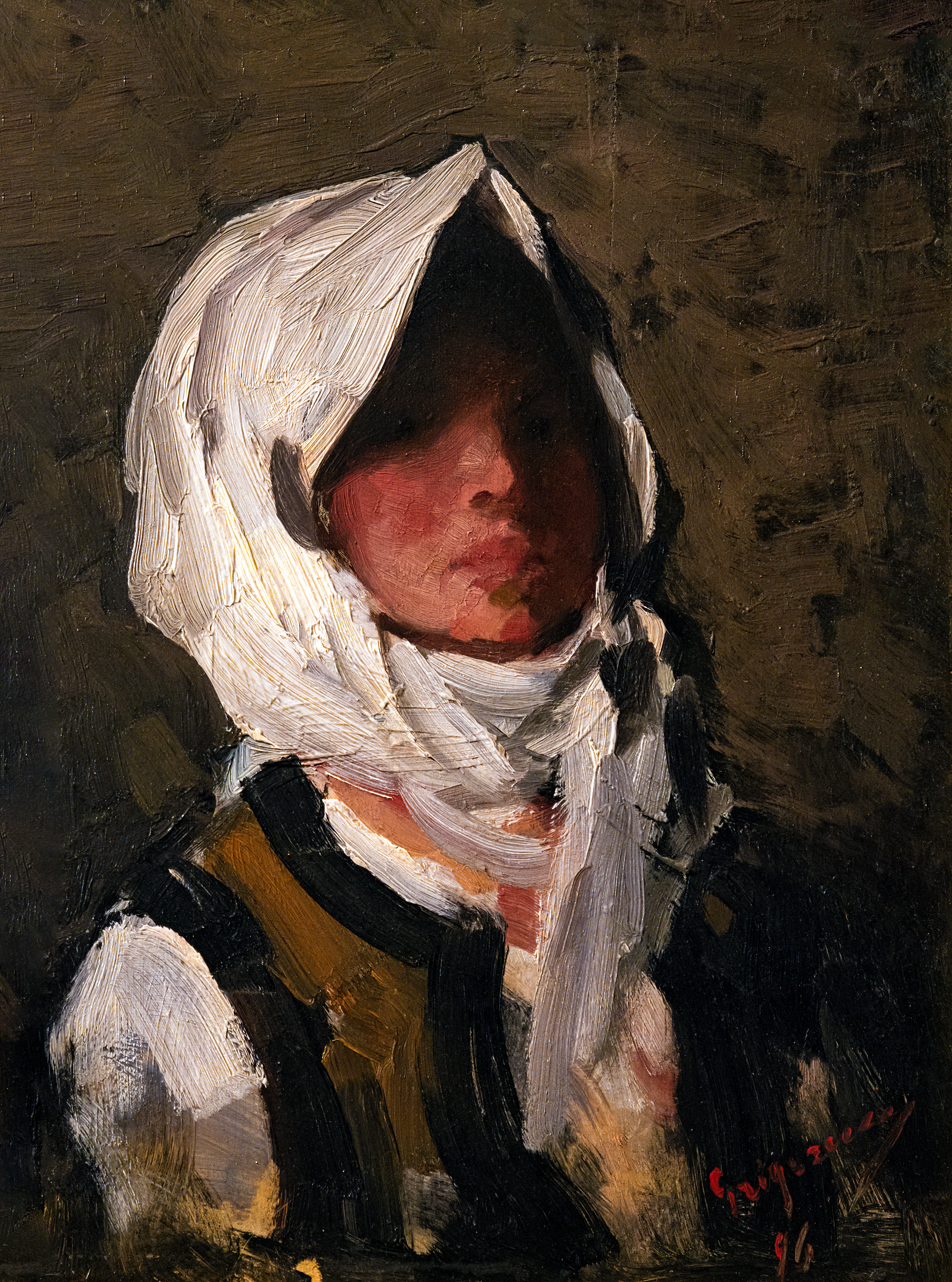
Porträt einer jungen Bäuerin, 1896, Nicolae Grigorescu
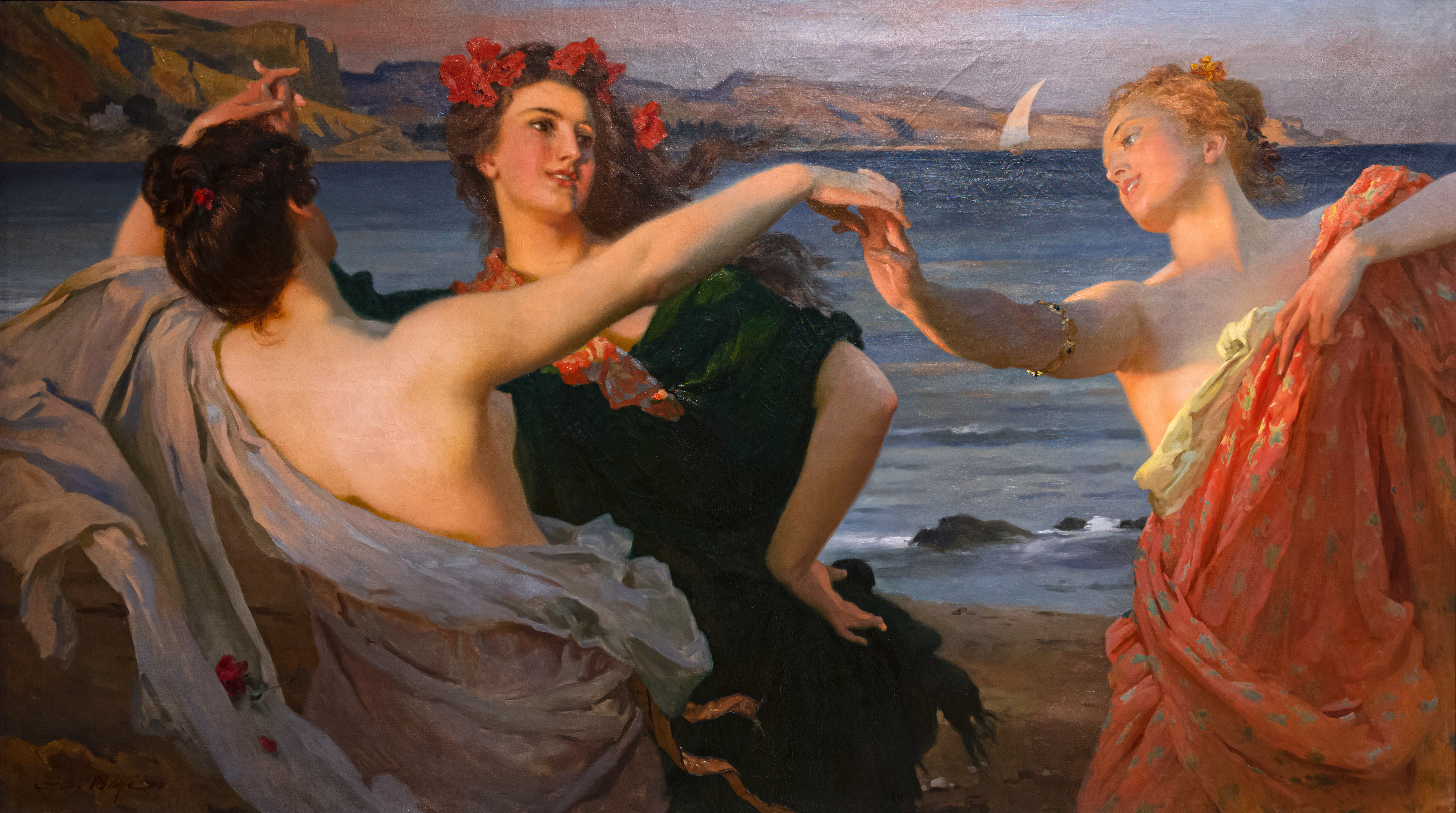
Freude, 1899, Abel-Dominique Boyé
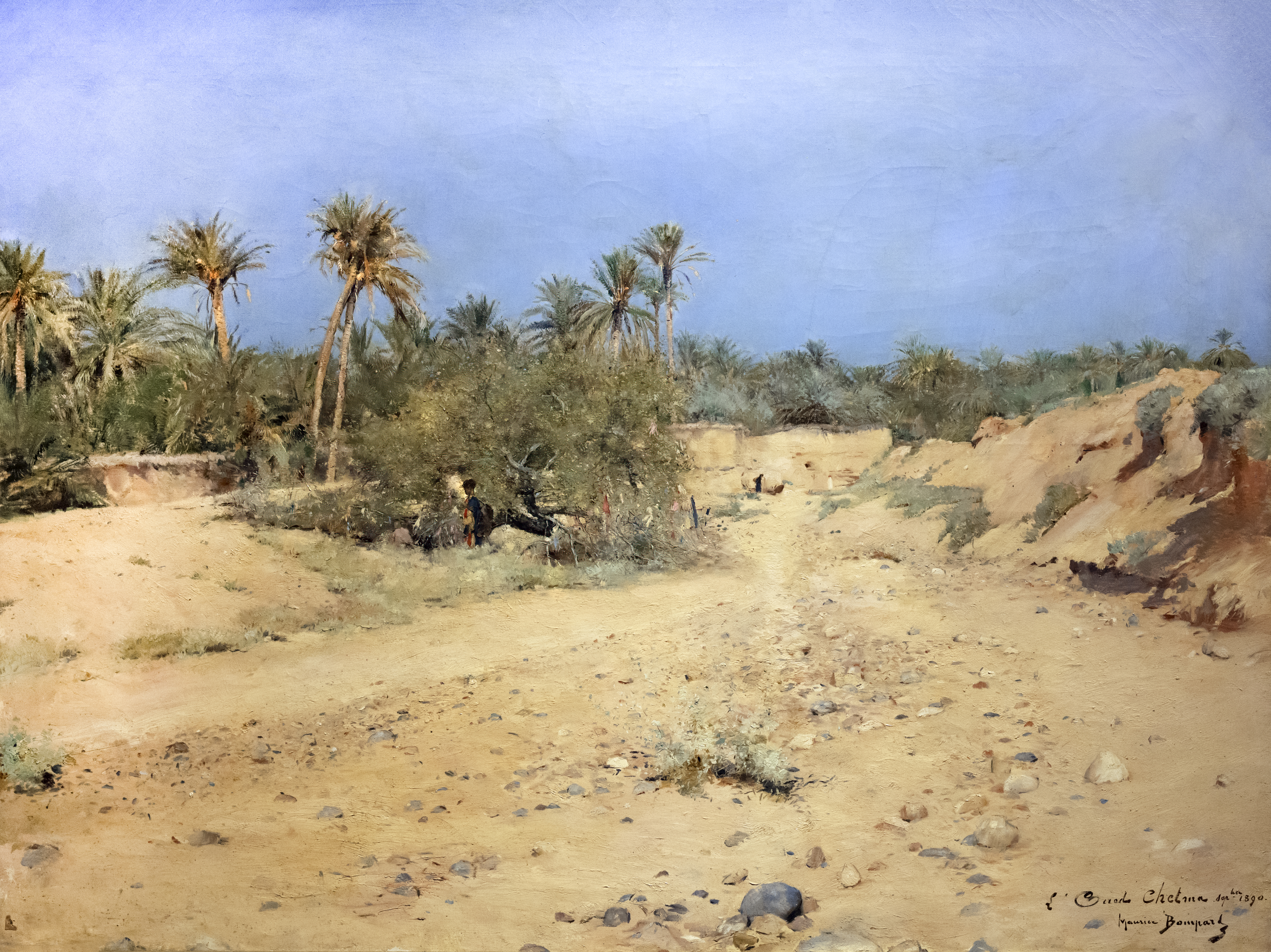
Das Wadi Chetma im Sommer, 1890, Maurice Bompard
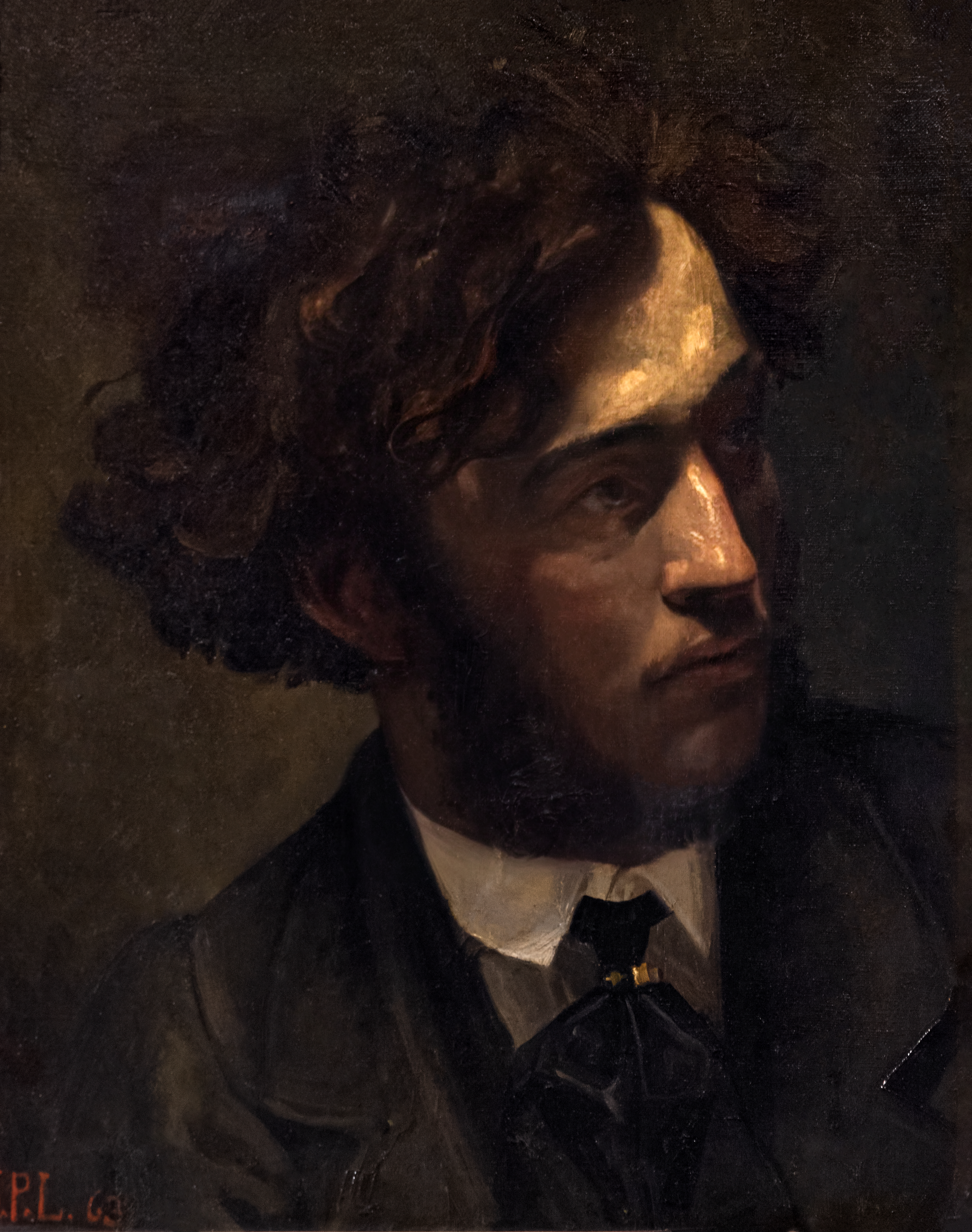
Porträt von Augustin Fumadelles, 1863, Jean-Paul Laurens

### 20. Jahrhundert
Zwei Bestände werden gezeigt: einerseits die Werke des französischen Malers Roger Bissière und andererseits von Claude Lalanne und François-Xavier Lalanne. Außerdem findet man ein pointillistisches Werk von Francis Picabia.
Lokale Maler sind: Antoine Calbet (Leda und der Schwan, 1901), Édouard Domergue-Lagarde (Die Brücke, 1910); Marthe Boyer-Breton (Die erste Puppe, 1903).

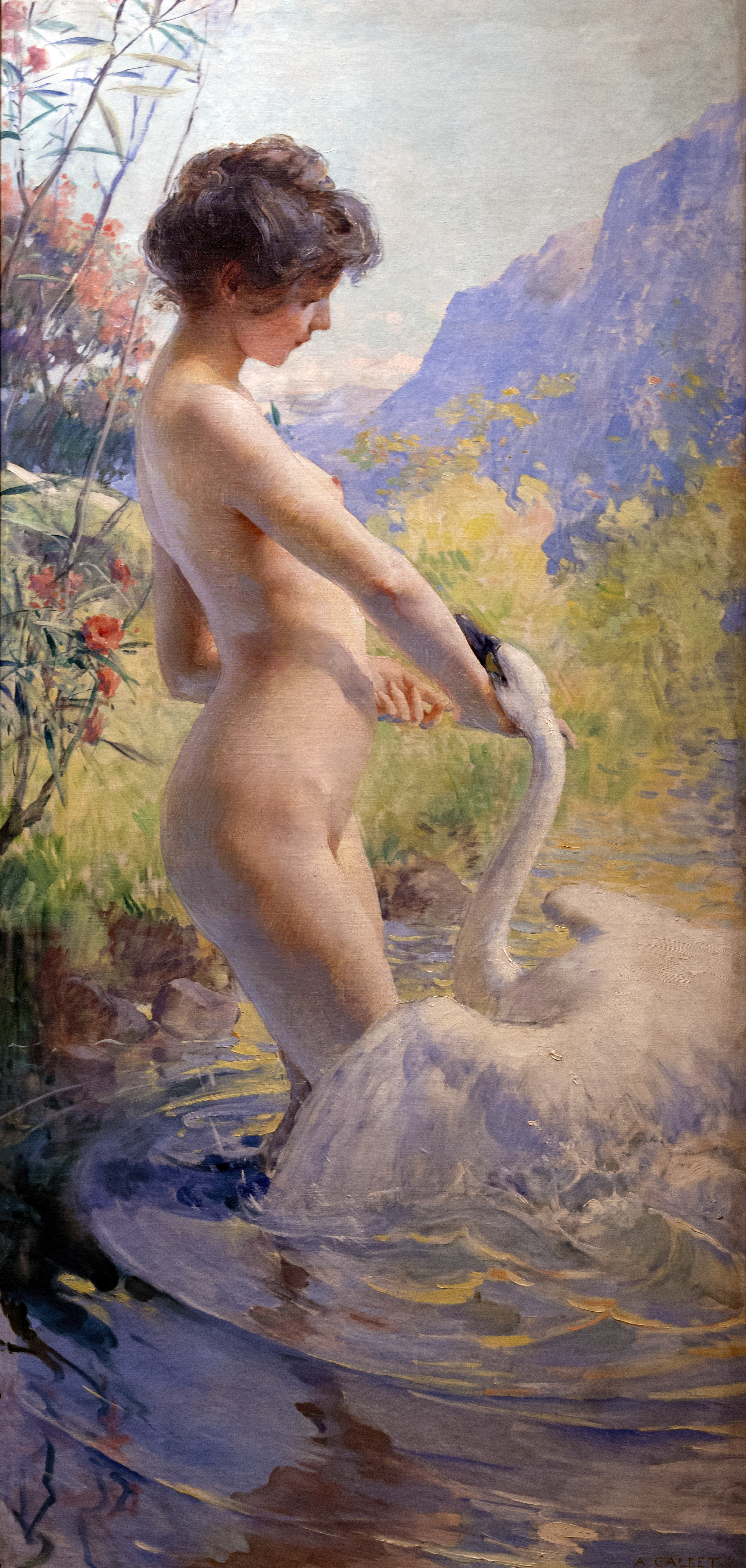
Leda und der Schwan, Antoine Calbet
La première poupée, 1903, Marthe Boyer-Breton
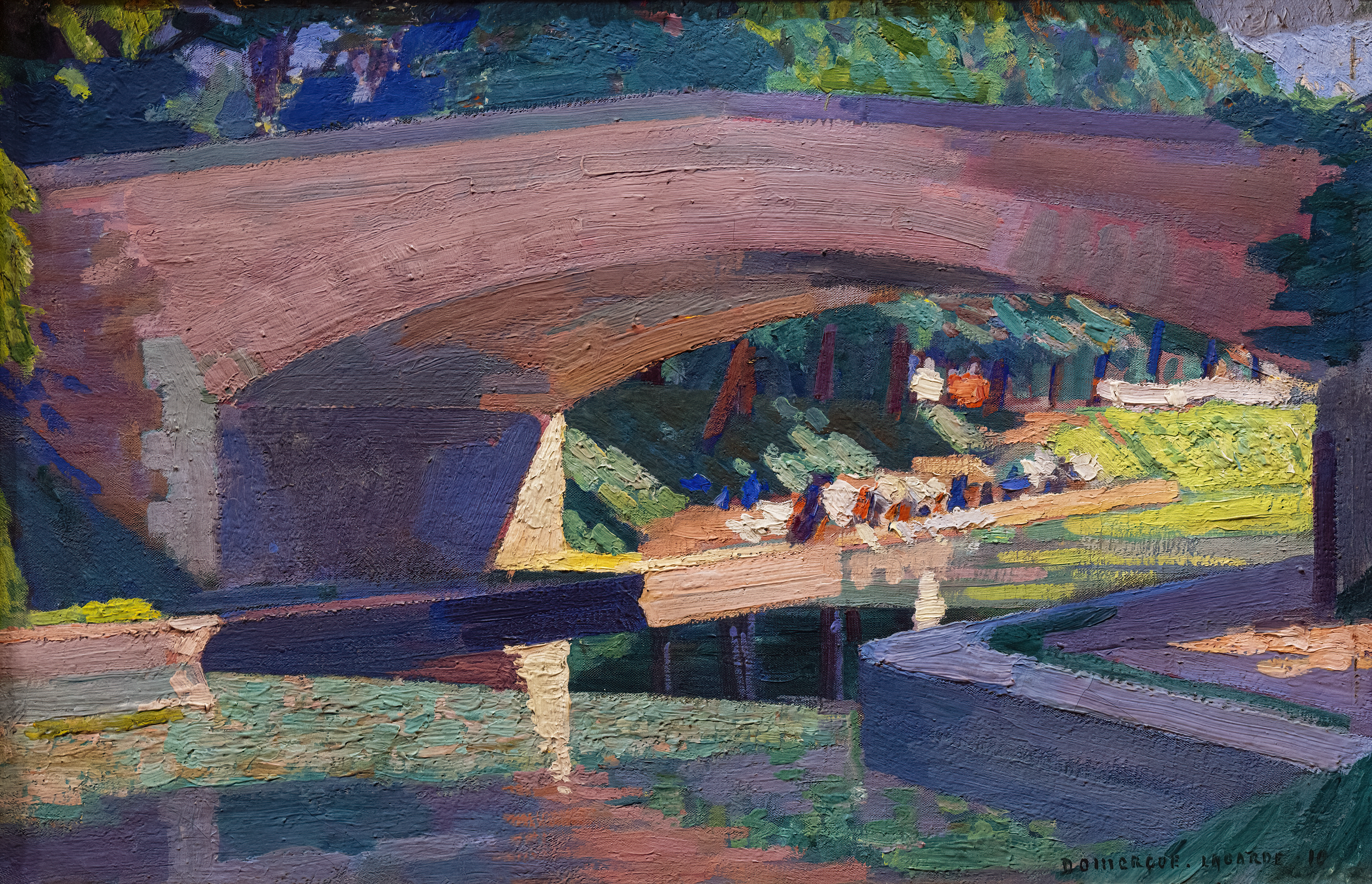
Die Brücke, Édouard Domergue-Lagarde

## Bibliographie
- René Bonnat: Donation Louis Brocq au musée d’Agen, Revue de l’Agenais, 1928, S. 248–252.
- Jacques Amblard: À propos de la collection d’Aiguillon, Revue de l’Agenais, Band 54, S. 289.
- O. Fallières: La Bastille du musée d’Agen, Revue de l’Agenais, 31, S. 363–364.
- Adolphe Magen: Le musée d’Agen, Revue de l’Agenais, 7, S. 74–80.
- Jules Momméja: Les trésors du musée d’Agen – La Venus de Tayrac, Revue de l’Agenais, 27, S. 465–475
- Jules Momméja: Les trésors du musée d’Agen – La Venus du Mas d’Agenais, Revue de l’Agenais, 28, S. 197–209.
- Jules Momméja: Francisco Goya au musée d’Agen, Revue de l’Agenais, 31, S. 388–400.
- Jules Momméja: Le Musée d’Agen d’après Louis Gonse, Revue de l’Agenais, 31, S. 488–495, 572–579.
- Jules Momméja: Musée d’Agen. Catalogue raisonné. Agen, Maison d’édition et d’imprimerie moderne, 100.
- Marie-Dominique Nivière: 040 – Agen, musée des beaux-arts, Le Festin, Le Lot-et-Garonne en 101 sites et monuments, 70. ISBN 978-2-36062-103-3.
- Georges Tholin: Le musée d’Agen. Bulletin monumental, 51, S. 1–16.